# Nelumbo nucifera
Cette page contient des caractères spéciaux ou non latins. S’ils s’affichent mal (▯, ?, etc.), consultez la page d’aide Unicode.
Pour les articles homonymes, voir Lotus.
Espèce
Classification phylogénétique
Nelumbo nucifera, le Lotus sacré ou Lotus d'Orient, est une espèce de plantes à fleurs de la famille des Nélumbonacées originaire d'Eurasie. C'est une plante aquatique d'eau douce reconnaissable à son port en grande partie émergeant de l'eau, ses larges feuilles peltées dont la cuticule est hydrophobe, et à ses très grandes fleurs, à dominante de rose pour les variétés sauvages.
Récolté et cultivé depuis des milliers d'années comme plante alimentaire, médicinale, ornementale mais aussi plus récemment textile, ce lotus est la fleur sacrée dans les religions orientales (bouddhisme, brahmanisme), dans lesquelles les divinités sont représentées sur une fleur (ou un trône en fleur) de lotus. Le lotus sacré est la fleur nationale de l'Inde, du Sri Lanka et du Viet Nam.
Il n'y a que deux espèces dans le genre Nelumbo et dans la famille des Nélumbonacées, l'autre étant Nelumbo lutea, le lotus d'Amérique, à fleurs jaunes.

## Taxonomie et étymologie
Le nom scientifique complet actuellement valide est Nelumbo nucifera Gaertn.
L'étymologie du nom du genre Nelumbo vient du nom de la plante en singhalais, tandis que le nom d'espèce nucifera signifie « qui fournit des noix » en latin. Gaertn. rappelle que c'est Gaertner (ou Gärtner) qui est l'auteur de ce taxon.
Nelumbium nelumbo Druce et Nelumbium speciosum Willd. sont des synonymes anciens, qui ne sont plus acceptés par les botanistes. L'appellation Nelumbo nucifera Gaertn. est employée dans 96,2 % des publications y faisant référence. Le GIBF répertorie une quarantaine d'autres synonymes qui ne sont plus utilisés.
Parmi les autres noms vernaculaires français on peut citer : lotus des Indes, lotus magnolia et fève d'Égypte.

## Confusions possibles
Il ne faut pas confondre cette espèce avec Nymphaea caerulea, le lotus bleu et Nymphaea lotus, le lotus blanc, qui sont ceux représentés dans l'art et les hiéroglyphes de l'Égypte antique, également appelés lotus sacré. Ces derniers sont en réalité des nénuphars non apparentés à la famille des Nélumbonacées. Mais Nelumbo nucifera a été néanmoins introduit en Égypte par les Perses autour de 500 av. J.-C.
Le lotus sacré n'a rien à voir avec le genre Lotus (en français le lotier), qui rassemble des espèces de plantes de la famille des Fabacées.

## Description

### Morphologie
Le lotus sacré est une plante aquatique vivace.

#### Les racines
Ses racines sont insignifiantes, situées aux extrémités de chaque tubercule du rhizome au niveau de la nodosité, de couleur brun très foncé et ne sont pas l'organe nourricier principal de la plante.

#### La tige ou rhizome
Sa tige est un rhizome de 4 à 6 cm de diamètre, de 10 à 20 cm de long, fusiforme, spongieux, épais, cassants se développant horizontalement ou de façon légèrement oblique, comportant des cavités tubulaires en nombre variable dans la longueur du rhizome, produisant des tubercules qui s'aboutent les uns aux autres en lignes ramifiées, reliés chacun à l'autre par une nodosité, et fixés dans le fond de l'étang, la vasière ou le bassin artificiel.

#### Le pédoncule
Le pédoncule, d'un diamètre d'environ 1,5 à 2 cm, peut avoir une grande longueur selon la profondeur de l'eau, car la fleur ne pousse qu'au-dessus de la surface de l'eau (et non pas à sa surface comme les nénuphars) et même, généralement, au-dessus des plus hautes des feuilles. Bien que le lotus préfère des eaux peu profondes, la plante peut survivre jusqu'à 2,4 m de profondeur. Il émerge du rhizome près de l'emplacement des racines. Sa cuticule verte est coriace et épineuse. Sa structure en coupe transversale se présente comme celle du rhizome, avec 7 à 9 trous. Il ne porte qu'une seule fleur, sauf rarissime exception.

Racines, rhizomes et pédoncules
Rhizomes et racines.
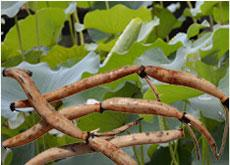
Rhizomes.
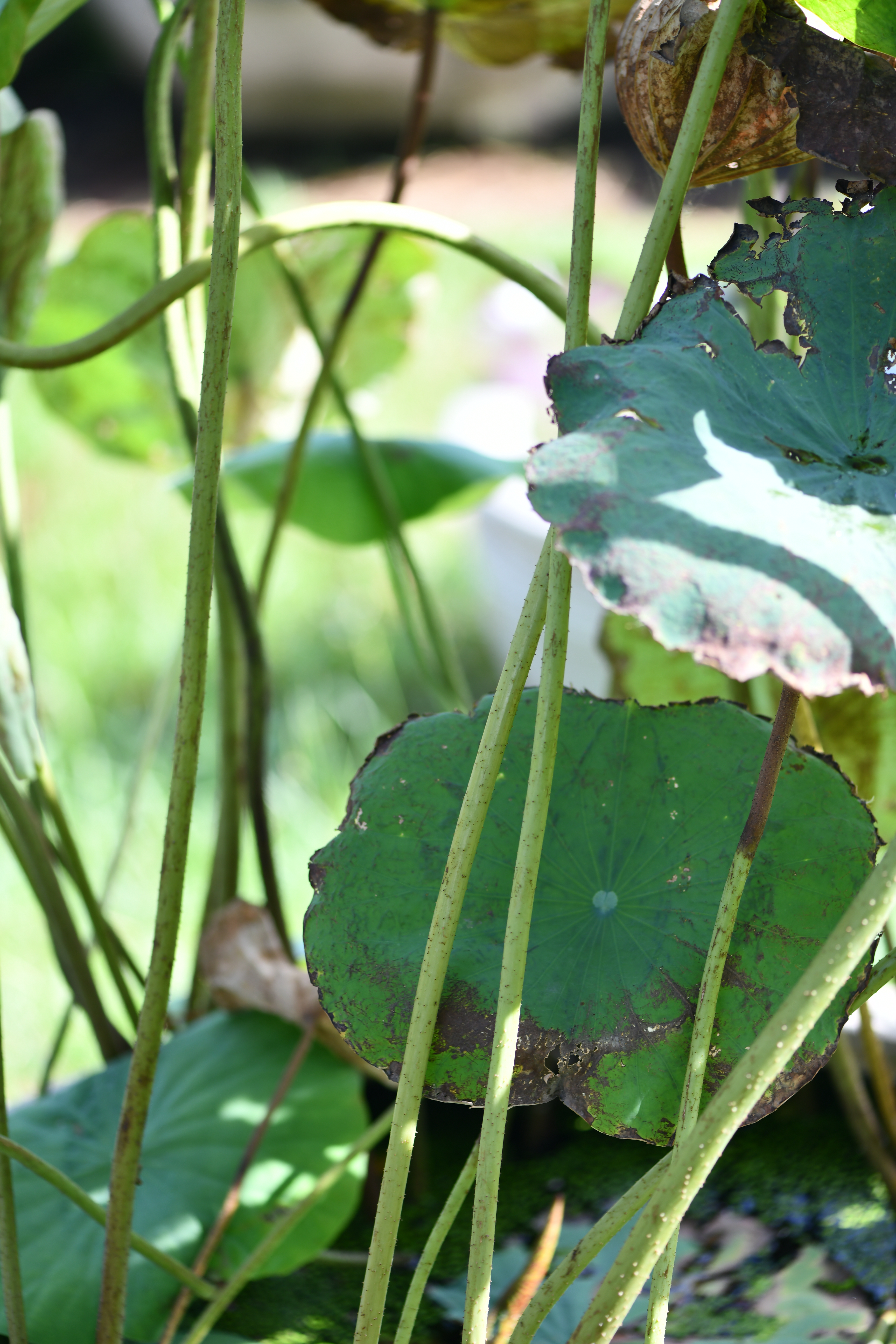
Pédoncules.
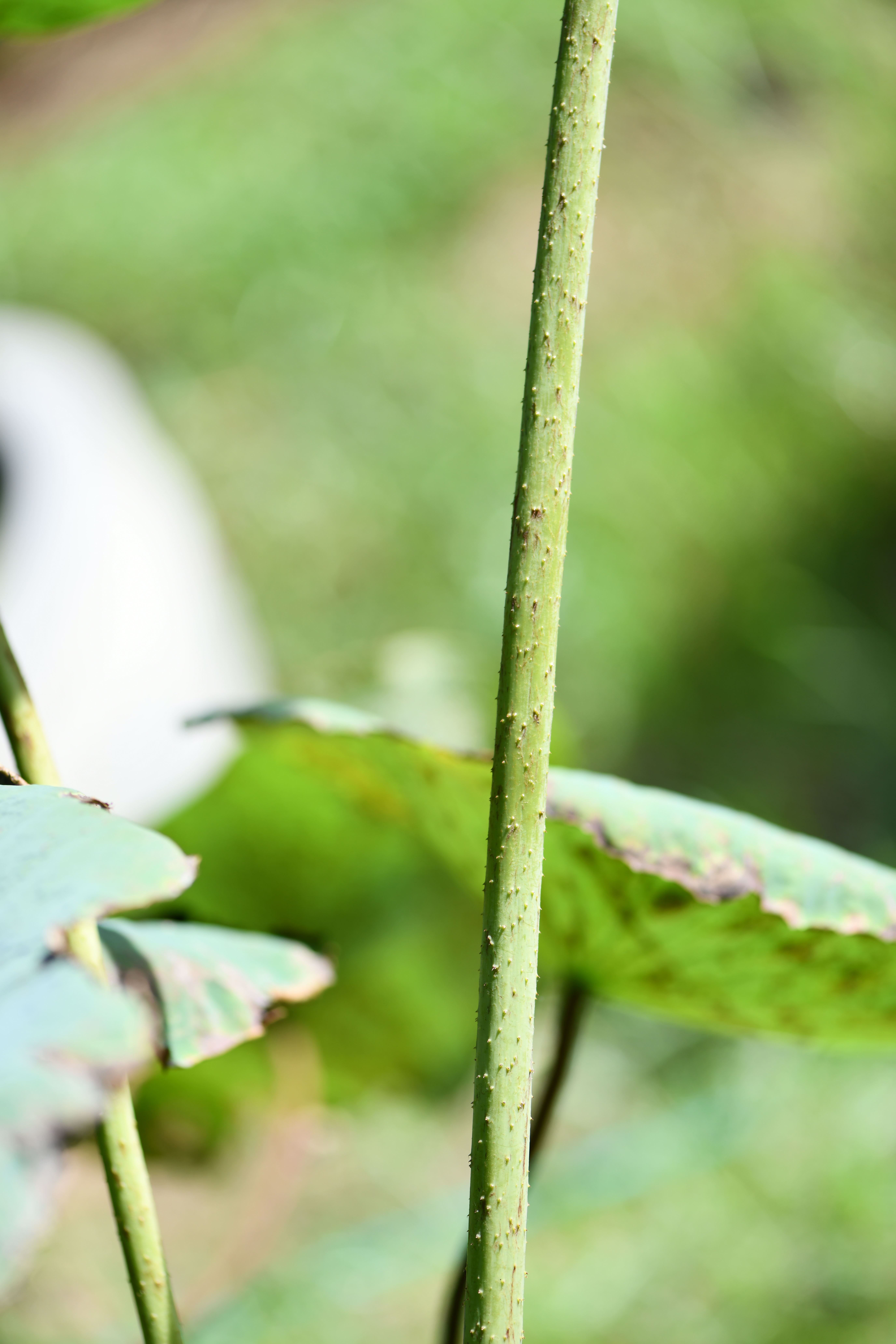
Pédoncules en gros plan.

#### Les feuilles
Ses feuilles sont vert glauque, arrondies et plus précisément peltées avec une nervure rayonnante, dont le pétiole, de même structure que le pédoncule des fleurs, est attaché au centre du limbe, celui-ci entourant le pétiole. Elles peuvent mesurer jusqu'à 50 cm voire 80 cm de diamètre et sont soit flottantes, planes et légèrement ondulée, soit érigées jusqu'à 75 cm au-dessus de l'eau, orbiculaires, en forme de coupe, dont les bords parfois se retournent vers le bas. Leur surface a un aspect cireux et est particulièrement hydrofuge.

Feuilles
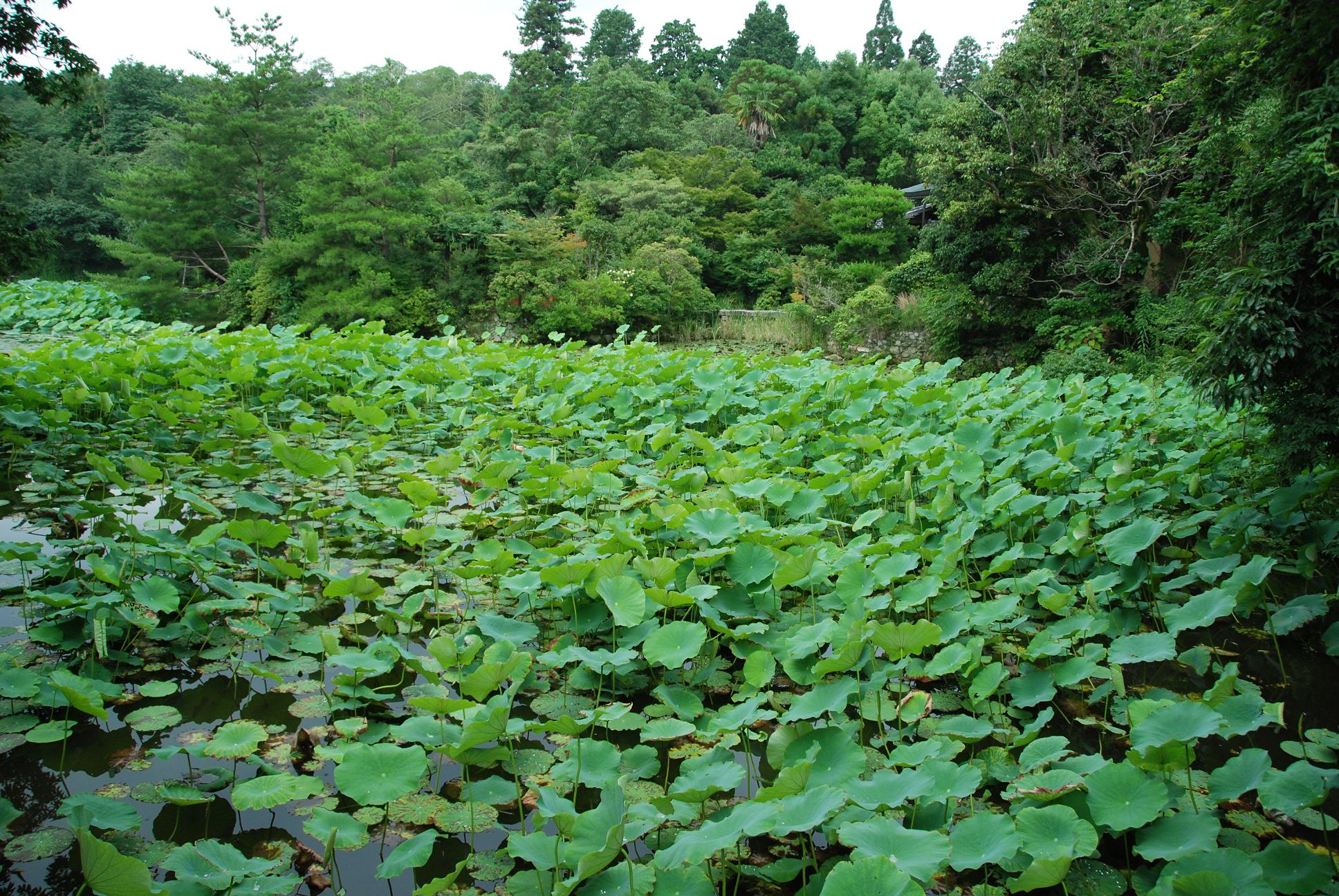
Lotus pas encore fleuris Temple de Ryōan-ji près de Kyoto au Japon.
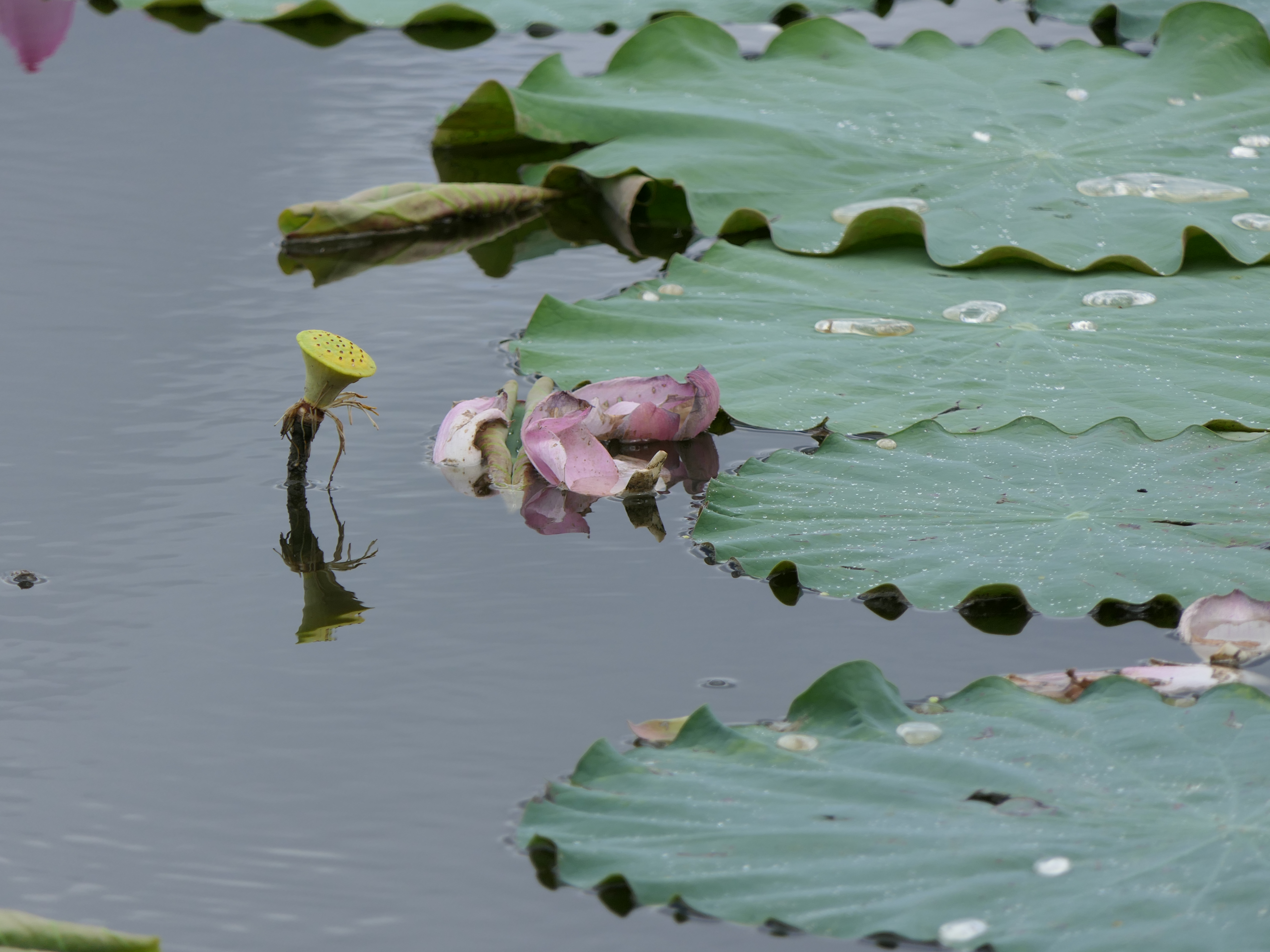
Feuilles flottantes à la bordure ondulée.
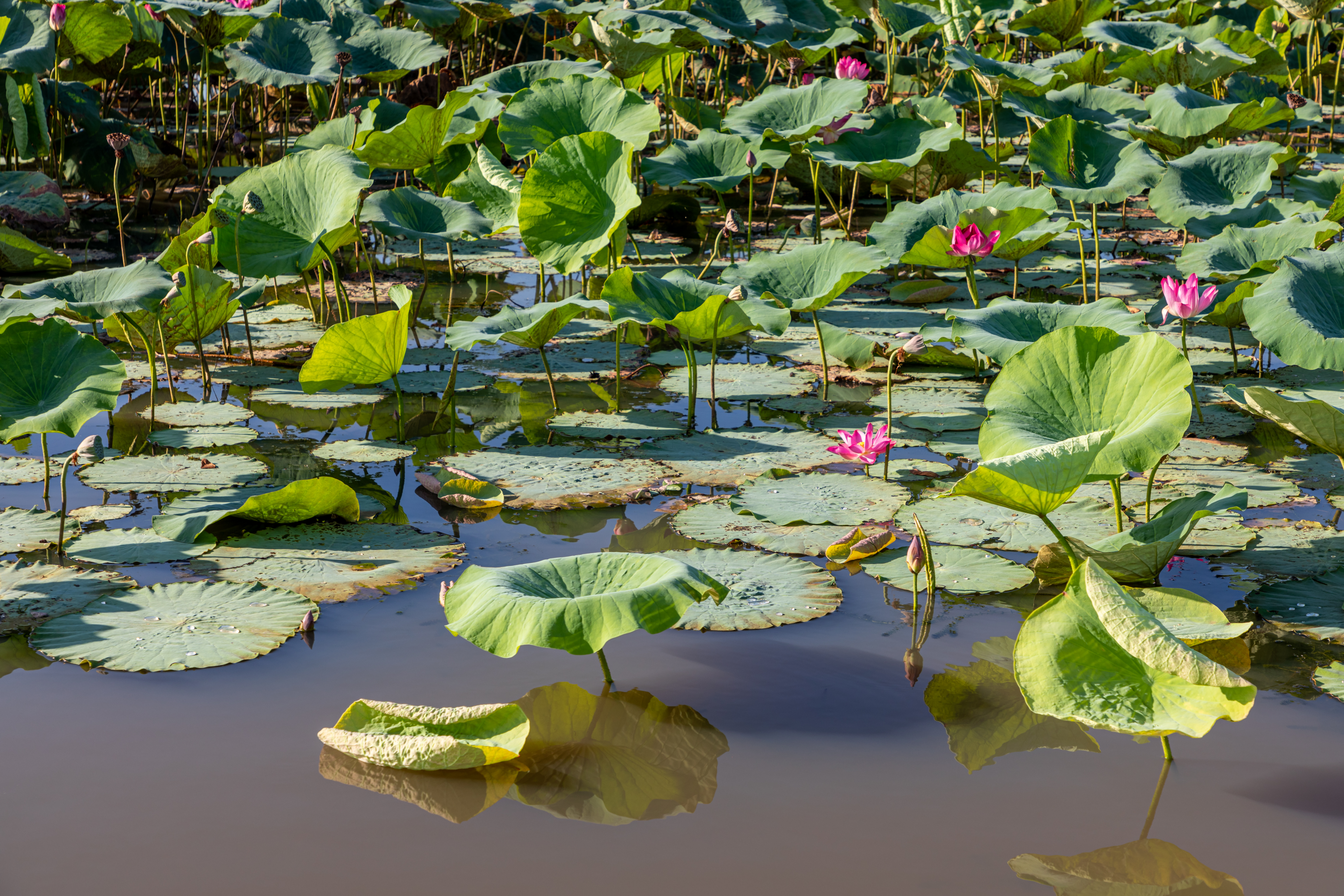
Différentes formes de feuilles flottantes et érigées.
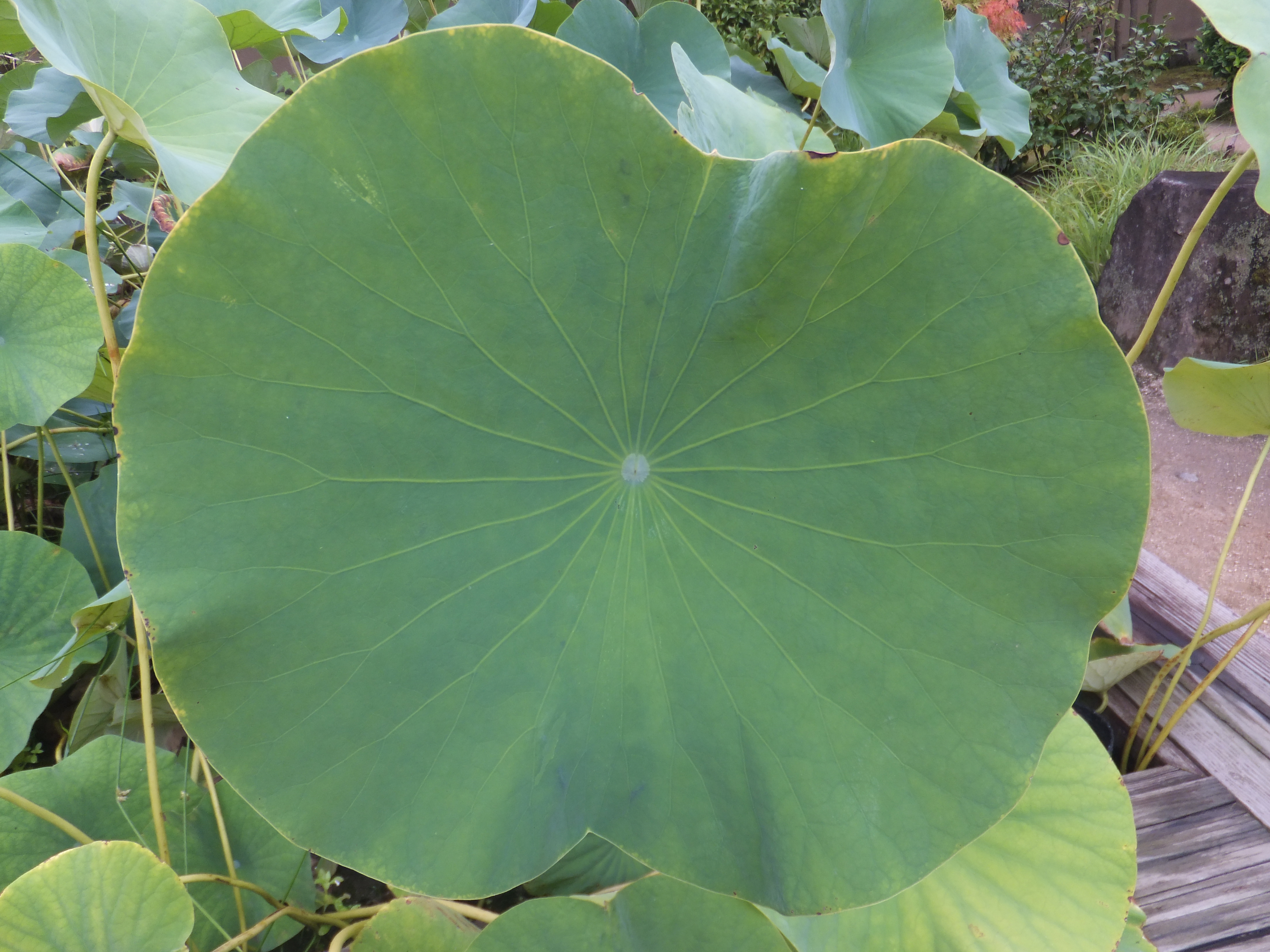
Nervure rayonnante.
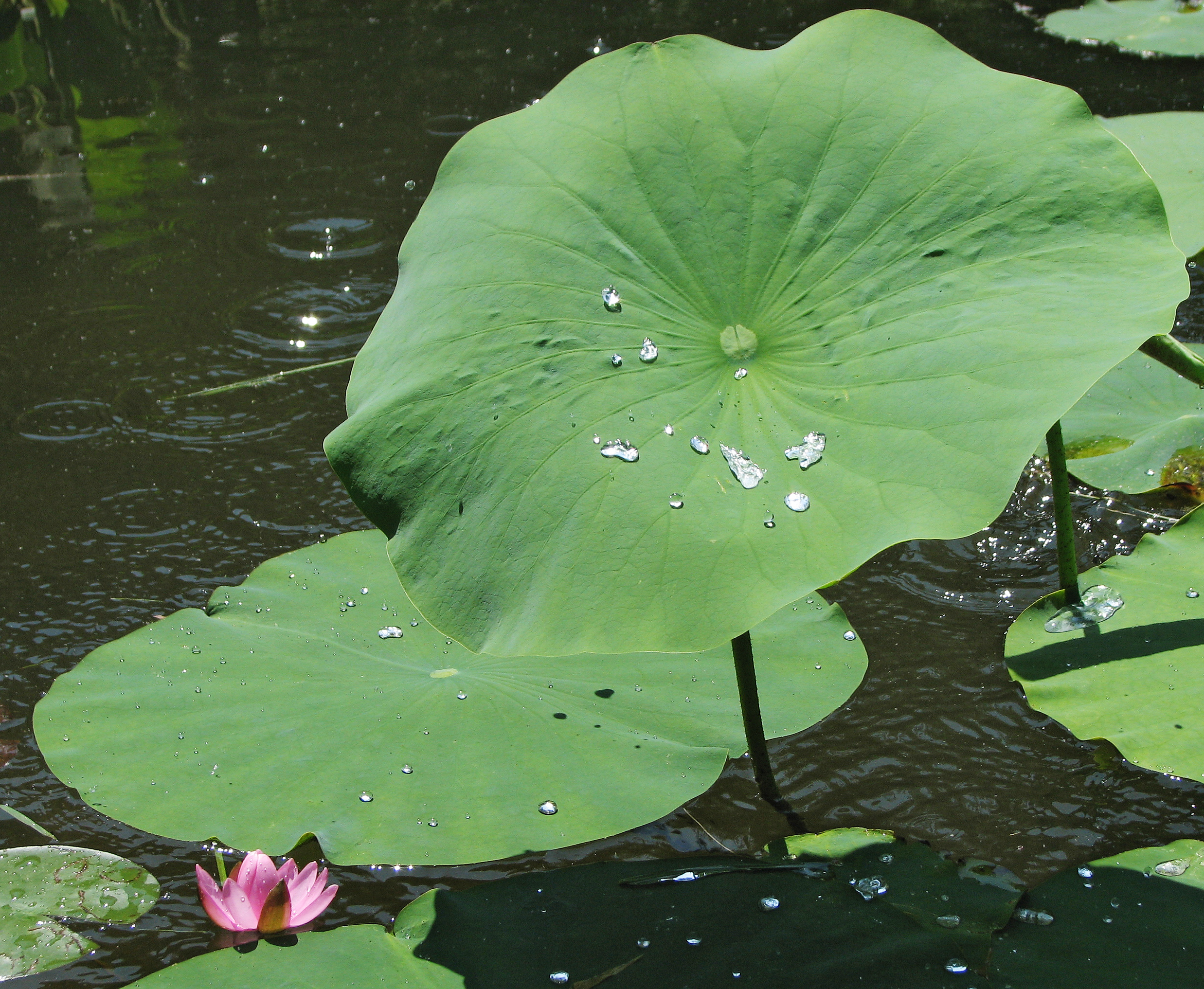
Feuille peltée.
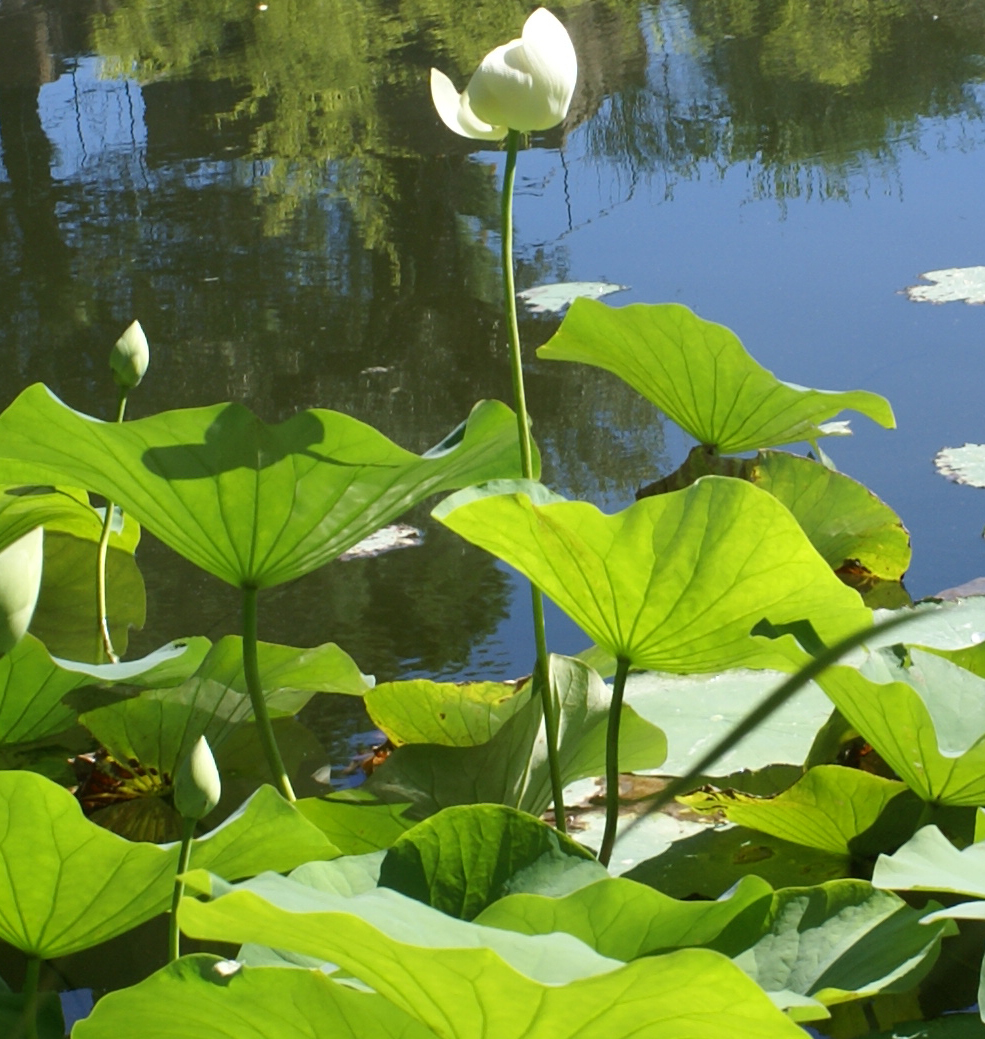
Le pétiole s'attache au centre de la feuille peltée.
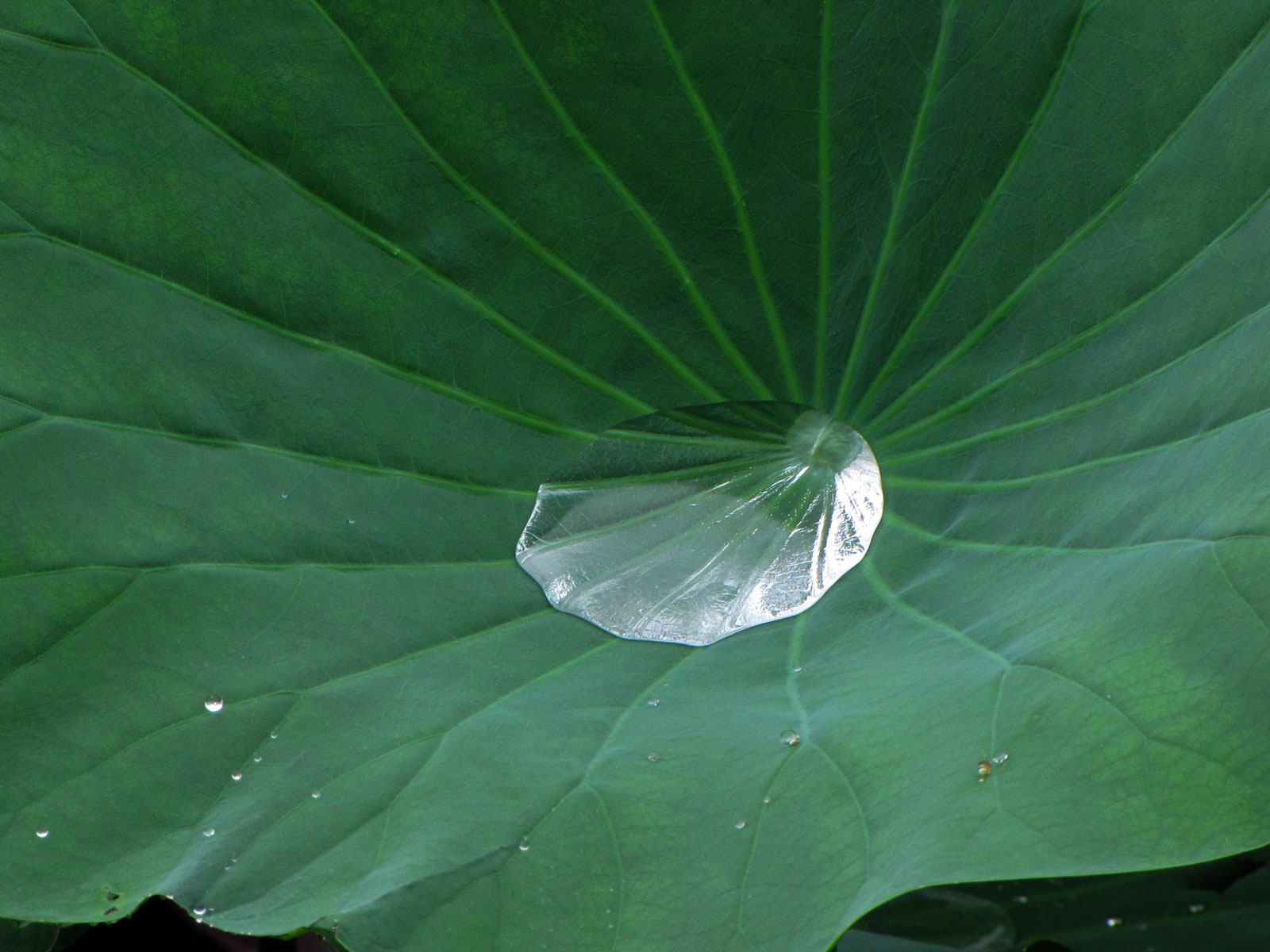
Qualité super-hydrophobe de la feuille de lotus.
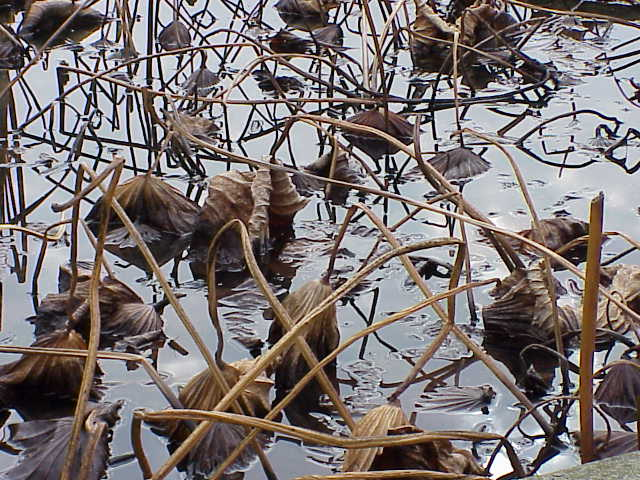
À la saison froide la partie aérienne dépérit et pourrit.

#### Les fleurs
Les fleurs, de couleur blanc rosé de différentes nuances de roses, du très pâle au plus soutenu, tirant parfois un peu vers le carmin le mauve, même dans les variétés sauvages, avec un gradient de couleurs sur un même pétale, dont le bord est souvent plus intensément coloré. Ces fleurs sont grandes, de 15  à   30 cm de diamètre, et comportent une vingtaine de pétales, de très nombreuses étamines et des pistils portés par un réceptacle aplati jaune qui verdit à la défloraison. Les pétales sont hydrophobes.

Fleurs, étamines et pistils
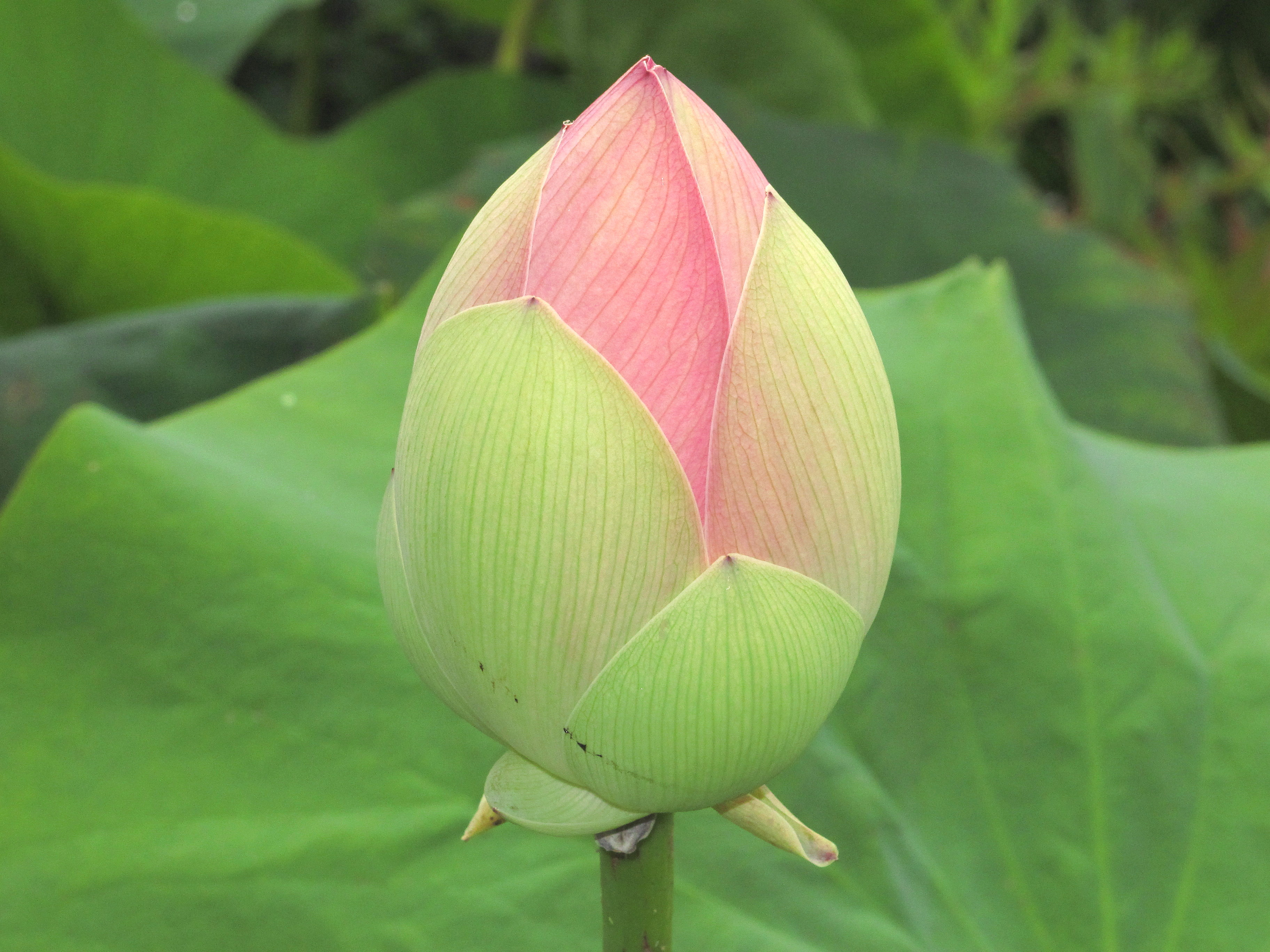
Fleur non éclose.
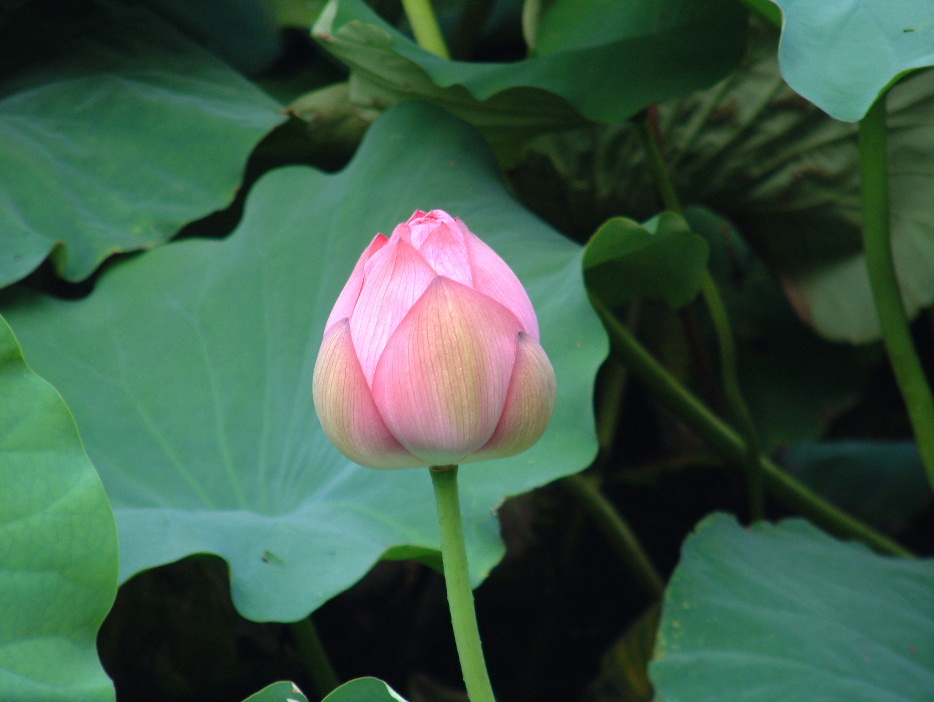
Fleur non éclose.
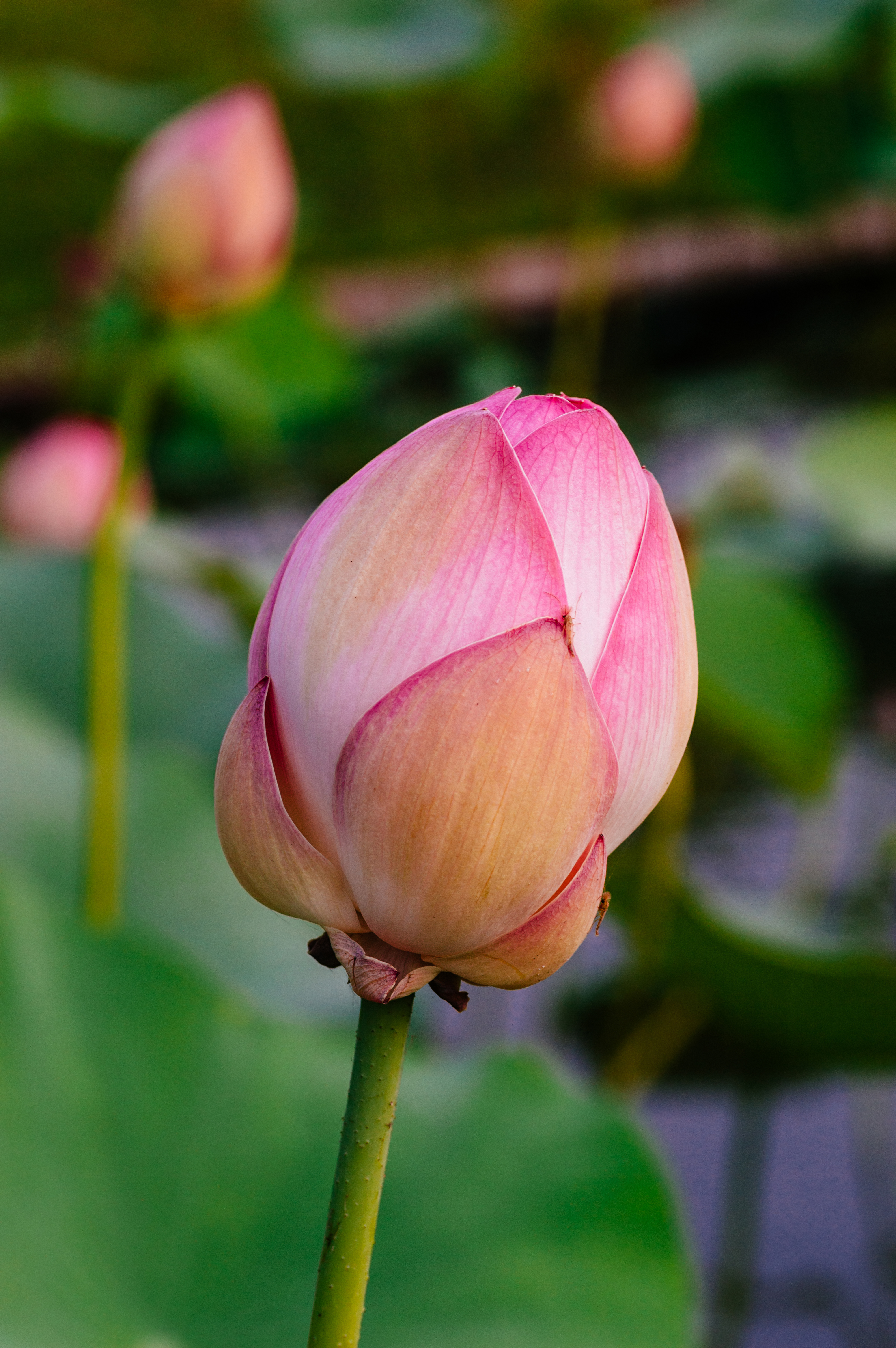
Fleur non éclose.
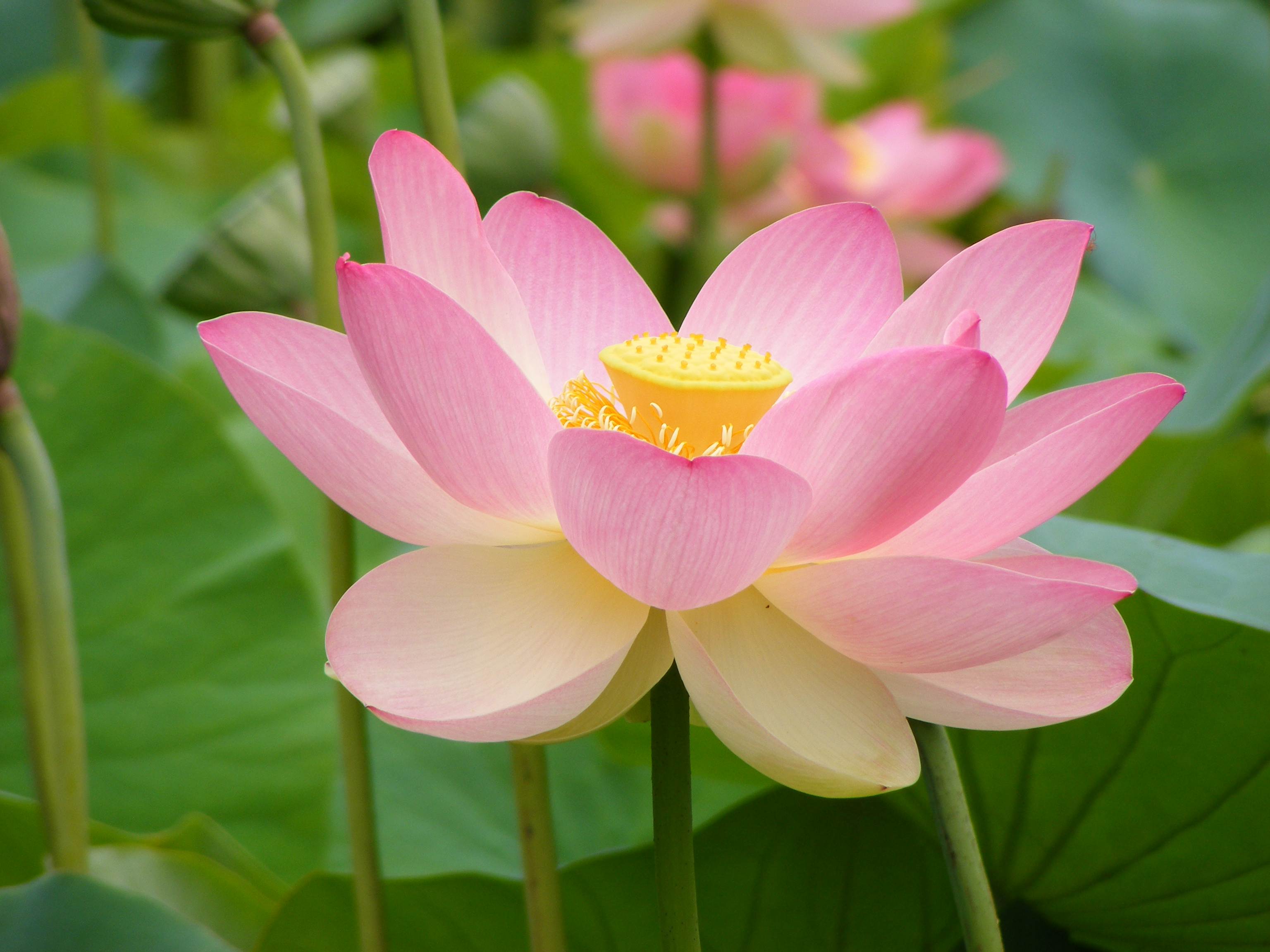
Fleur éclose.
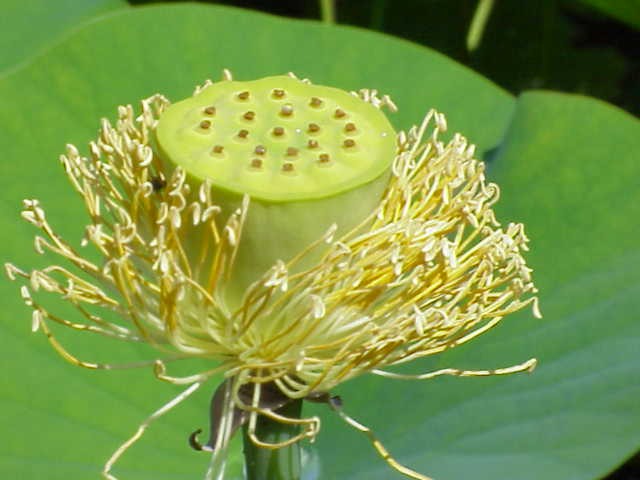
Étamines autour du pistil.
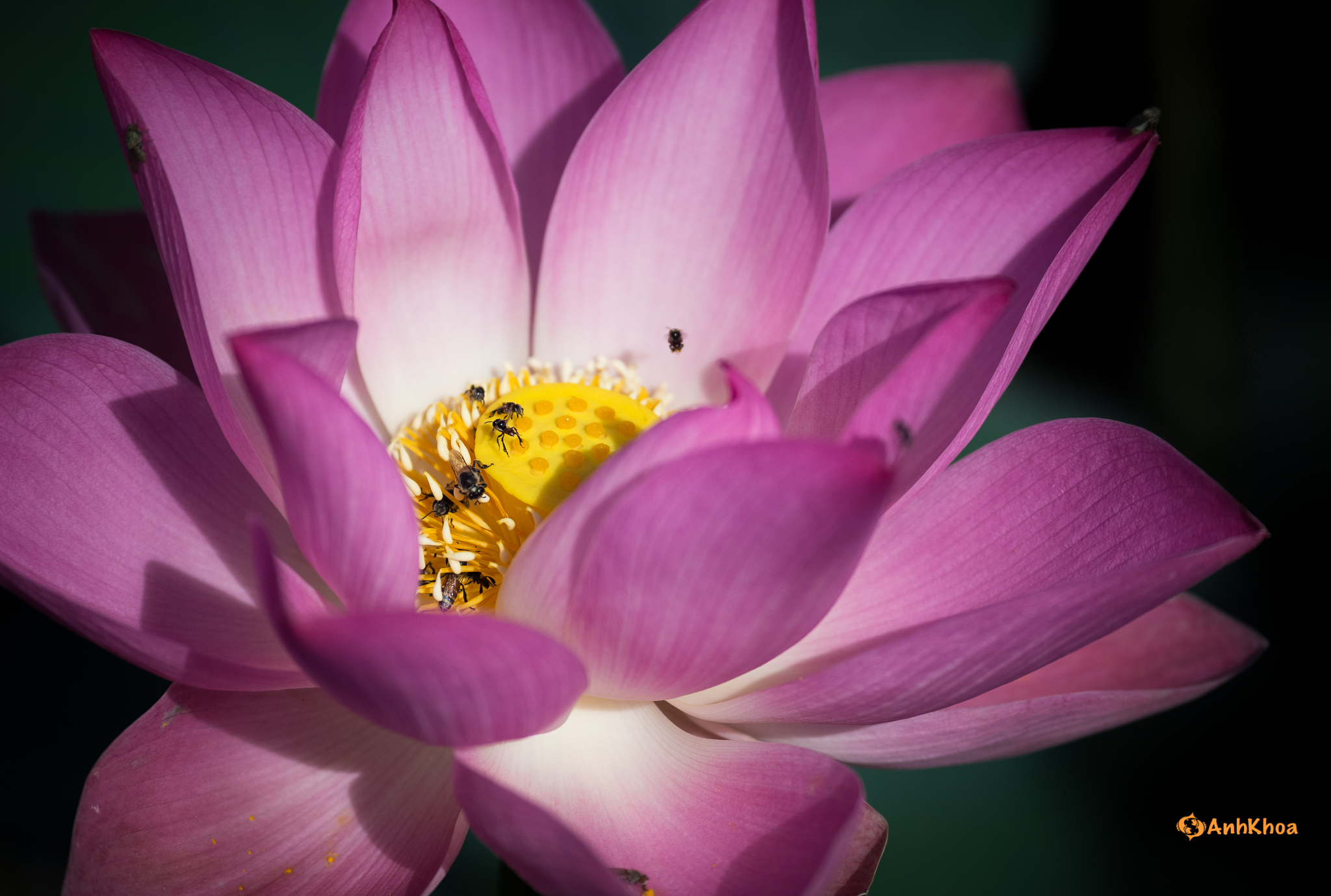
Insectes pollinisateurs au centre d‘une fleur.
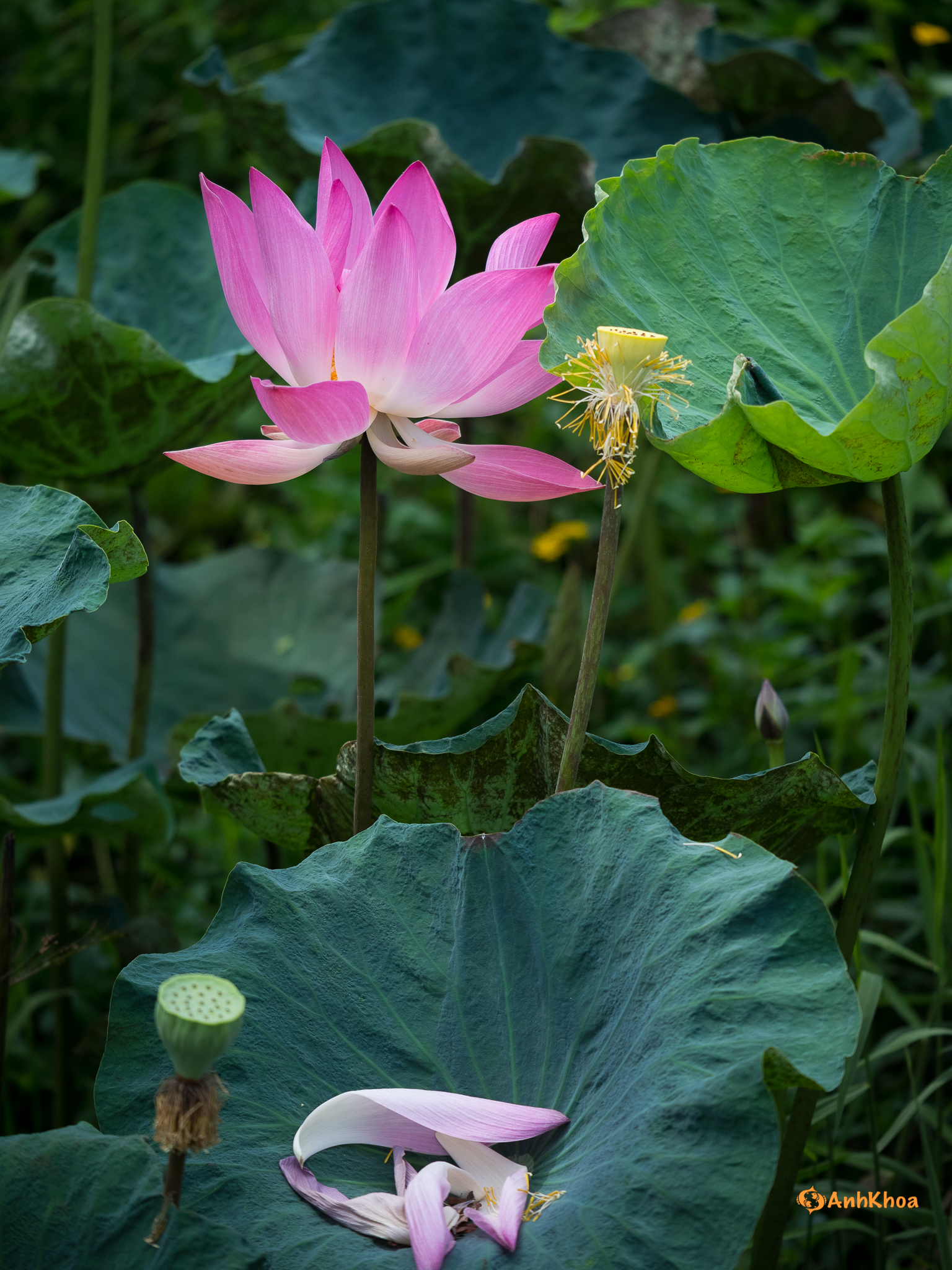
Étapes de la défloraison.

#### Le faux-fruit et les graines
Le faux-fruit, à maturité, peut mesurer une dizaine de centimètres de diamètre ; ses faces latérales sont striées par des reliefs qui convergent vers le point d'attache du pétiole et le fond du faux-fruit est arrondi ; il est composé et constitué par le réceptacle floral charnu qui ressemble à une pomme d'arrosoir comptant de 15  à   20 alvéoles renfermant chacune un akène, c'est-à-dire un fruit sec à graine unique ne s'ouvrant pas tout seul et de la taille d'une petite noisette (environ 0,8 cm). La graine est enveloppée d’un péricarpe dur de couleur variable à maturité, allant du vert au brun presque noir, et qui fonce et durcit beaucoup avec le temps en séchant. Une fois le péricarpe ôté, la noix se sépare en deux, laissant apparaître au centre le germe.

Faux-fruits et graines
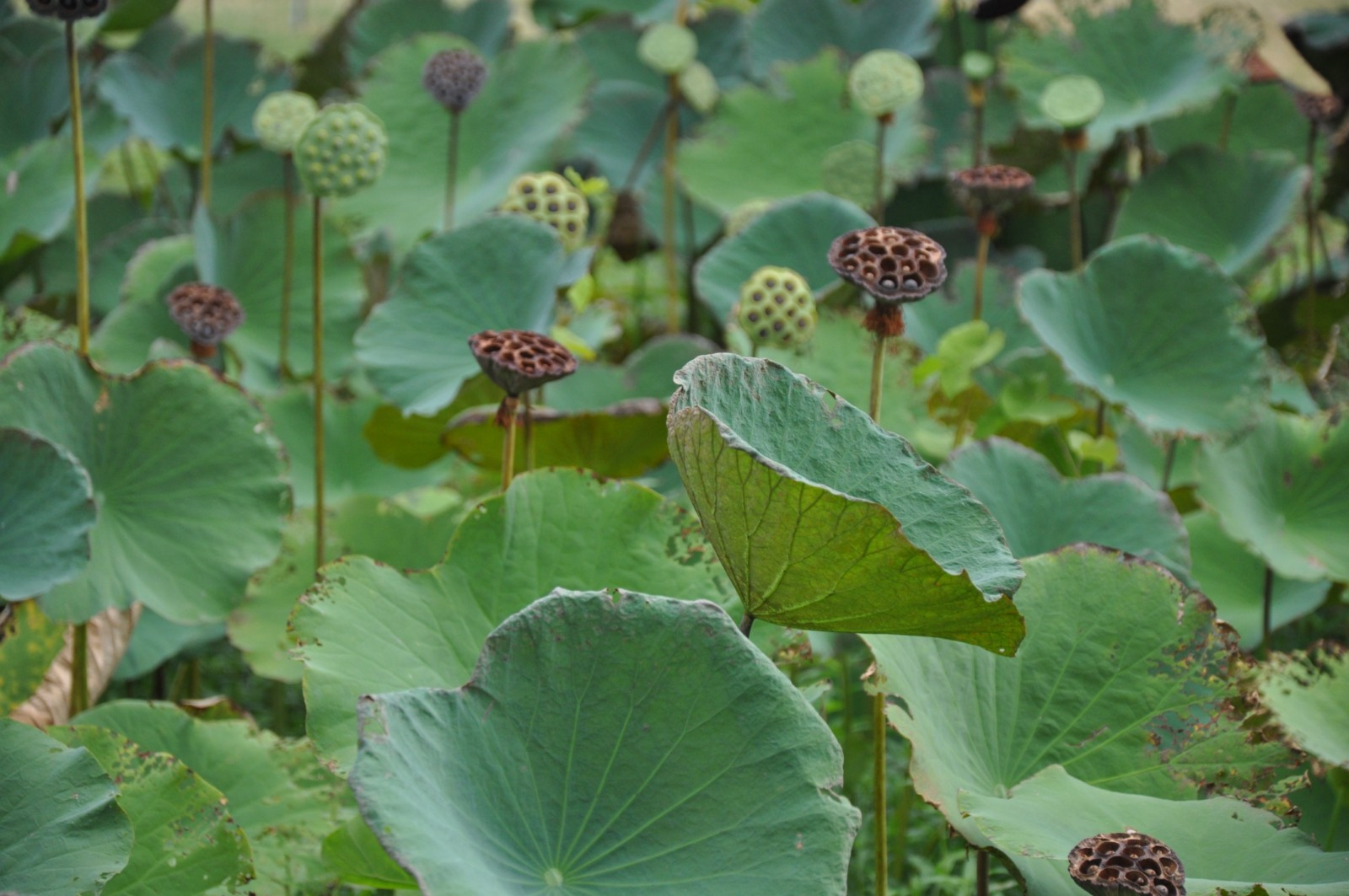
Faux-fruits du lotus et feuilles.
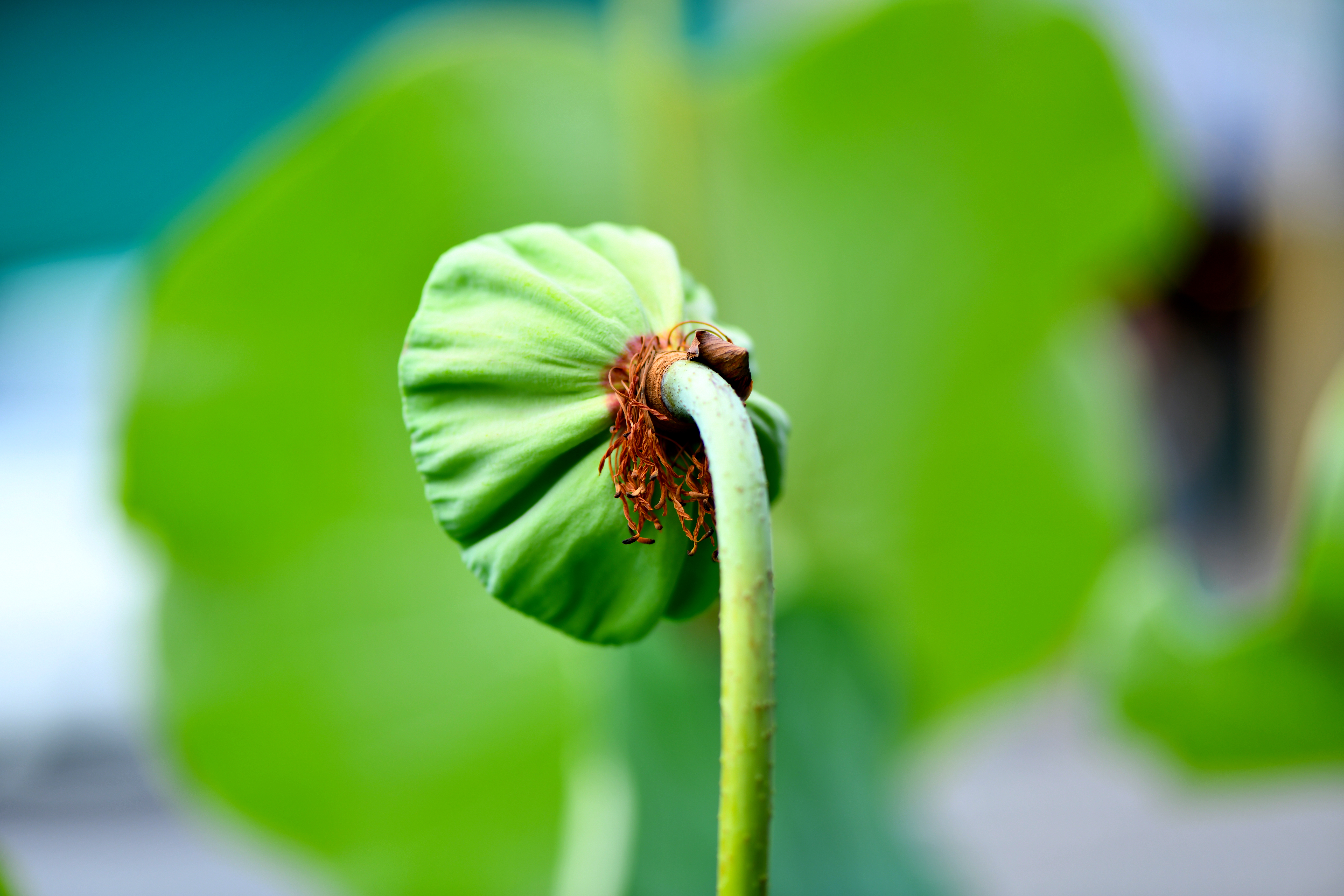
Étamines séchées sous le faux-fruit après chute des pétales.
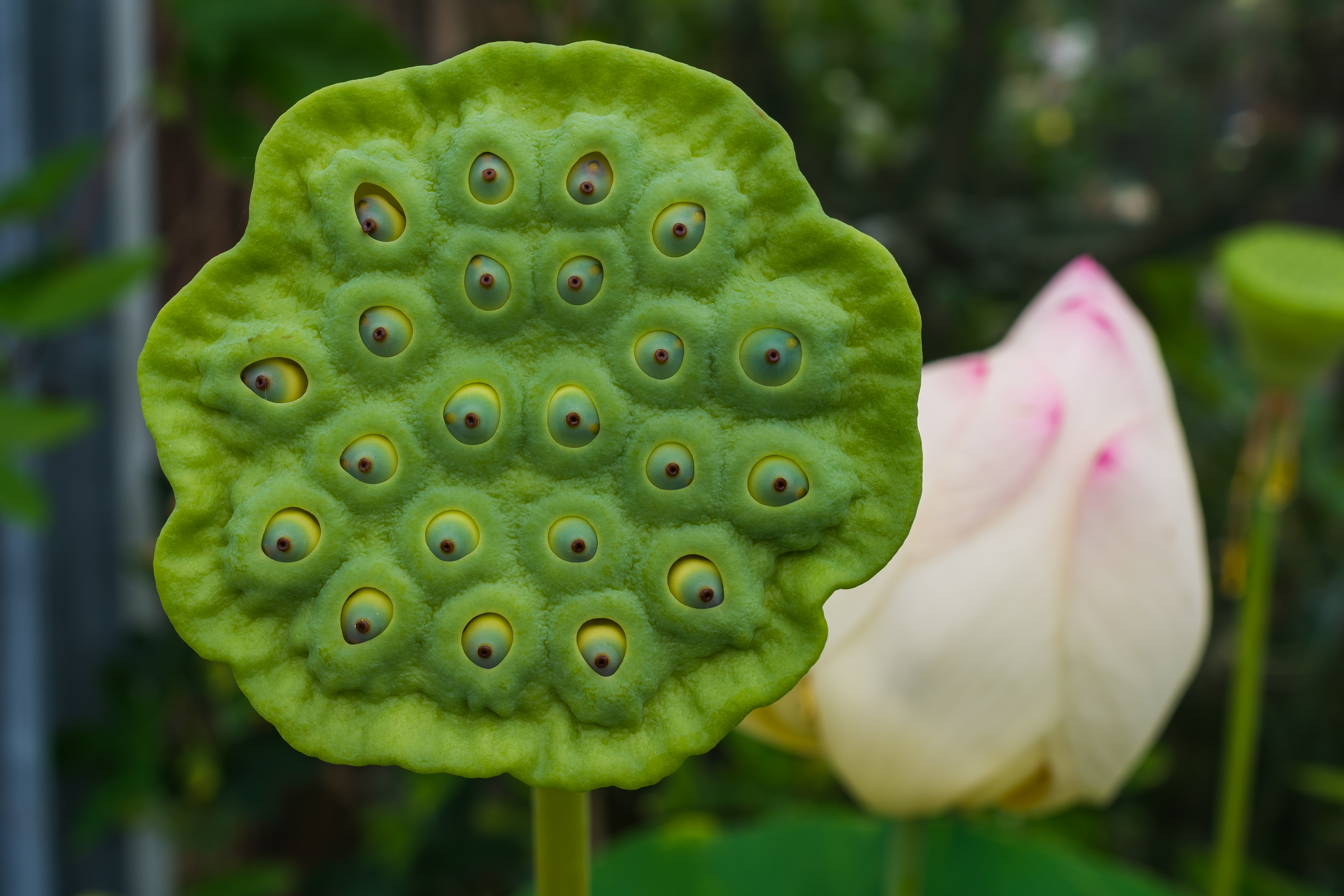
Faux-fruit avec ses graines enchâssées mais proéminentes.
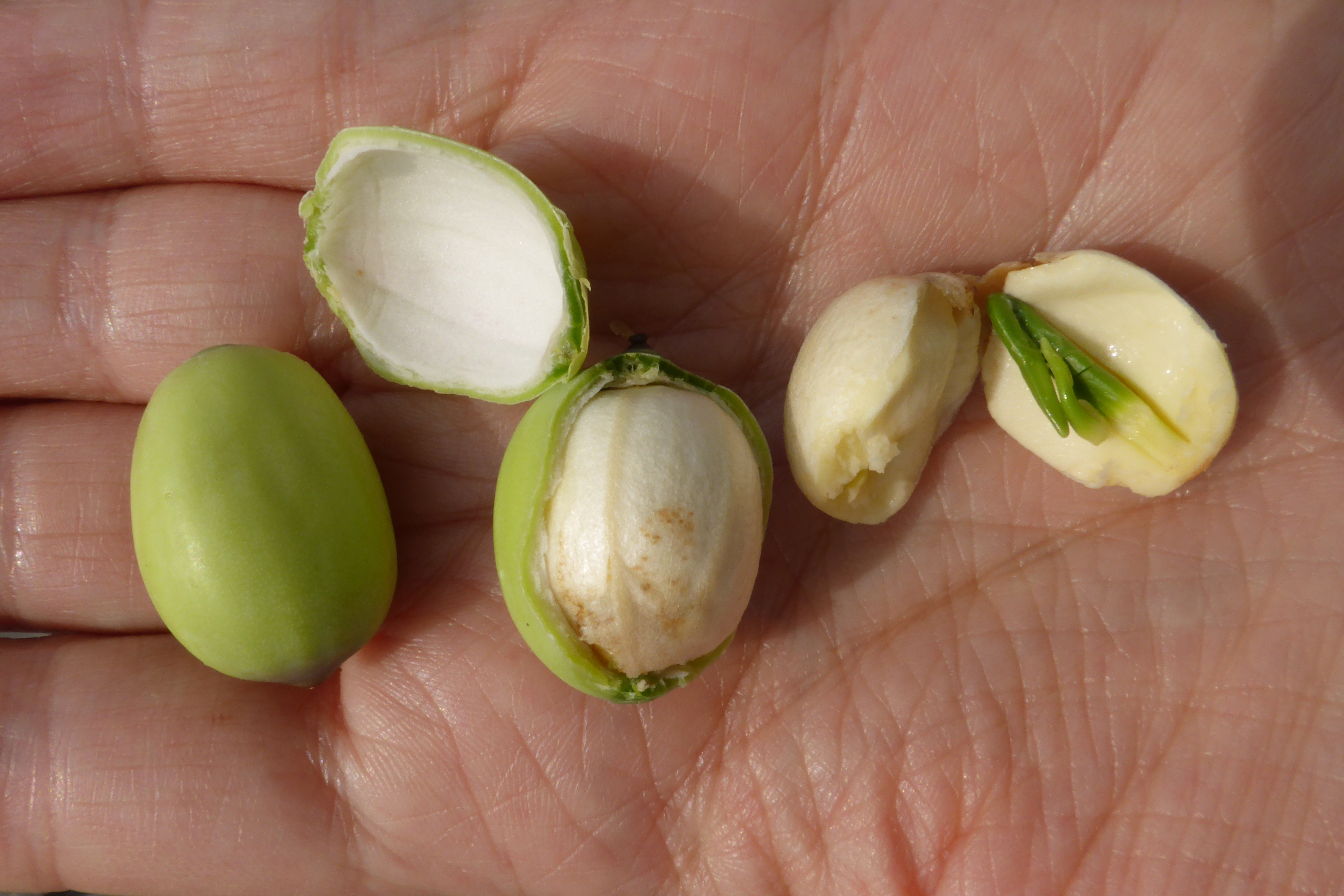
Graines fraîches - De g. à d. entière, décortiquée ouverte montrant le germe.
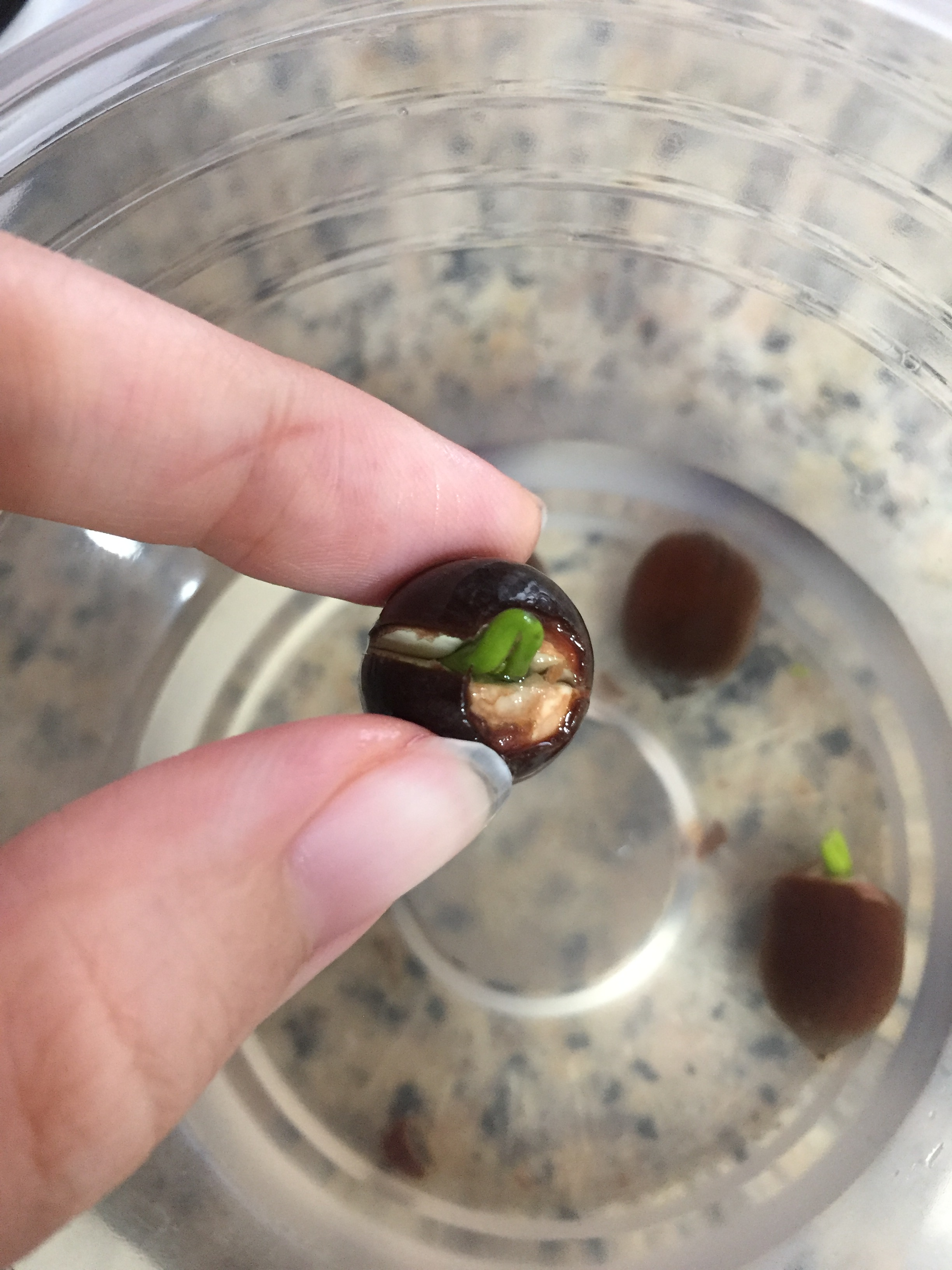
Germe sortant de sa graine.
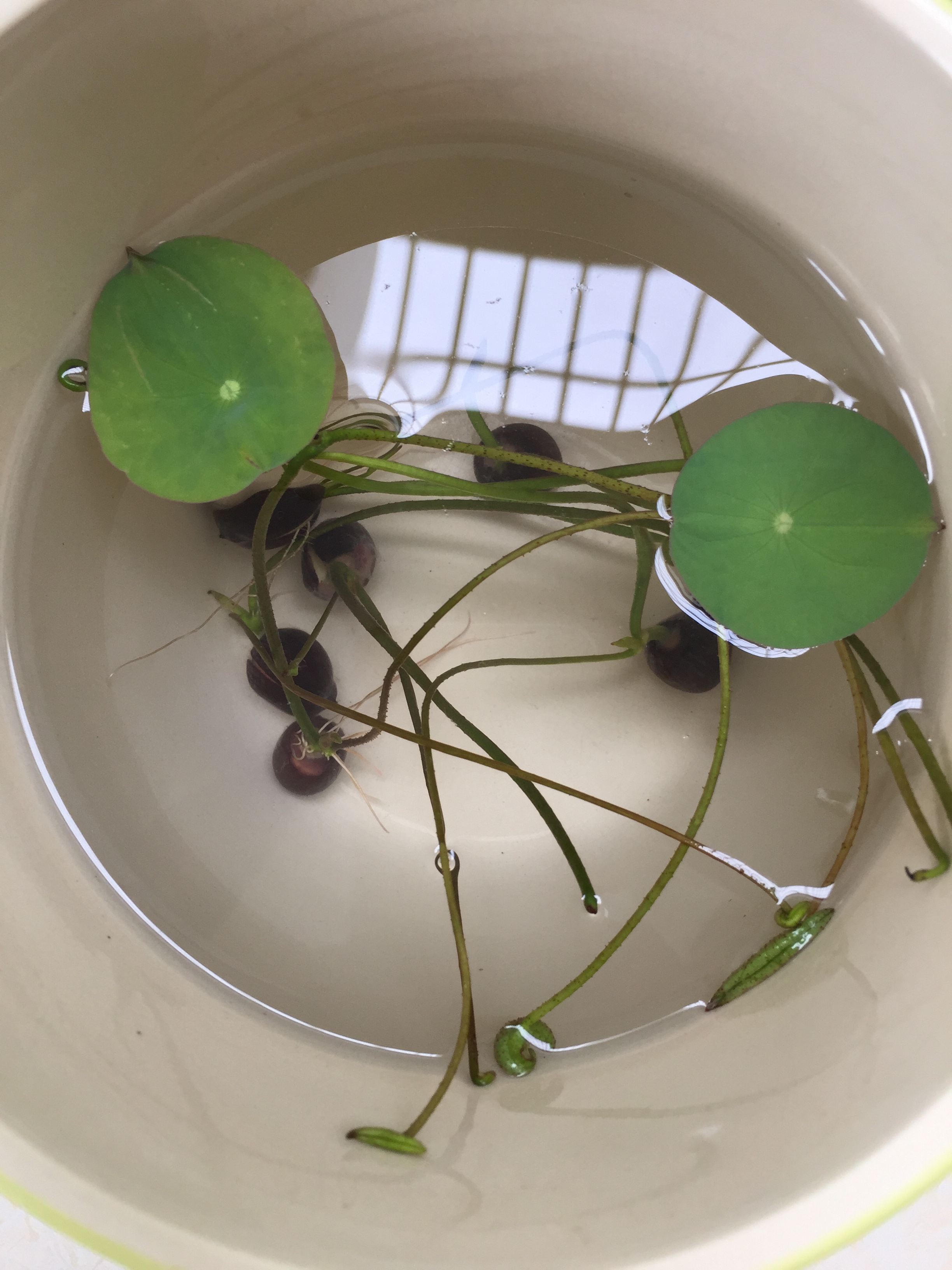
Germination de graines dans l’eau.

### Physiologie et biochimie

#### Croissance de la plante
C'est une plante aquatique vivace d'eau douce, calme et peu profonde (moins de 2,40 m) des étangs, lacs, marais et berges tranquilles. Elle a besoin de beaucoup de soleil à la saison chaude. Elle supporte le froid hivernal à condition que les rhizomes eux-mêmes ne gèlent pas. Les rhizomes sont généralement suffisamment protégés dans la vase sous l'eau. Mais ce grand froid n'est pas indispensable à sa régénération d'une année sur l'autre. Elle est même  parfaitement acclimatée sous des latitudes tropicales. Elle pousse bien dans un limon boueux saturé d'eau et riche en azote. D'où la nécessité d'un apport de fumier décomposé en culture.

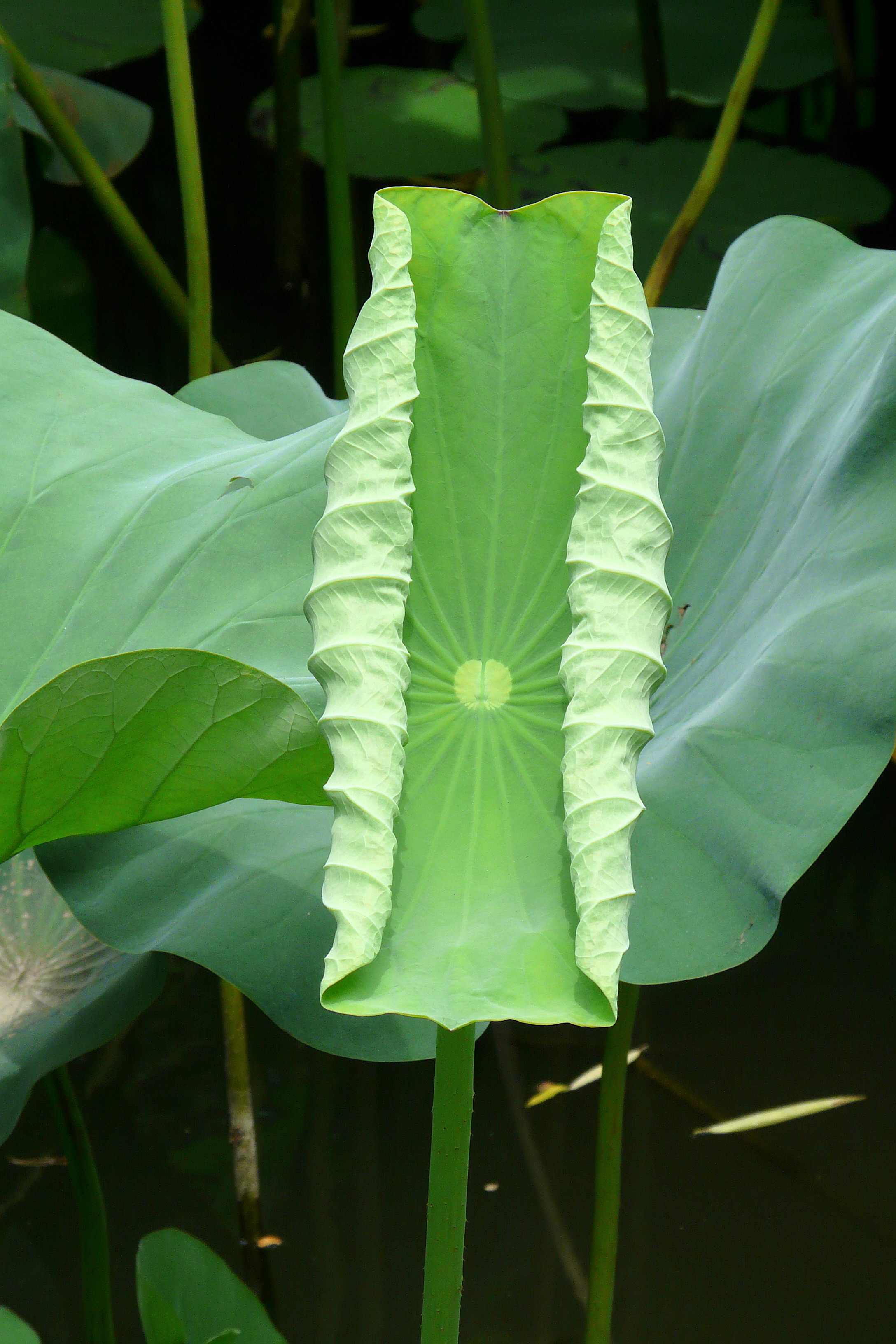
Jeune feuille en train de se développer en se déroulant symétriquement
des deux côtés en sens inverses

Lorsque la végétation redémarre après la saison froide, pétioles et feuilles d'une part et pédoncules et fleurs d'autre part poussent à partir des nodosités des rhizomes restés enfouis dans la boue du fond du plan d'eau, pétioles et pédoncules étant de structure identique. Les feuilles poussent d'abord totalement enroulées à côté de leur pétiole auquel elles sont parallèles, puis elle se déroulent comme deux rouleaux de manuscrits enroulés en sens inverses, enfin se redressent progressivement formant une coupe posée perpendiculairement sur le pétiole.
Durant toute la saison de croissance, on trouve au même moment des jeunes pédoncules avec leur bourgeon, des jeunes pétioles portant des jeunes feuilles encore enroulées, des feuilles bien vertes bien étalées planes et au bord ondulé flottant à la surface de l'eau et d'autres érigées plus ou moins haut au-dessus de l'eau, et d'autres feuilles en train de se dégrader, brunissant plus ou moins, des boutons de fleurs, des fleurs écloses, des fleurs fanées avec leurs étamines déhiscentes puis séchant et tombant, des faux-fruits encore bien verts et dressés vers le ciel sur leur pédoncule ou brunissant d'un brun plus ou moins foncé et alors, leur pédoncule se recourbant vers le bas, contenant leurs graines vertes ou déjà mûres ou ne contenant plus de graines qui sont déjà toutes tombées, tous ces phénomènes étant contemporains les uns des autres.
Les fleurs sont souvent érigées de façon solitaire, grandes et éclatantes, elles s'ouvrent tôt le matin et se referment en fin d’après-midi. Elles durent environ trois jours avant de commencer à se faner. Les deux premiers jours de floraison, les fleurs ont aussi la propriété d'être thermorégulatrices, elles génèrent de la chaleur, maintenant une température entre 30 °C et 36 °C pendant la période de pollinisation, ce qui aide à attirer les insectes pollinisateurs, principalement des coléoptères, en augmentant la volatilité des parfums floraux, légèrement anisés. Ces insectes jouent un rôle essentiel dans le processus de pollinisation de la plante.

#### Rôle dans le biotope
Le Nelumbo a un rôle important dans l’écosystème aquatique. Il fournit de la nourriture et un abri à la faune, et aident à purifier l’eau. Par exemple, dans le nord du Queensland en Nouvelle-Galles du Sud en Australie, le lotus est utilisé en pisciculture car il absorbe l'excès de nutriments de l'eau constitué par les déchets des poissons, ce qui permet un recyclage de l'eau.

#### Particularités des feuilles
Le nelumbo nucifera est une plante à feuilles caduques.
Des chercheurs se sont penchés sur la qualité superhydrophobe des feuilles et des pétales de lotus, pourtant bien connue expérimentalement depuis toujours : lorsque de l'eau tombe sur des feuilles, celle-ci ne ruisselle pas, ne mouille pas les feuilles, mais glisse dessus, entrainant avec elle toute poussière ou saleté, ce qui permet aux feuilles et aux fleurs de rester toujours impeccablement propres, sans souillure, malgré l'environnement aqueux souvent très trouble.
Le chercheur allemand Wilhelm Barthlott de l'Institut botanique de l'université de Bonn a montré comment les produits liquides les plus épais, les plus collants (miel), les plus gluants, les plus gras (huile), les plus colorants (tel le rouge Sudan III utilisé pour colorer les billets de banque dans l'attaque de fourgons de transport de fonds) non seulement n'adhèrent jamais à la feuille de lotus, mais de plus la nettoient de ses poussières en les entrainant dans sa glissade. C'est ce qu'on appelle l'effet lotus.
Et ces chercheurs ont découvert que cette qualité ne tient pas à des propriétés chimiques ou physico-chimiques, mais à des propriétés physiques de la surface de la feuille.

#### Particularités des graines
Les graines du lotus sacré détiennent le record de longévité (dormance) en milieu naturel (hors conservation artificielle au sec). En effet, une équipe de chercheurs de l'UCLA a réussi à faire germer une graine datant d'environ 1 300 ans provenant du lit asséché d'un ancien lac à Pulantien, dans la province chinoise de Liaoning.
On attribue cette longévité au péricarpe très dur et étanche à l'eau et à l'air qui recouvre le fruit et qui le protège de l'humidité et des agents externes. Ce péricarpe est si étanche qu'on peut laisser les graines un an, ou plus, dans de l'eau sans qu'elles ne germent. Raison pour laquelle lorsqu'on cultive le lotus à partir de graines, il faut impérativement en scarifier la surface avant de les mettre en place dans l'eau. Ce péricarpe contient également des produits au pouvoir antibiotique et antifongique.
Mais la germination de ces graines rapportées de Chine, vieilles de 200 et 500 ans selon la datation au radiocarbone, ne donne pas des plantes tout à fait normales, elles présentent des anomalies ; selon Shen-Miller, « au lieu d'être bien dressées avec des feuilles fortes, celles-ci étaient plus petites, moins vigoureuses, leur pédoncule courbé, avec des altérations de couleur et les rhizomes petits ne recevant pas assez de nourriture. » La raison, suppose-t-elle, est l’exposition au rayonnement gamma, à long terme et à faible dose, des sols dans lesquels se trouvaient les graines.
Mais cette longévité ne tient pas qu'au péricarpe, car la plupart des graines d'autres plantes, même bien conservées, ont une capacité de germination grandement variable, mais sur une durée bien plus brève (environ 20 ans pour les durées connues les plus longues). À l'UCLA, la collaboration de Jane Shen-Miller avec Steven Clarke (en) pour comprendre l’origine de cette longévité aboutit à la découverte du rôle des protéines méthyltransférases dans le vieillissement et la régulation biologique en mettant en évidence la réparation protéique par différentes enzymes,,. Contrairement aux graines d'autres plantes, 60 % des protéines des graines de lotus sont résistantes à la chaleur, même au-dessus de 100 °C. Ces protéines, et d'autres composants biochimiques présents dans la graine de lotus, jouent un rôle important dans la résistance aux dommages causés par le vieillissement. Et connaitre leur rôle plus précisément est le sujet de recherches pour une compréhension plus approfondie non seulement sur la manière dont la plante est capable de vieillir en bonne santé, mais aussi pour ouvrir de nouvelles perspectives dans tous les domaines de la biologie.

## Répartition et biogéographie

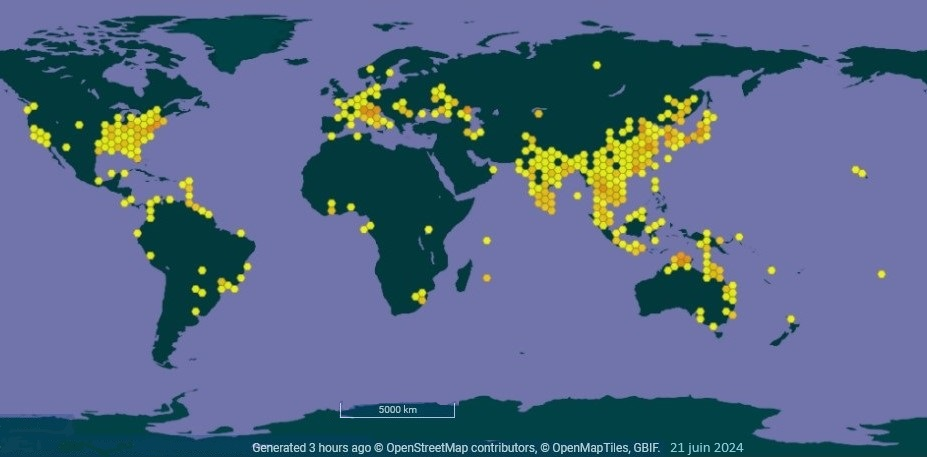
Répartition mondiale des populations sauvages ou cultivées de Nelumbo nucifera.

### Actuellement
Le lotus sacré est répandu dans une très grande partie de l'Asie et jusqu'à l’extrême Est de l'Europe. Il est aujourd'hui présent aussi bien dans les régions chaudes que dans les régions tempérées continentales à hivers très froids et étés chauds. C'est une espèce très rustique qui semble plus adaptée à l'origine aux climats tempérés par sa phénologie, plutôt qu'aux climats tropicaux, comme l'est l'espèce jumelle américaine. Mais cette plante est cultivée par l'homme depuis des millénaires et naturalisée un peu partout. L'indigénat de l'espèce n'est donc pas certain dans tous les pays où elle est aujourd'hui très présente, notamment dans le sud de son aire actuelle, y compris en Inde.
En Asie, on trouve aujourd'hui le lotus sacré en Extrême-Orient : il est très présent dans tout l'est de la Chine, depuis l’extrême sud tropical jusqu'à l’extrême nord beaucoup plus froid, dans le bassin hydrographique du fleuve Amour. Son aire monte encore au nord en Extrême-Orient russe sous le climat continental particulièrement rigoureux de la Sibérie orientale : dans une grande partie du bassin de l'Amour à l'est du sous-bassin de la Zeïa inclus (oblast de l'Amour), dans le kraï du Primorié et la partie sud du kraï de Khabarovsk. Dans ces régions de Russie l'espèce est considérée comme autochtone. Il est également commun en Corée et au Japon (y compris sur l'île d'Hokkaïdo). Il est aussi de nos jours abondant dans tous les pays tropicaux et subtropicaux d'Asie du Sud, donc en Inde, et en Asie du Sud-Est. Il est plus localisé au Moyen-Orient et dans les pays d'Asie centrale.

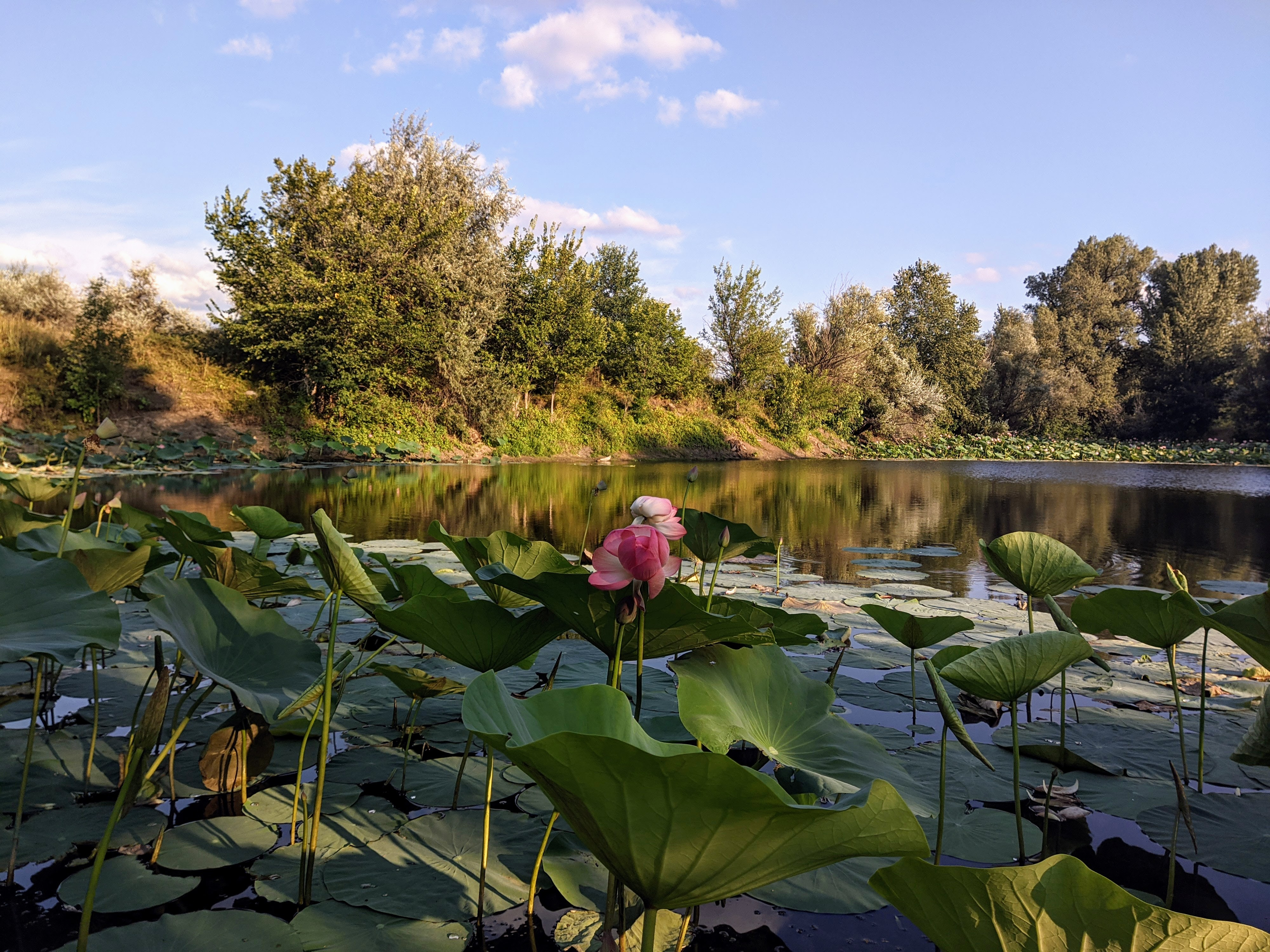
Lotus sauvage dans la région de Volgograd en Russie.

Enfin, les populations sauvages actuelles les plus occidentales connues sont celles du pourtour de la mer Caspienne, notamment dans le delta de la Volga en Russie d'Europe où ce lotus couvre de vastes surfaces en peuplements denses, mais aussi en Iran et en Azerbaïdjan. La présence de l'espèce dans ces régions est ancienne et la question de son indigénat a souvent été discutée mais elle est aujourd'hui considérée comme étant probablement autochtone en Russie d'Europe. De nombreux fossiles de lotus datant de l'ère tertiaire ont été trouvés en Europe, en Russie et en Asie centrale. Cette plante est aussi présente dans les marais qui entourent la mer d'Azov entre l'Ukraine et la Russie. Elle est considérée comme introduite dans le bas bassin du Danube.
Des populations sont présentes dans le nord de l'Australie, où leur indigénat est peu probable, de même qu'en Amérique du Sud. Aux États-Unis, elle est installée à visée ornementale ou pédagogique (jardins botaniques) dans de très nombreux plans d'eau. Introduite en Italie probablement dès l’Antiquité, elle est largement présente aujourd'hui dans la plaine du Pô.
En Afrique, il est décrit en 2020 comme invasif dans le delta du fleuve Sénegal. Son élimination étant difficile, son exploitation et sa valorisation socio-économique, inconnues traditionnellement par la population locale, constituent une alternative à développer. Il est également constaté vers 2009 comme importé pour des raisons ornementales et devenu envahissant en Côte d'Ivoire, en particulier dans un lac près de Yamoussoukro,.

### Dans l'antiquité
Le lotus sacré est déjà décrit par Théophraste dans l'Antiquité à la fin du IVe siècle av. J.-C. qui mentionne la présence de l'espèce dans la flore du Nil (Égypte) et localement en Grèce, en Anatolie (en Cicilie) et au Levant. Mais en Égypte la plante n'a été introduite que tardivement, vers 500 av. J.-C. par les Perses. Cette espèce Nelumbo nucifera n'est donc pas le « lotus » de l'Égypte antique d'une grande importance culturelle, très fréquemment représenté de façon naturaliste ou plus stylisée, par exemple dans les fresques de la tombe de Nebamon (XVIIIe dynastie, 1370-1318 av. J.-C.) trouvées à Louxor. Ce lotus-là désigne en réalité un nénuphar : Nymphaea caerulea, d'ailleurs bien reconnaissable dans l'iconographie égyptienne, ainsi que Nymphaea lotus, alors qu'on n'y trouve aucune représentation de Nelumbo nucifera jusqu'à la Basse époque. La représentation de l'espèce devient courante à la période ptolémaïque.

### En remontant les ères géologiques
Avant les glaciations du pléistocène, les fossiles montrent que cette espèce, très ancienne, était surtout présente dans toutes les régions tempérées d'Eurasie, y compris en l'Europe de l'Ouest où elle a disparu lors de ces glaciations. Sa répartition a beaucoup fluctué avec les variations du climat.

## Culture et récolte du lotus

### Pratiques culturales

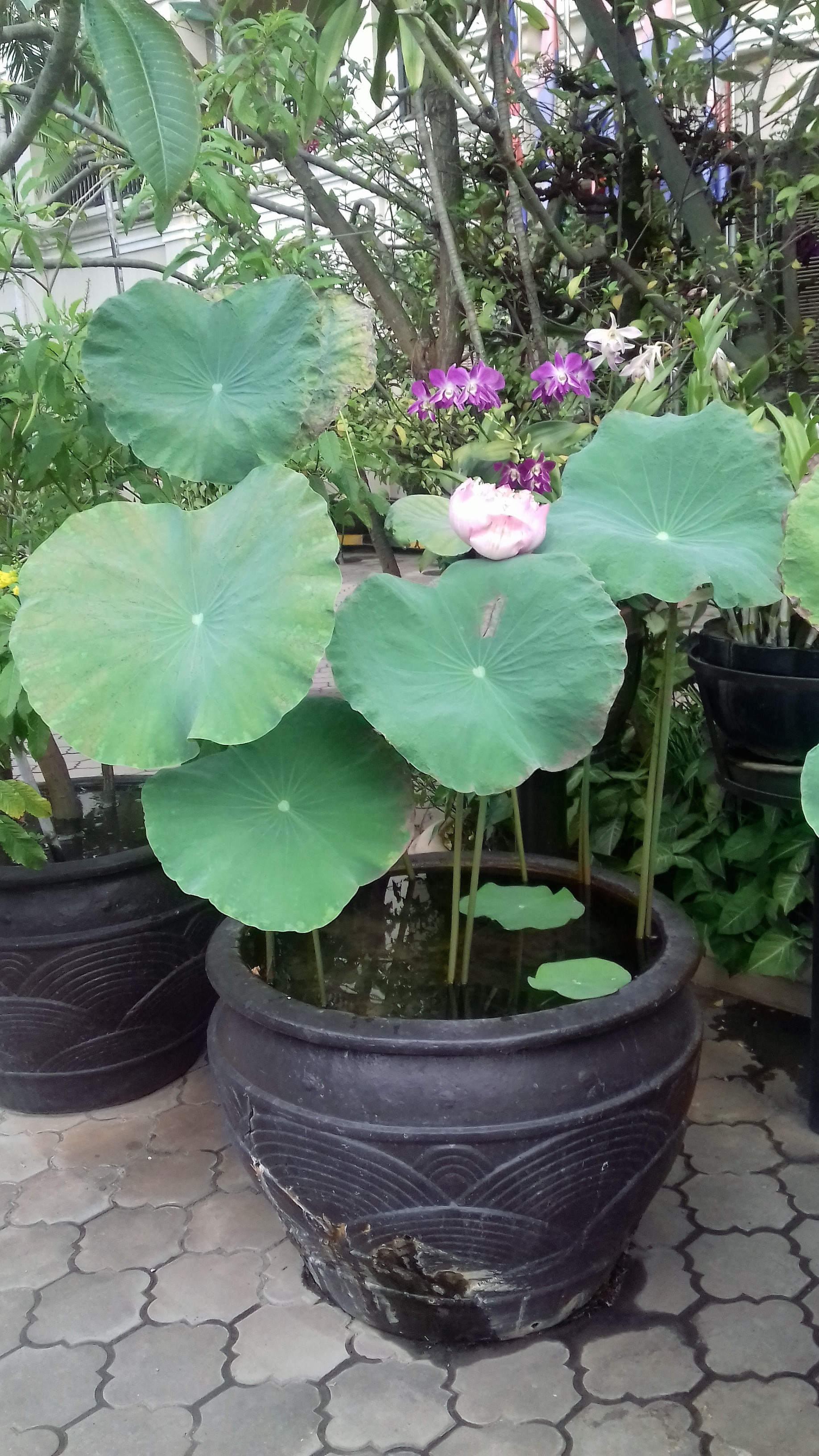
Lotus cultivé en pot pour l’ornementation au Cambodge.

C'est une plante aquatique qui aime la chaleur en été et qui résiste au froid en hiver. Mais le froid hivernal n'est pas indispensable à sa repousse l'année suivante.
Son milieu naturel est la vase du fond des étangs, mais la plante vit bien dans un terreau profond et riche en fumier tenu détrempé.
Dans beaucoup de régions asiatiques, la plante est récoltée là où elle pousse ou se maintient spontanément. Elle peut alors être une plante sauvage abondante qui est récoltée et gérée. Mais beaucoup de populations sont issues de semis dans un passé proche ou lointain, ce qui en fait souvent une plante cultivée extensivement. Elle est également cultivée plus intensivement dans des étangs dédiés ou dans des champs inondés comme les rizières.
La multiplication de la plante se fait par division des rhizomes et tubercules. On peut aussi la multiplier par les graines, qu'il suffit de scarifier, d'enrober de terre glaise afin de les lester et de les jeter dans la pièce d'eau peu profondément (15  à   50 cm sous l'eau) afin qu'elles s'ancrent dans la vase du fond. Les semis effectués en mars peuvent fleurir la même année, en août et septembre, alors que les rhizomes fleuriront dès juillet s'ils sont cultivés en pot.
La plante perd ses parties aériennes en hiver, il ne reste alors que le rhizome enfoui dans la vase. Cette caractéristique, partagée avec les nénuphars (qui ne lui sont pas apparentés) en fait une plante très rustique face aux hivers les plus rigoureux. Le rhizome résiste bien tant qu'il n'est pas atteint lui-même par le gel.
Dans les pays à climat continental où les hivers sont très froids et longs, les rhizomes doivent être d'autant plus profondément immergés qu'il puisse faire froid. Cependant la plante et son rhizome ont besoin d'une eau suffisamment chaude au printemps et en été, ainsi sous le climat d'Europe occidentale aux étés moins chauds et aux hivers modérés, mieux vaut une faible profondeur d'eau bien ensoleillée afin qu'elle se réchauffe plus vite.

### Aspects économiques
Le lotus sacré est récolté et même cultivé pour ses rhizomes, ses pédoncules, ses fleurs et ses graines depuis plus de 2 000 ans.

La production industrielle du lotus est relativement restreinte, à cause du coût élevé de la cueillette, qui est généralement manuelle, nécessitant beaucoup de main d'œuvre.
Le Japon a développé une méthode de récolte mécanique, mais celle-ci engendre beaucoup de pertes à cause de la fragilité du rhizome.
Le principal pays producteur est la Chine, et les principaux pays importateurs sont le Japon et la Corée du Sud.
Le rhizome de lotus frais n'est disponible que dans les régions productrices, à cause des difficultés liées à son entreposage, sa conservation dans un bon état de fraîcheur et son transport.

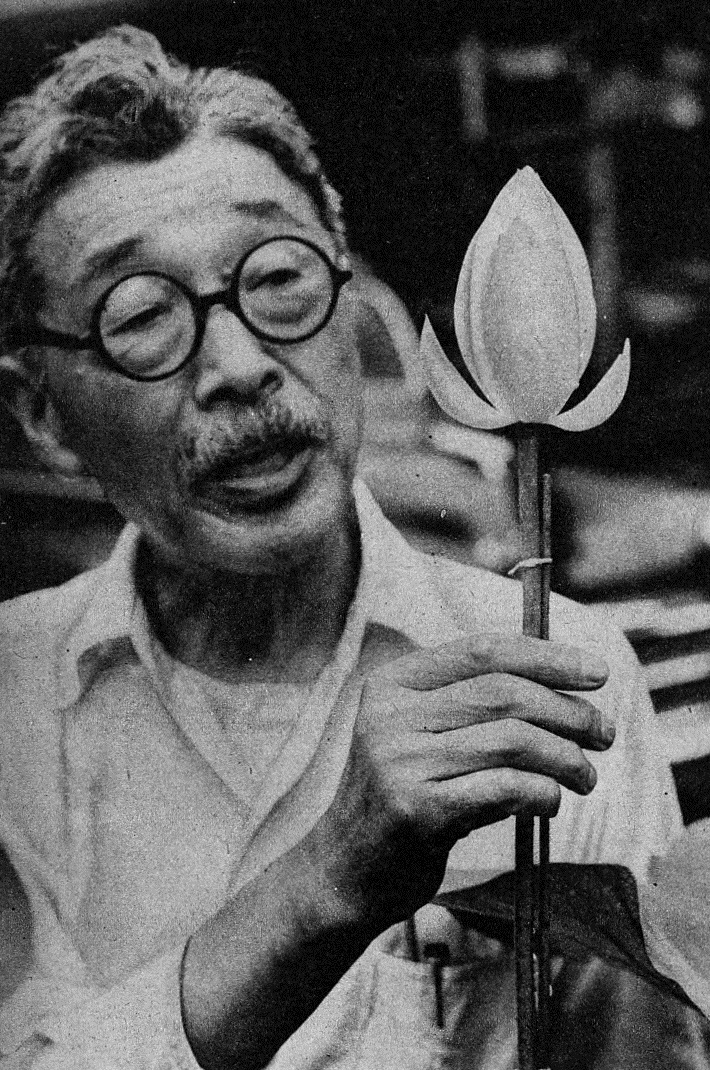
Ichirô Oga (Dr Lotus) tenant une fleur de Lotus en 1952.

## Les grands spécialistes de son étude

### Ichirô Oga
Ichirô Oga (1883-1965) est un paléobotaniste japonais qui étudie les lotus durant toute sa carrière universitaire ; on le surnomme Hasu Hakase (« Docteur Lotus »). Il est notamment connu pour avoir fait germer des graines conservées dans la tourbe en Chine depuis environ 1 300 ans.

### Jane Shen-Miller
Jane Shen-Miller, est une universitaire américaine de renommée internationale, qui épouse en 1980 le paléobotaniste américain J. William Schopf (en). Elle est l'une des meilleures spécialistes mondiales du lotus du premier quart du XXIe siècle.
Membre de l'American Society of Plant Biologists (en) depuis 1960 (à l’époque ASPP), elle intègre l'UCLA en 1980. Elle obtient plusieurs congés sabbatiques pour poursuivre ses recherches aux Pays bas, au Royaume-Uni, en Allemagne à Ratisbonne, travaillant sur les protéines thermostables de fruits de lotus à très longue durée de vie, qu’elle est allée chercher elle-même dans le Nord-Est de la Chine, dans un lit de tourbe de la province de Liaoning (ancienne Mandchourie) et à l'UCLA entre 1995 et 2003, sur la réparation des protéines.
Pour la suite de ses recherches, sa rencontre en 2008 de Ray R. Ming de l'Université de l'Illinois est décisive : ils collaborent au séquençage du génome du lotus d'environ 1 Gbp (giga paires de bases, soit milliard de pb) et le publient en 2013 avec la contribution d'une équipe internationale de 70 chercheurs des États-Unis, de Chine, d'Australie et du Japon.
La même année, ils réussissent à établir le record de germination de graine de lotus qu'ils publient ensemble,,.
En 2018 elle reçoit, en reconnaissance de tout son travail de recherche, et particulièrement sur le lotus, le prix Charles Reid Barnes, prix scientifique créé en 1925.
Ces travaux ouvrent des perspectives inédites sur les informations de survie universelles pour tout le biote et stimule la recherche pour des enquêtes plus approfondies dans de très nombreux domaines.

### Wilhelm Barthlott
Né en 1946, Wilhelm Barthlott, n’est en 1976 qu’un jeune chercheur postdoctoral allemand disposant dans son laboratoire de Heidelberg d’un microscope électronique à balayage, quand il découvre que le caractère superhydrophobe de la feuille de lotus est lié à la structure physique micro et nanométrique de sa cuticule qui, contre-intuitivement, au lieu d’être extrêmement lisse comme on pourrait s’y attendre, est au contraire hérissée d’aspérités sur lesquelles les liquides ne s’étalent pas, mais roulent en gouttes entraînant avec elles toutes les particules solides qui entrent en leur contact, produisant ainsi un effet autonettoyant, qu’il a nommé effet lotus. Il a beaucoup de mal à faire paraître l‘article qu’il rédige à ce sujet, plusieurs revues scientifiques de renom ayant refusé son papier. Et cette découverte reste limitée au milieu scientifique de la botanique. Barthlott lui-même met de nombreuses années à comprendre l’importance de cette découverte. Ce n'est qu'en 1997 que la publication d'un article lui donne toute la visibilité voulue et sa découverte a, dès lors, des implications pratiques comme les applications industrielles, telle la fabrication de surfaces non adhérentes et autonettoyantes dans de très nombreux domaines. C'est la société allemande STO qui détient la marque « Lotus-Effekt® » et les brevets.

## Statuts de protection, menaces
En France l'espèce est classée NE (non évaluée) par l'UICN. Elle n'est pas soumise à évaluation car cultivée ou présente de manière occasionnelle.

## Utilisations
C'est une plante aux très nombreuses utilisations,.

### Plante ornementale et d'utilisation religieuse
Le lotus sacré est une plante ornementale ; il en existe des variétés à fleurs doubles. Plus de 80 cultivars sont connus au Japon.
La couleur des fleurs varie du blanc pur au carmin rosé selon les variétés.
Une légende chinoise explique l'existence de lotus dont le pédoncule portent deux fleurs Bingdi lotus (en), qui sont extrêmement rarement trouvés.
Les faux-fruits séchés, en forme de pomme d'arrosoir, entrent dans la composition de bouquets secs.
Au Cambodge et en Thaïlande, s'est développé tout un art du pliage des pétales, traditionnellement enseigné dans les pagodes, maintenant plutôt dans les classes du primaire aux enfants et qui est parfaitement maitrisé par les fleuristes. Ces fleurs pliées sont l'objet d'offrandes au Bouddha dans les pagodes, mais servent aussi à orner les halls des hôtels, les salons de massage…
En Asie, il est très utilisé en bouquets dans les temples bouddhistes et brahmaniques.
Dans la religion bouddhiste les graines de lotus sont utilisées pour confectionner des chapelets appelés mâlâ.

Lotus en utilisation ornementale et religieuse
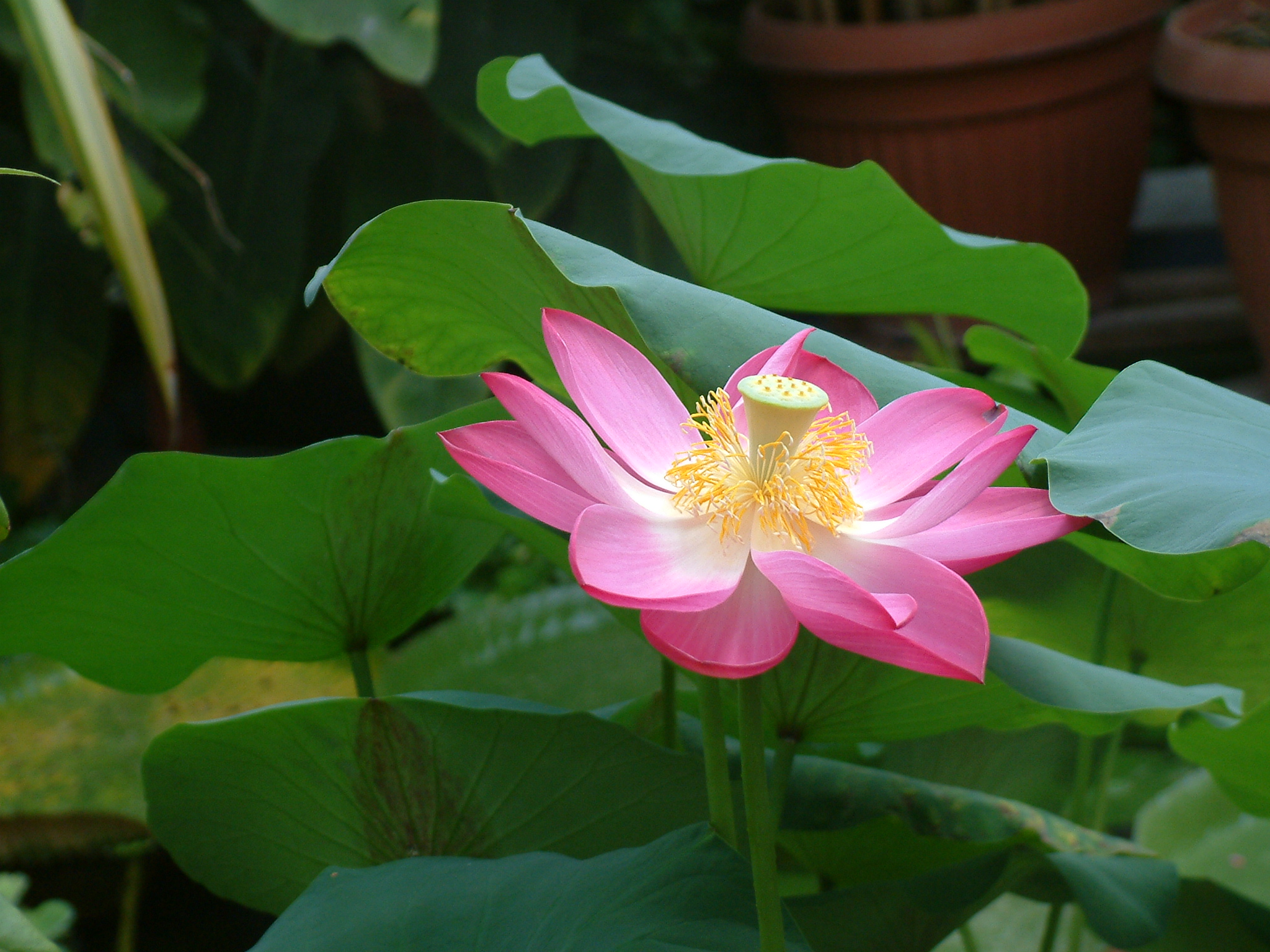
Variété de lotus rose.
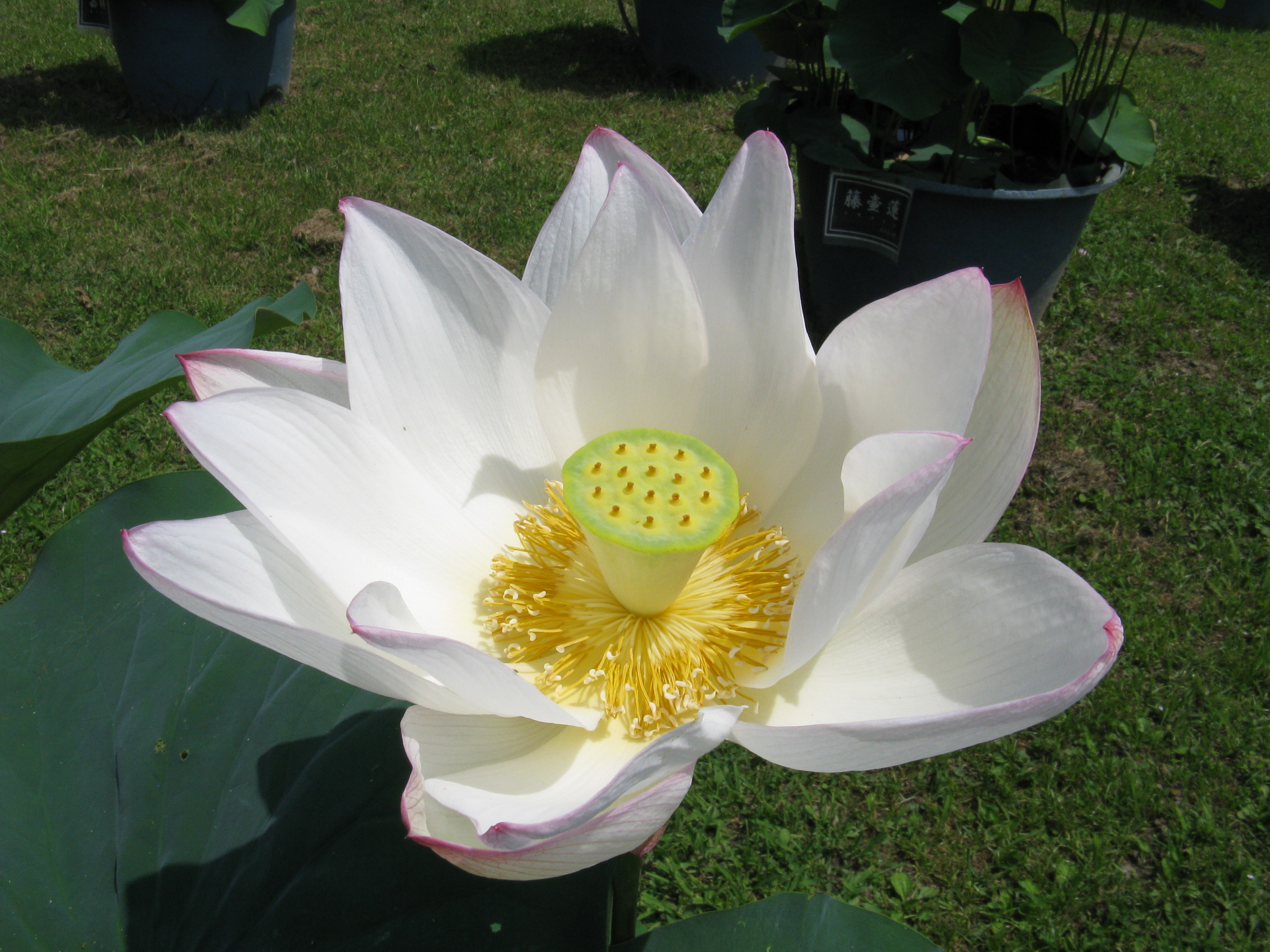
Variété de lotus blanc.
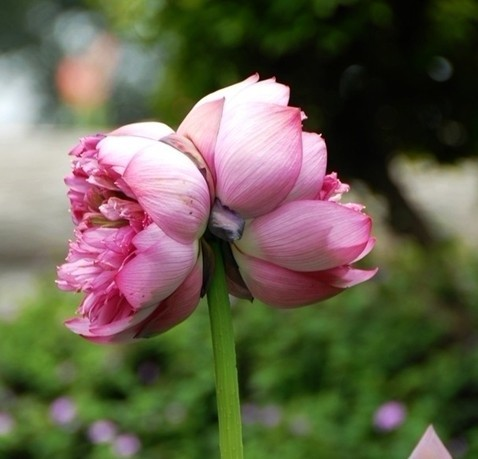
Lotus à double fleur. Deux fleurs sur un même pédoncule.
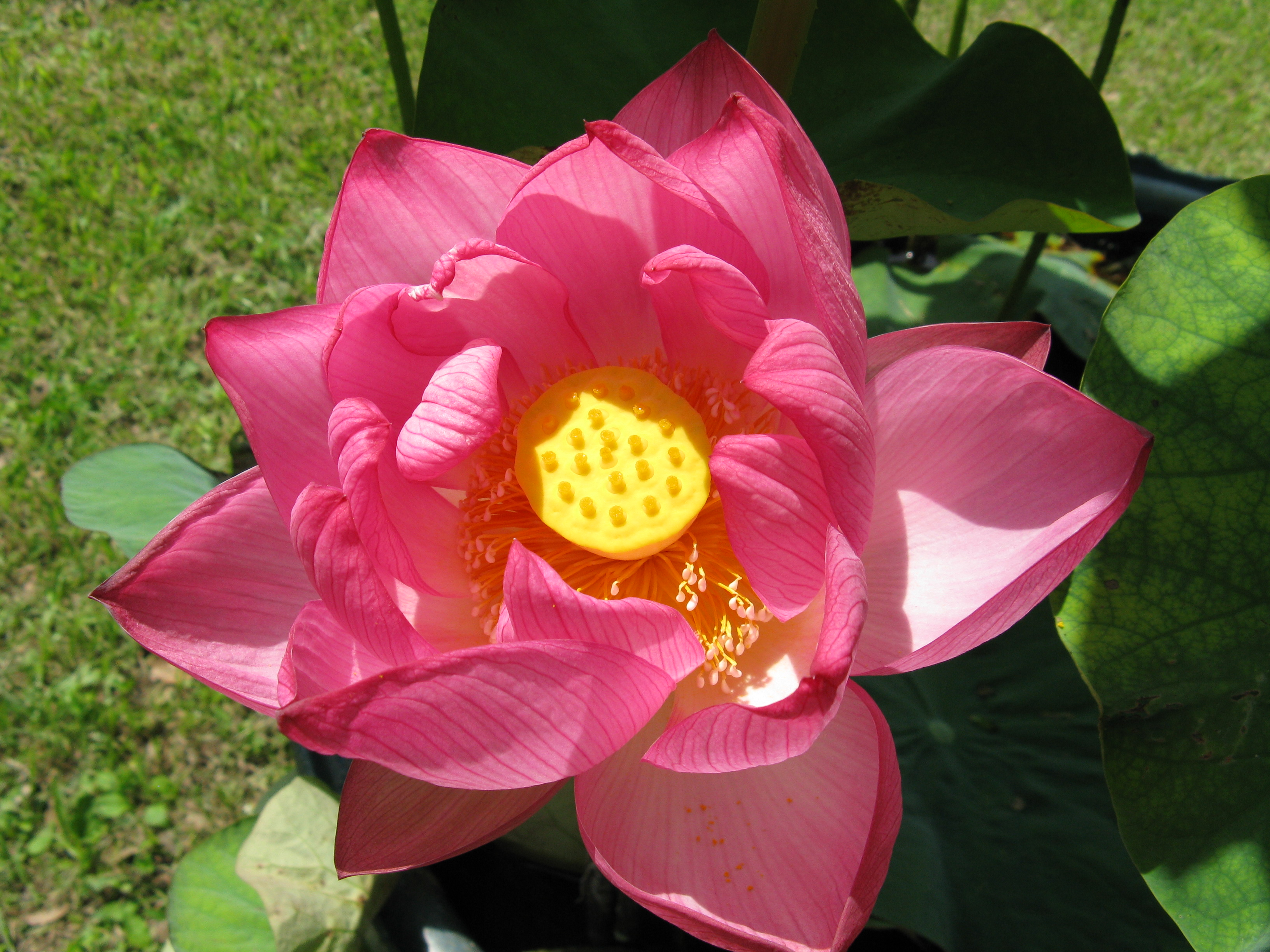
Lotus à fleurs doubles Plusieurs rangées de pétales dans la même fleur.
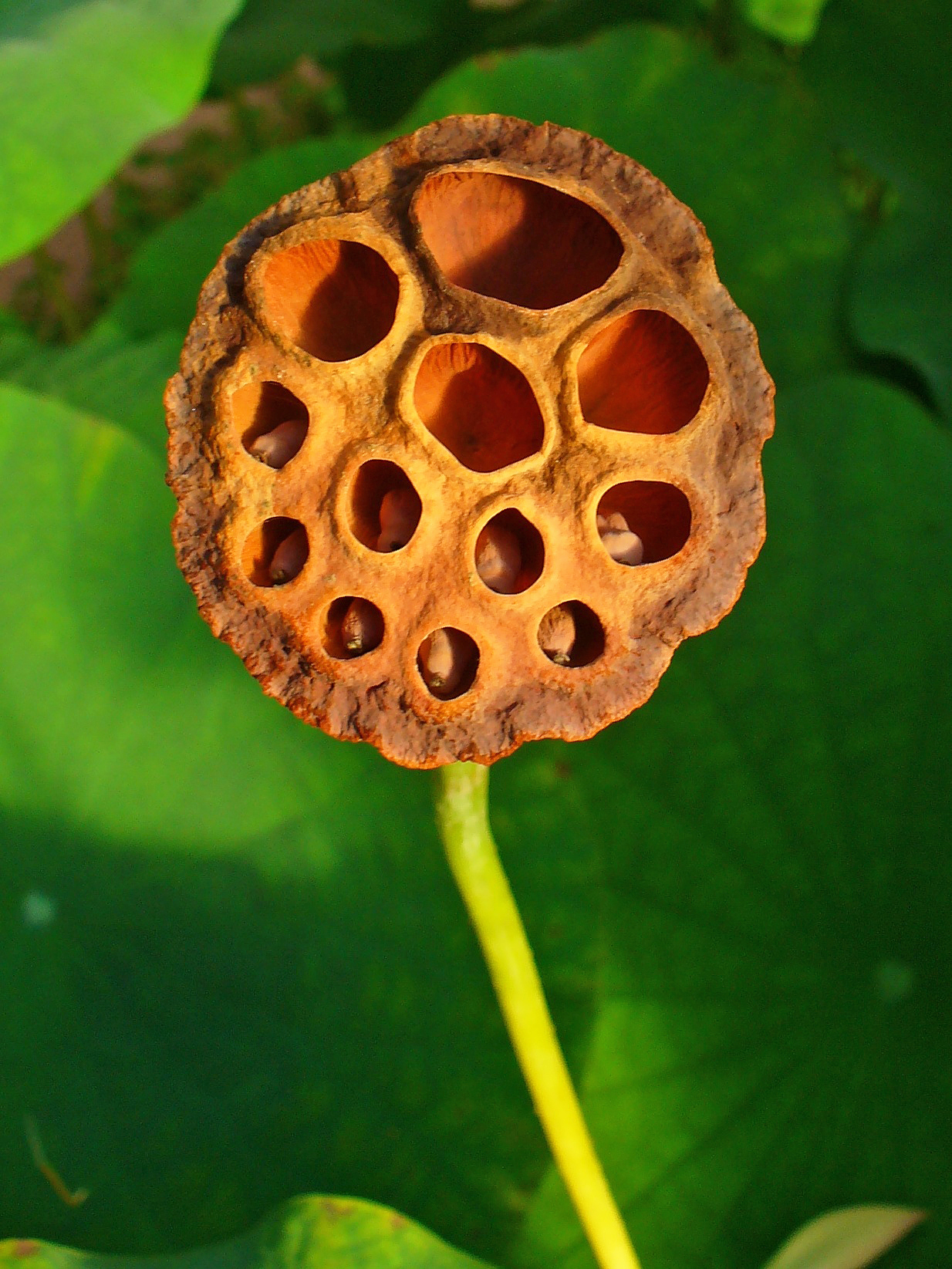
Faux-fruits utilisés en bouquets secs.
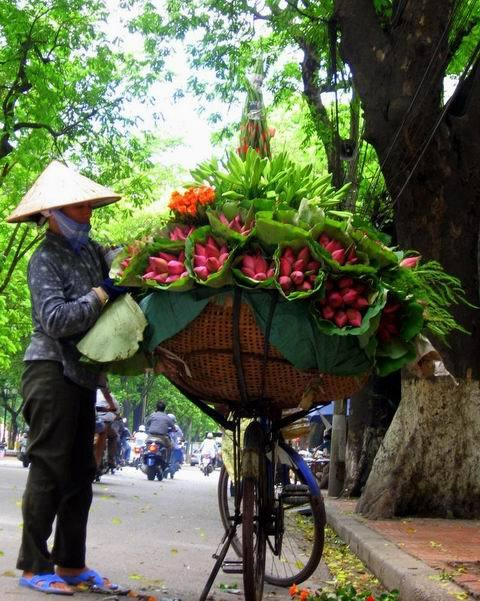
Vendeuse de bouquets de lotus dans la rue à Hanoi (Viet Nam).
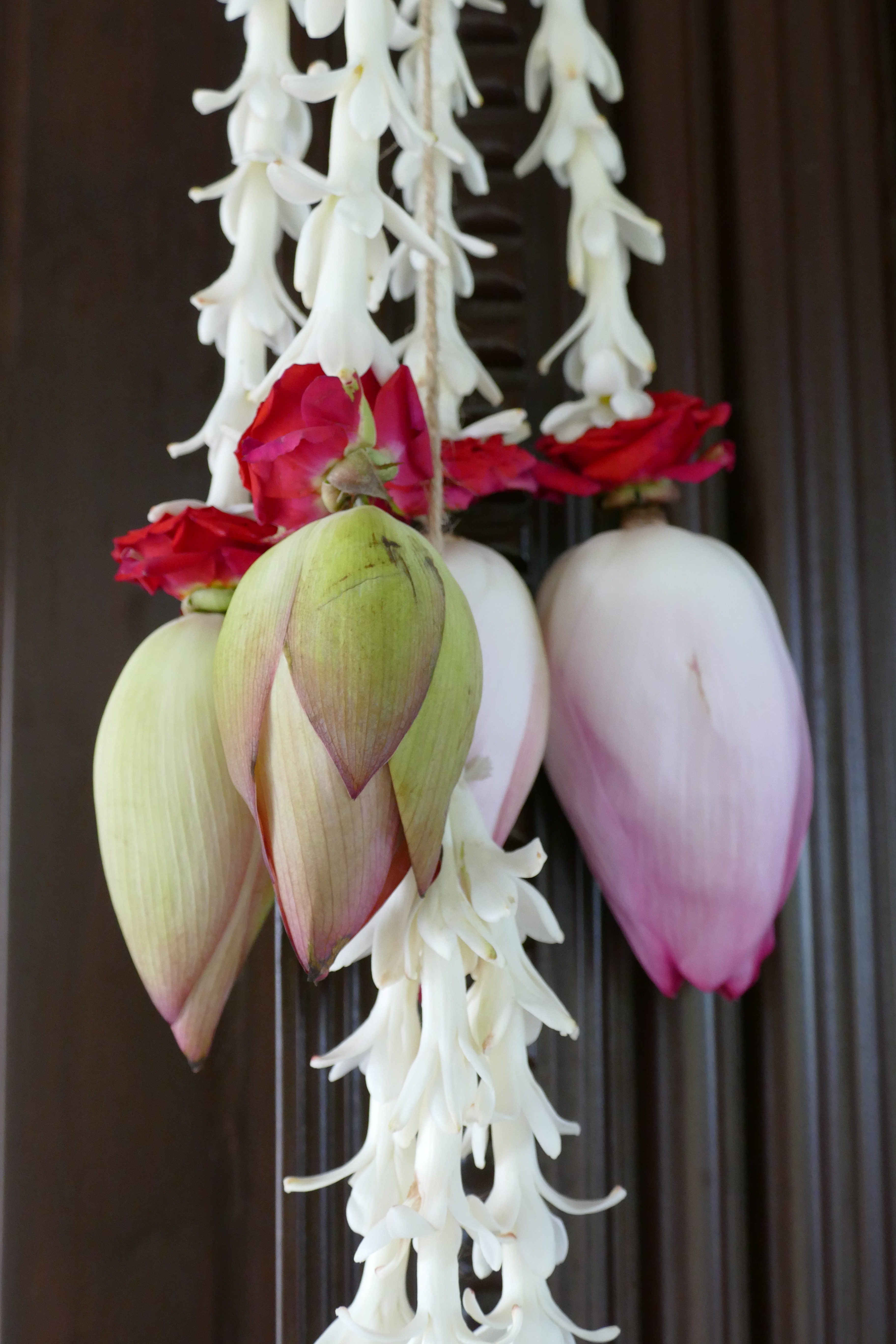
Décoration florale de mariage avec des boutons de lotus en Inde.
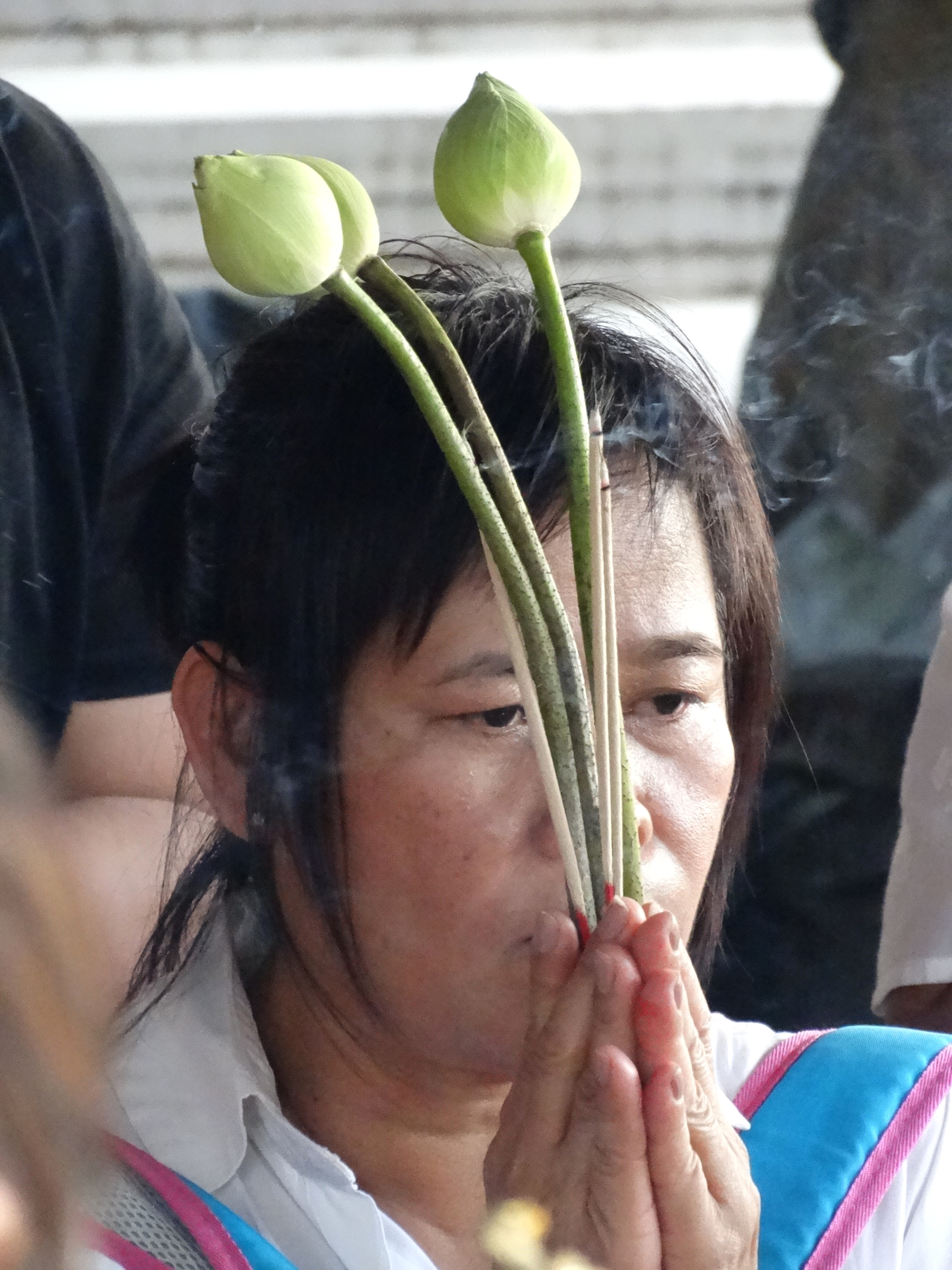
Femme thaïlandaise en prière au Wat Pho à Bangkok.
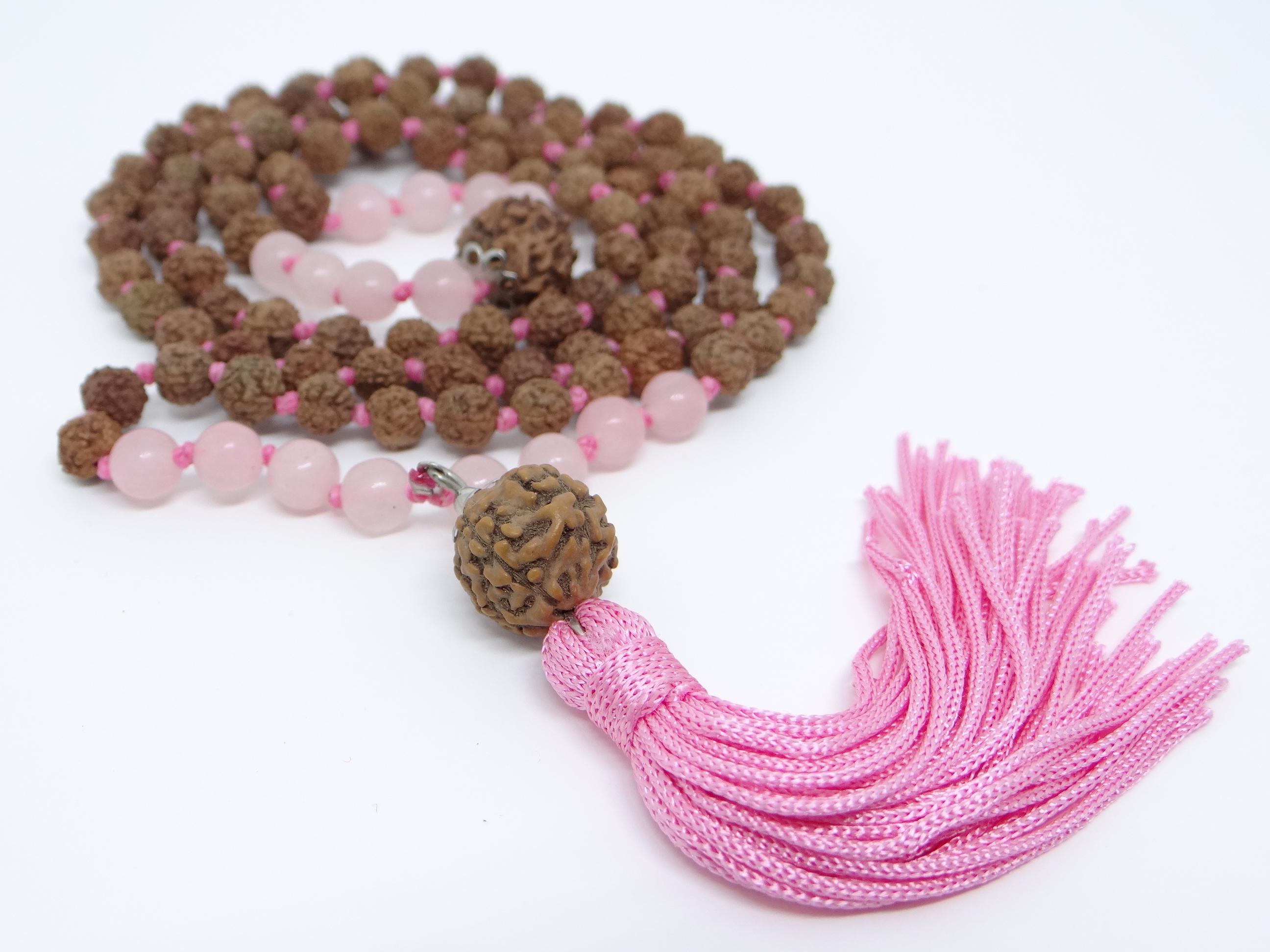
Mâla indien (chapelet) fait de graines de lotus séchées.

### Plante médicinale et cosmétique
Le lotus sacré est une plante médicinale en Orient de tradition millénaire, aussi utilisée en cosmétique.
En France, une douzaine d'universitaires de disciplines différentes mais concernés par l'approche ethnologique de la santé et de la maladie, par les plantes médicinales et l'explication ou la démonstration de leurs effets ont créé en 1986 la Société française d'ethnopharmacologie, installée dans les locaux du Cloître des Récollets à Metz. En ce qui concerne le lotus sacré, un ouvrage issu de leurs travaux fait référence : le Grand formulaire de pharmacologie chinoise.
La lotus sacrée est une plante importante en médecine traditionnelle chinoise. Toutes les parties de la plante sont utilisées.
Au Cambodge, les graines, cuites à l’eau avec d’autres végétaux, servent à préparer des décoctions contre l’insomnie, la diarrhée ou encore à but orexigène ; les feuilles sont utilisées dans le traitement des épistaxis ; les pétioles seraient efficaces contre les coups de chaleur ; les fleurs auraient quant à elles des vertus anticoagulantes. Leurs effets et utilisations sont étudiés depuis longtemps,.
L'extrait du rhizome possède des propriétés anti-diabétique et anti-obésité.
Les graines de lotus sont riches en phénols et possèdent des propriétés antioxydantes significatives.
Sur le plan nutritionnel, les différentes parties de la plante sont riches en fibres, vitamine C, potassium, thiamine, riboflavine, vitamine B6, phosphore, cuivre et manganèse et très pauvres en acide gras saturé[réf. nécessaire].
La cosmétologie ayurvédique, originaire de l'Inde, mais également pratiquée dans d'autres parties du monde, notamment en Occident, utilise traditionnellement de la poudre de graines séchées appelée padma.

### Plante alimentaire
Les rhizomes, les pédoncules, les jeunes feuilles, les fleurs, les graines sont tous comestibles et abondamment utilisés de très diverses manières dans nombre de cuisines asiatiques nationales.

#### Les rhizomes
Le rhizome assez fibreux et insipide, est utilisé comme légume. On l'utilise principalement frais et jeune. On l'appelle 蓮藕 liánǒu en chinois (pinyin) (en caractères simplifiés : 莲藕), ngau en cantonais, bhe dans certaines régions de l'Inde et du Pakistan, củ sen en vietnamien, meum (មើម) en khmer, renkon (レンコン / 蓮根) en japonais et yeongeun (연근) en coréen.

On peut le consommer cru après l'avoir pelé et le plus souvent débité en minces rondelles ou le blanchir ou le cuire à l'eau et l'ajouter à des soupes, le faire frire, sauter ou braiser et l'accommoder de très nombreuses façons en particulier avec des sauces relevées comme en Thaïlande ou le farcir de viande de porc ou de riz. Jeunes, les rhizomes sont tendres, croquants et d'une finesse comparables aux fonds d'artichaut. On peut aussi en extraire une fécule servant à préparer des potages et même en faire des tisanes.

Il existe différentes sortes de rhizomes à 5, 7, 9 et 11 trous ou plus, qui sont chacune mieux adaptée à certains plats pour les Chinois :
- celles à 7 trous sont plus douces, pour faire des purées ou pour mettre dans les soupes ;
- celles à 9 trous sont plus croquantes et sont plus adaptées à une cuisson sautée.

Les rhizomes se consomment frais, ou séchés et réhydratés, en conserve, ou surgelé, dans le vinaigre ou confits au sucre pour des occasions spéciales.

Rhizomes de lotus frais, conservés et cuisinés
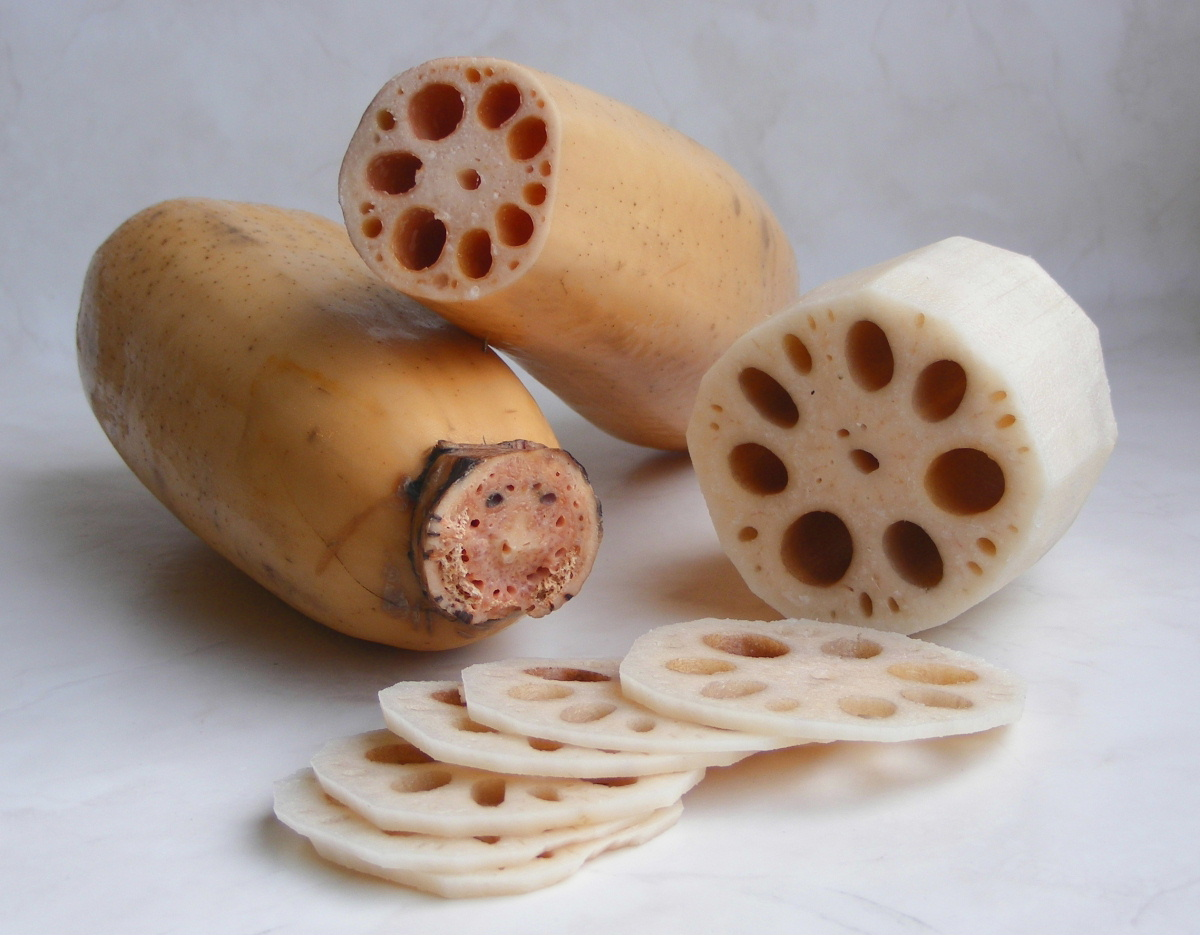
Rhizomes de lotus crus.
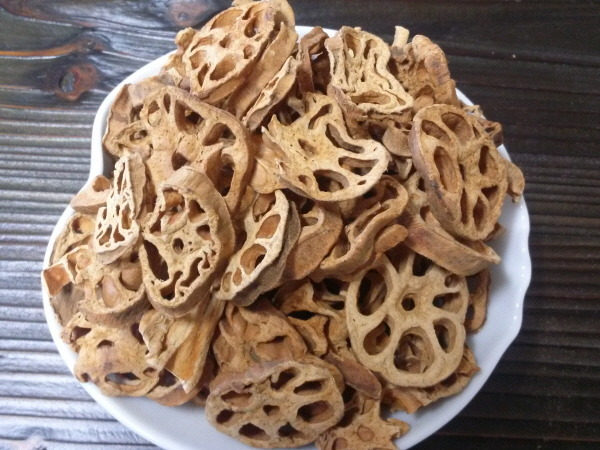
Tranches séchées pour le « Yeongeuncha », Corée.
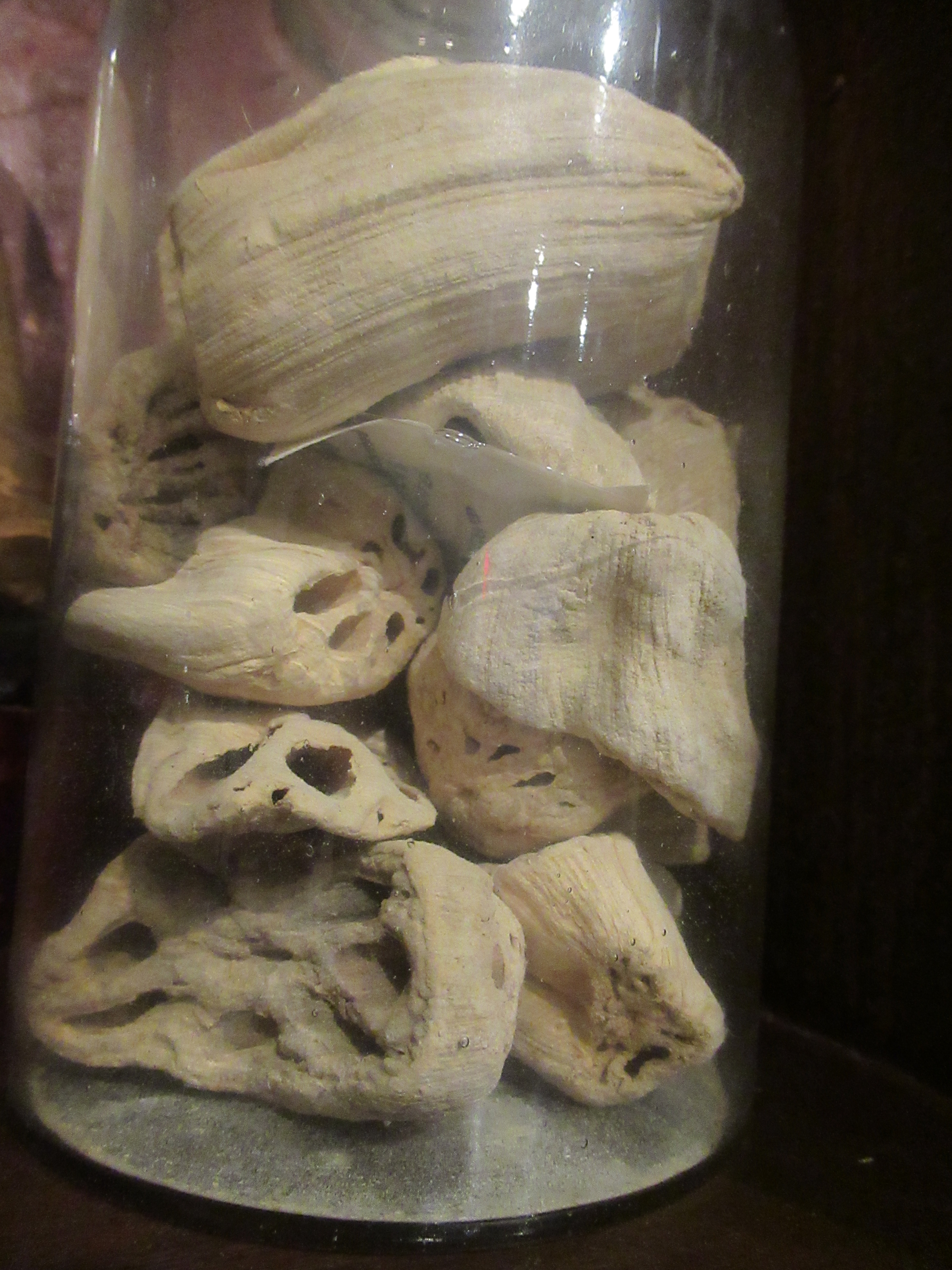
Bocal de rhizomes secs, Philippines.
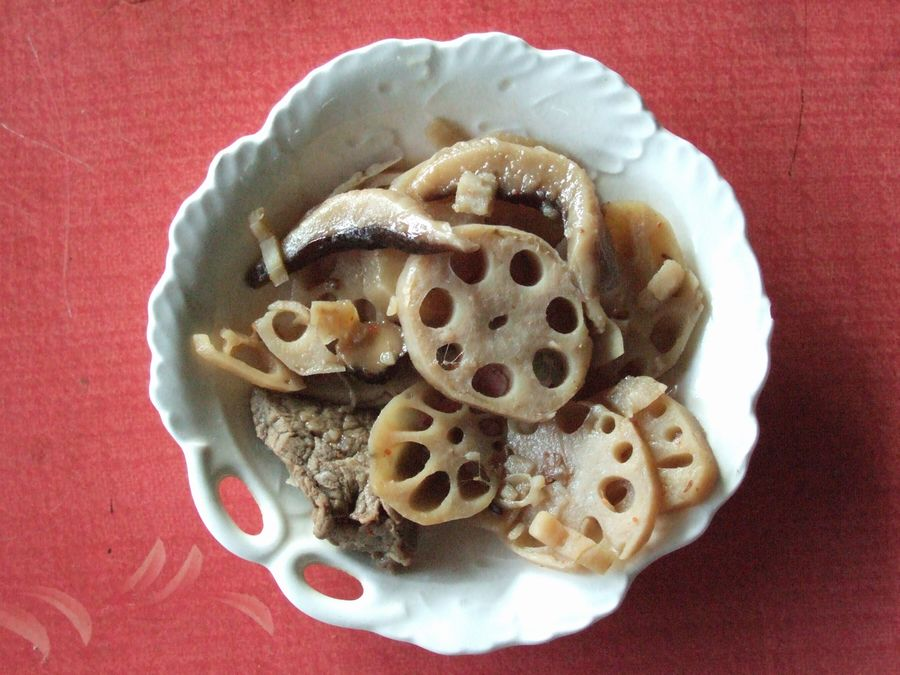
Rhizomes de lotus bouillis Cuisine familiale, Japon.
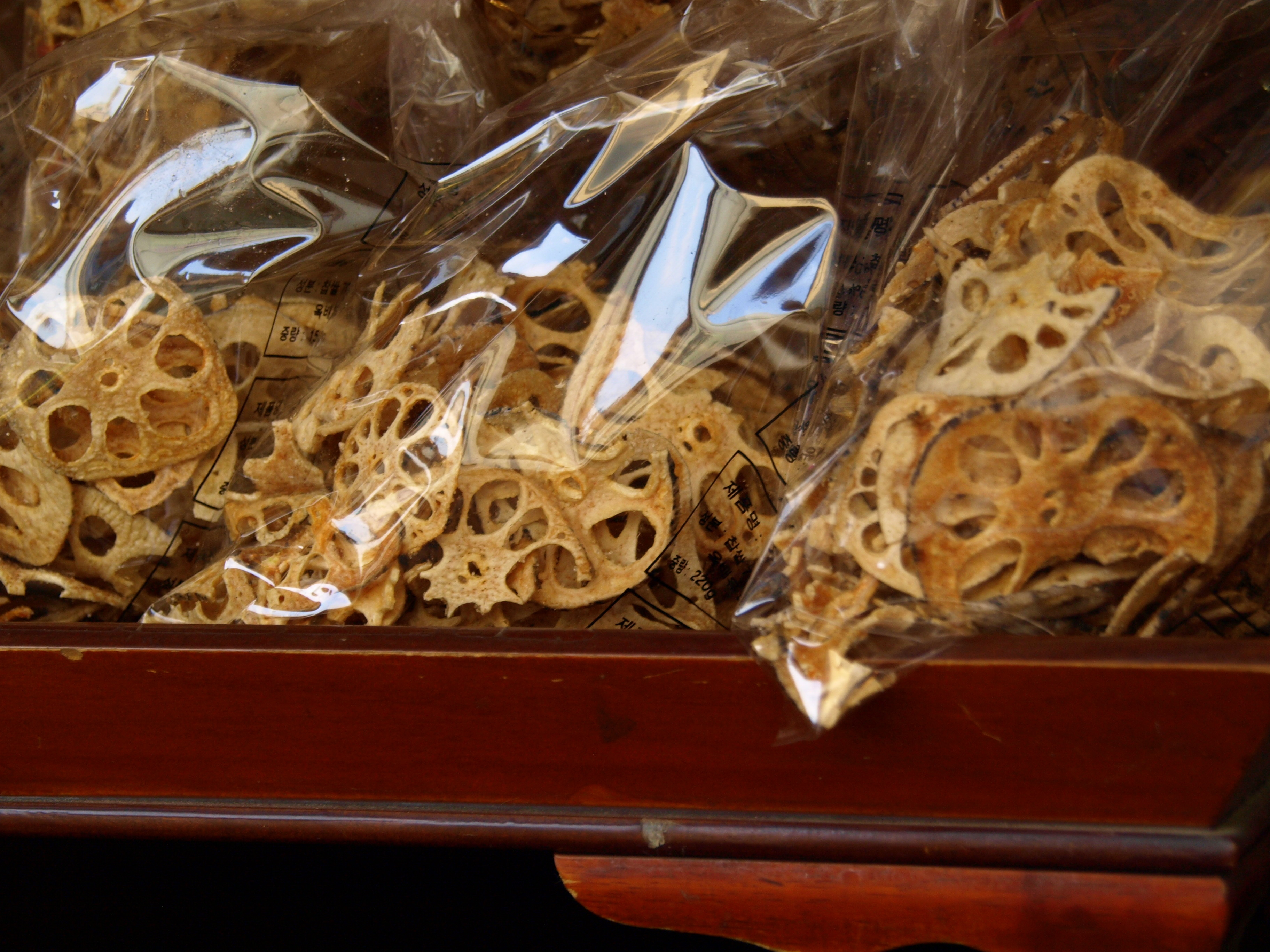
Rhizome de lotus frit recouvert de pâte de riz, Corée.
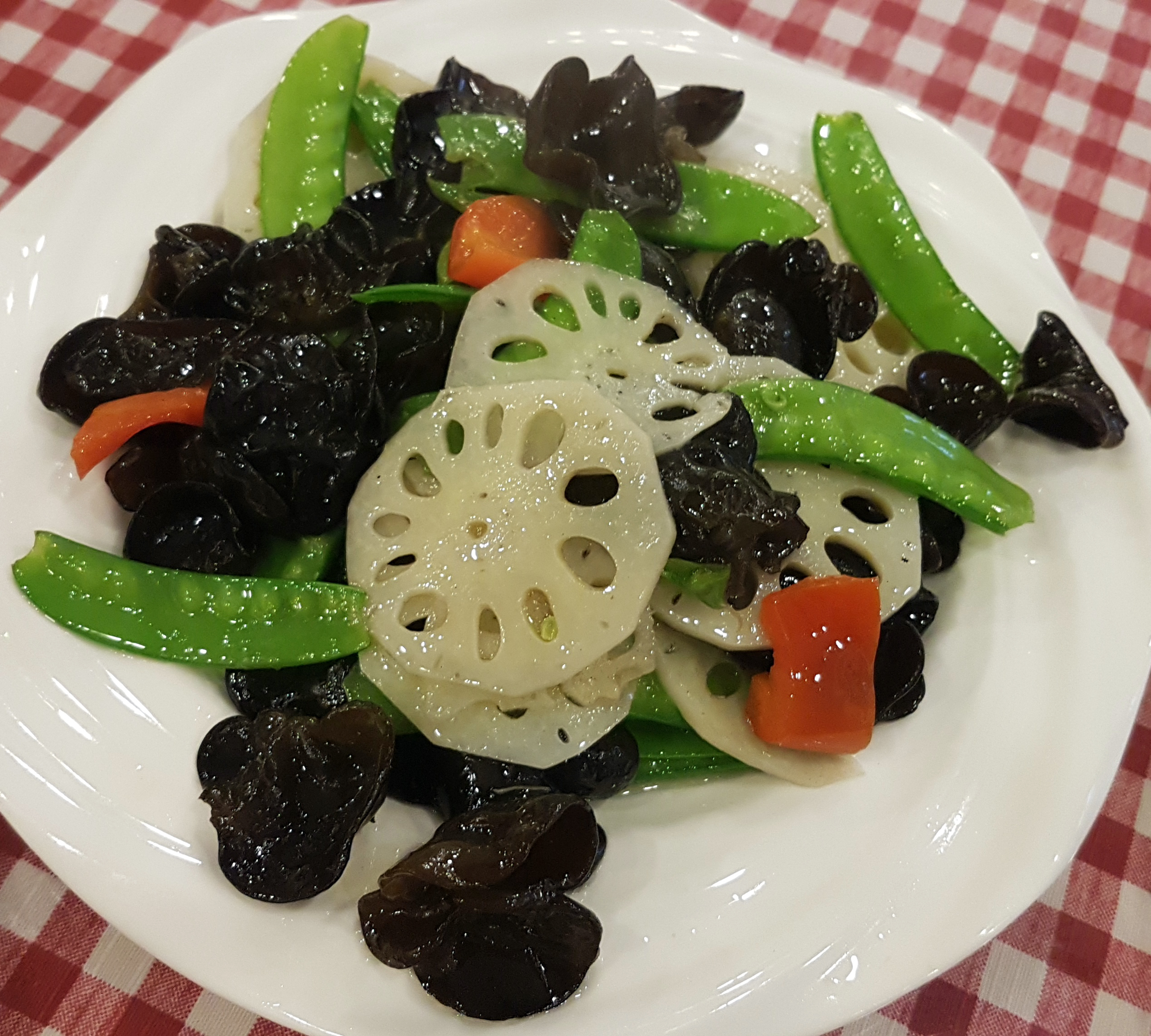
Plat de rhizome de lotus champignons noirs pois mangetout, Pékin.
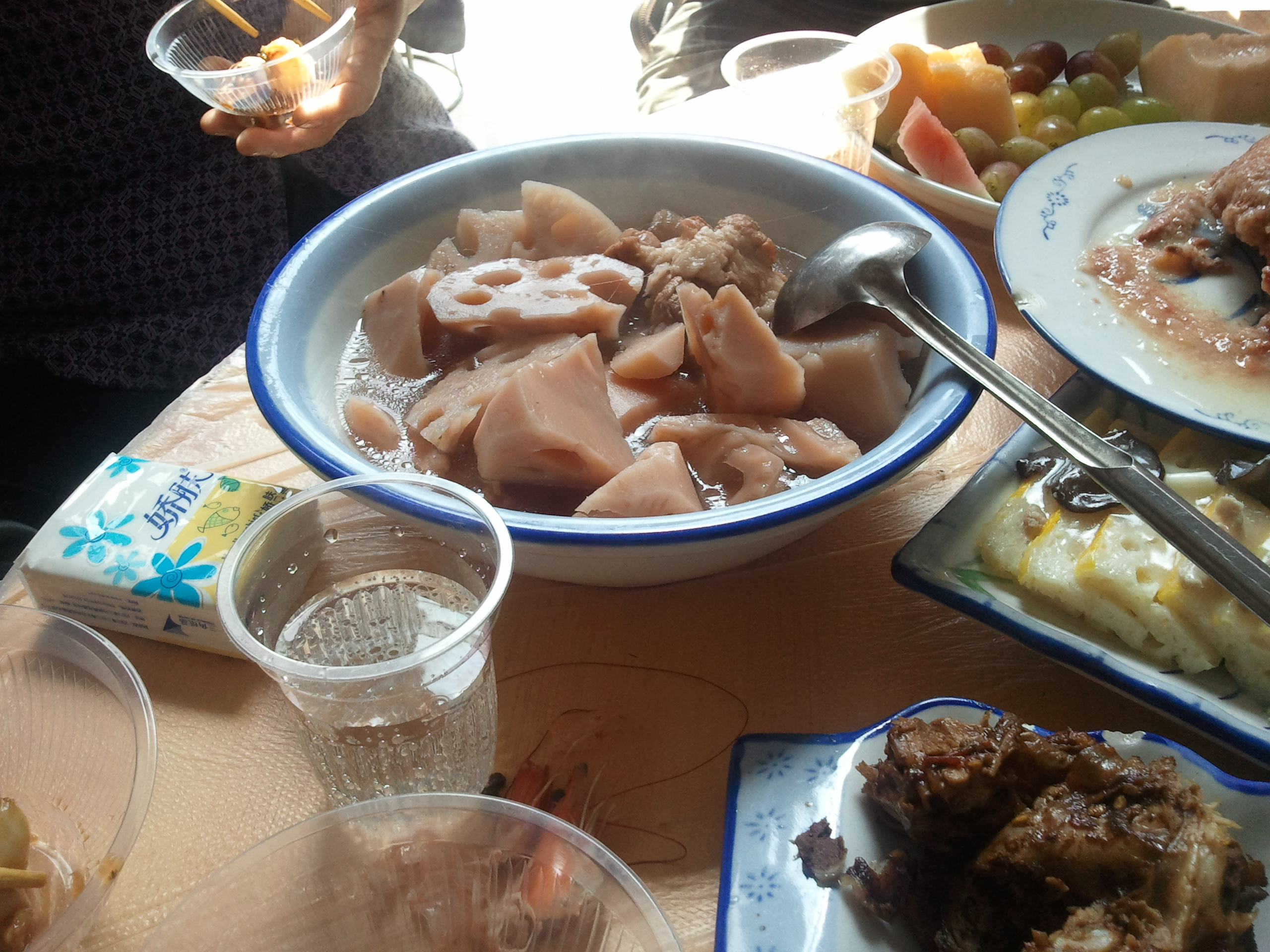
Soupe de rhizome de lotus en gros morceaux, province de Hubei, Chine.
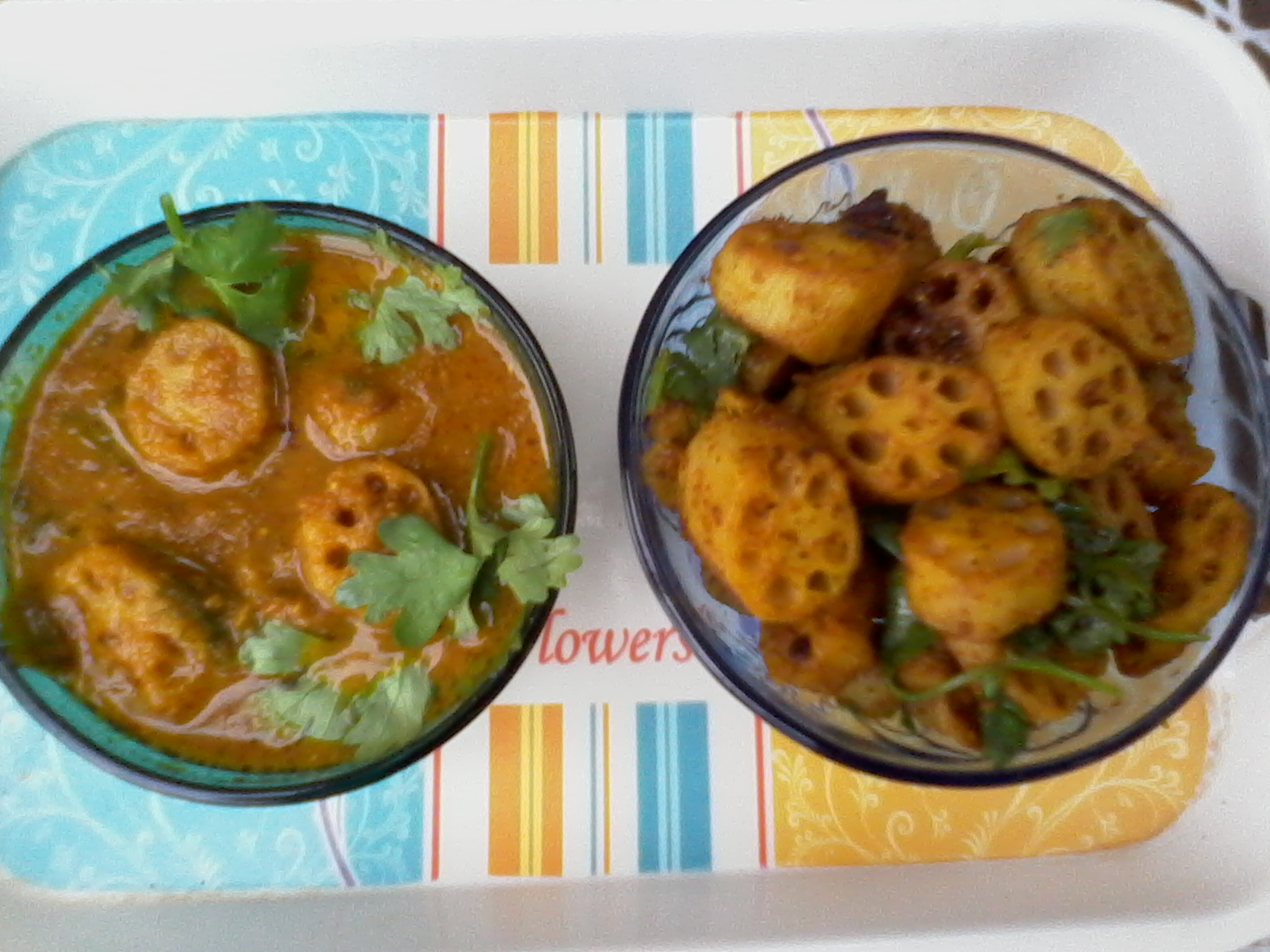
Plat de « bashira » en sauce ou frit, Inde.
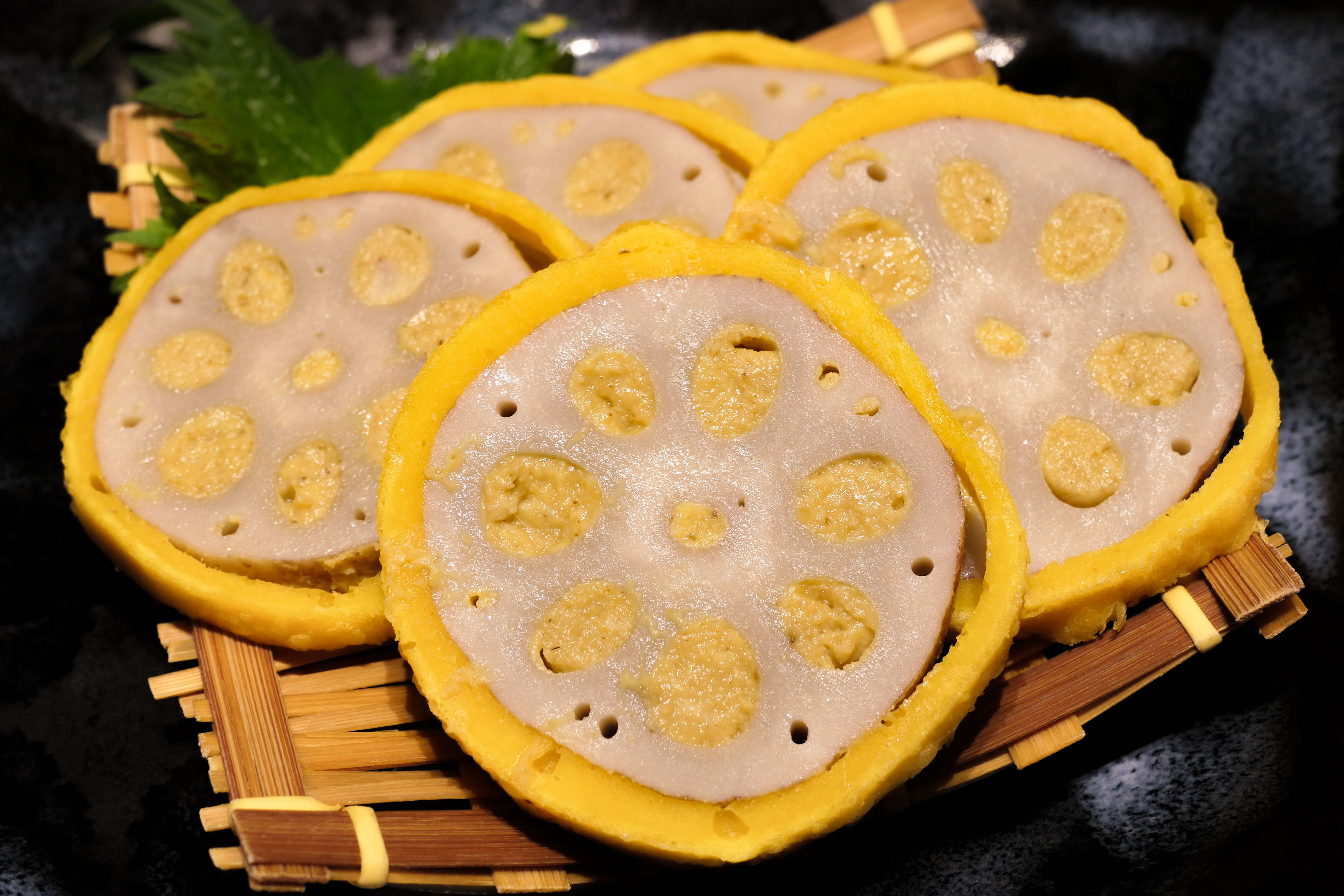
« Karashi » plat local de la région de Kumamoto, Japon.
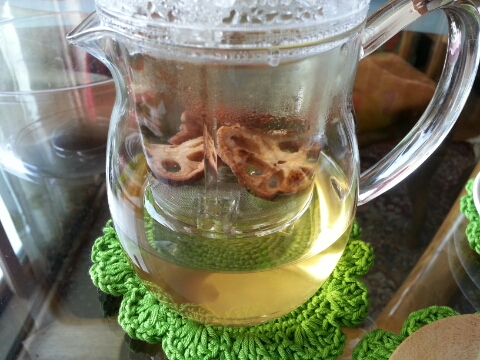
Boisson théiforme « Yeongeuncha », en Corée.

#### Les pédoncules
Les pédoncules, appelés en cambodgien ក្រអៅឈូក krâ-aou chhouk, (couramment mais improprement appelés racines) sont utilisés, au Cambodge, au Viet Nam et en Thaïlande uniquement lorsqu'ils sont jeunes, vendus en bottes comme légumes, après avoir pelé leur surface filandreuse, dans des soupes et des salades ou encore dans des plats sautés.
En Thaïlande, des producteurs proposent des pédoncules de lotus en conserve.

#### Les feuilles
Les grandes feuilles rondes servent d'assiettes ou, du fait de leur caractère hydrofuge, d'emballages pour des denrées qui doivent restées humides, comme au Cambodge les nouilles de riz fraîches, នំបញ្ចុក, num banh-chok.
En Corée, on prépare des tisanes à base des jeunes feuilles, le yeonipcha (연잎차), les feuilles sont chauffées, séchées et broyées ; lorsque le processus est industriel, la tisane est même présentée en sachets. Au Cambodge on les utilise pour enrober et donner un goût particulier aux dimsum (bouchée à la vapeur cantonaise), faits de petits morceaux de poulet et d'autres ingrédients.

Feuilles
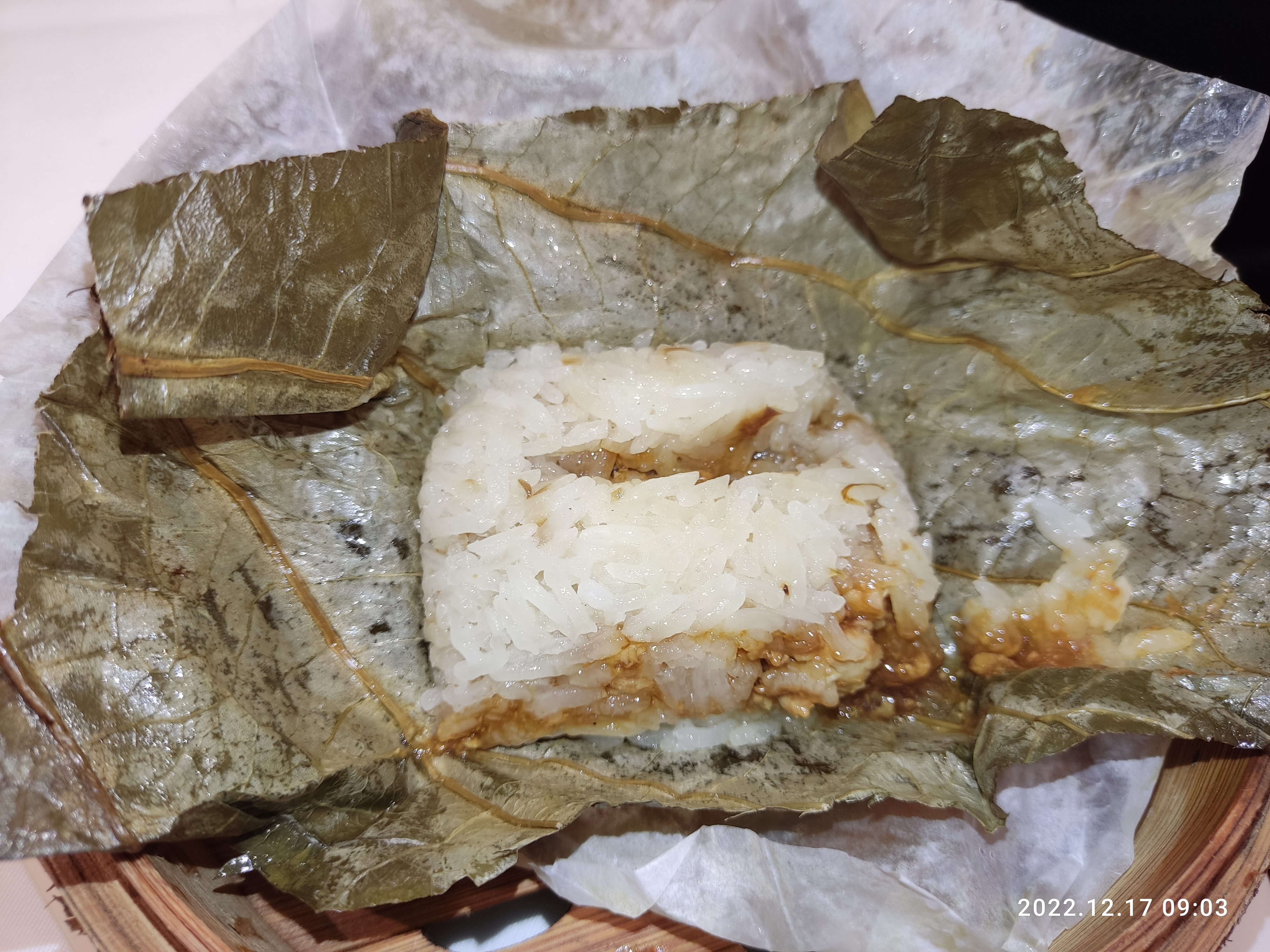
Dimsum de riz glutineux salé « lo mai gai » cuit à la vapeur dans un feuille de lotus en Chine.
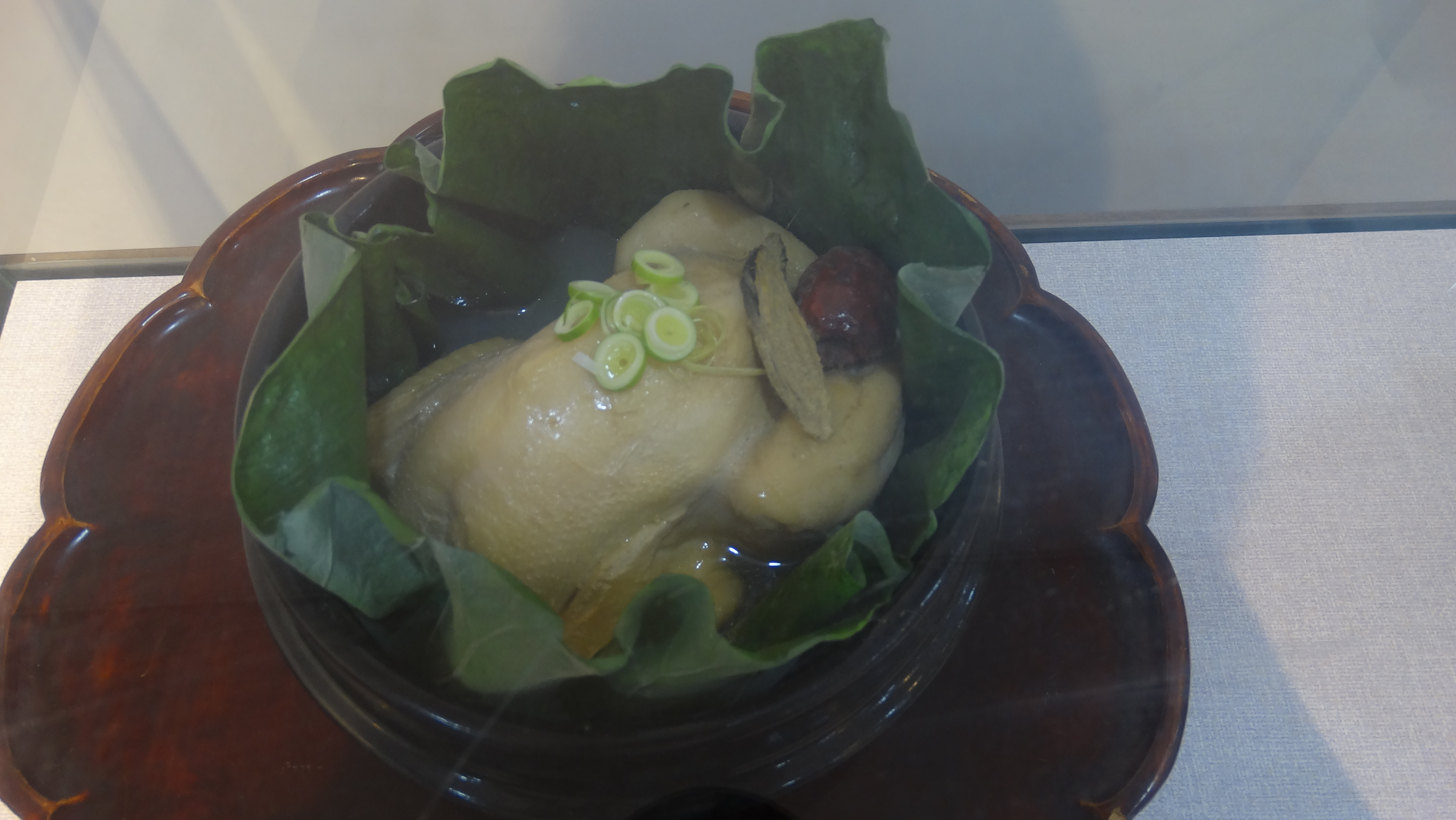
Feuille de lotus utilisée comme contenant pour la cuisson de poulet à la vapeur « Yakgyetang » en Corée.
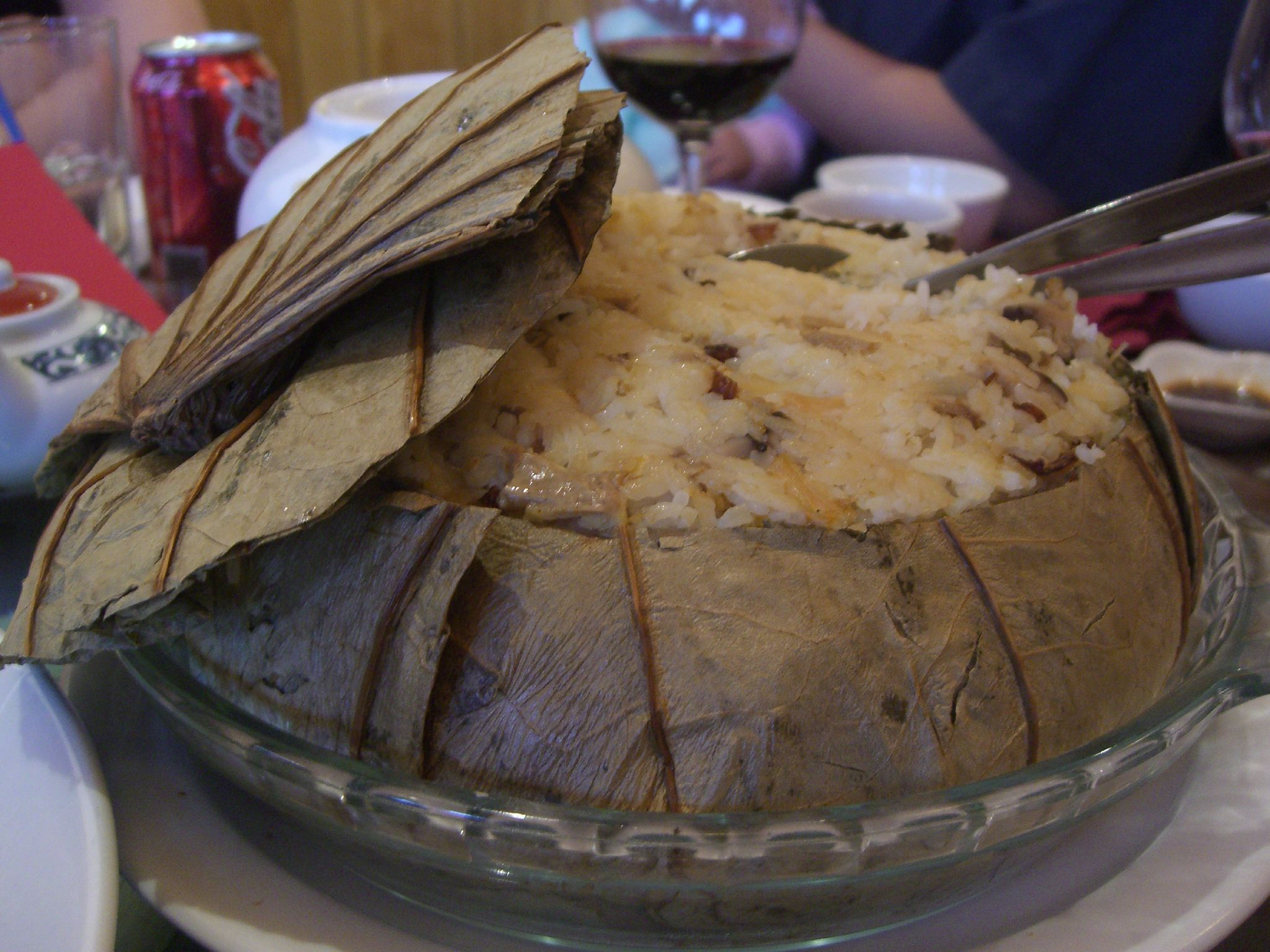
Riz cuisiné dans une feuille de lotus, Australie.
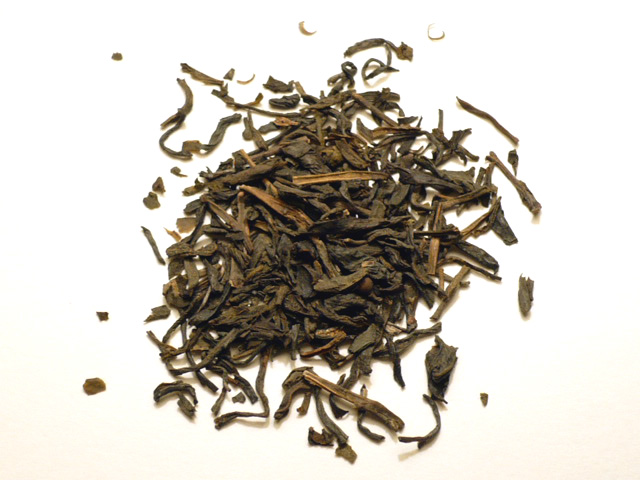
Thé au lotus au Viet Nam.
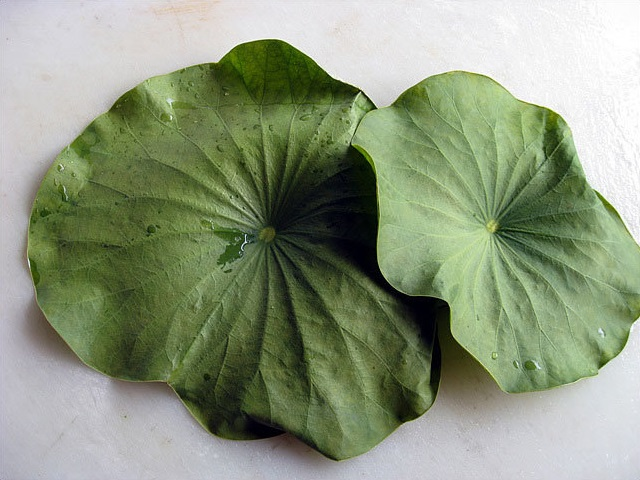
Feuilles de lotus cuites à la vapeur pour la préparation du « yeonipcha » en Corée.
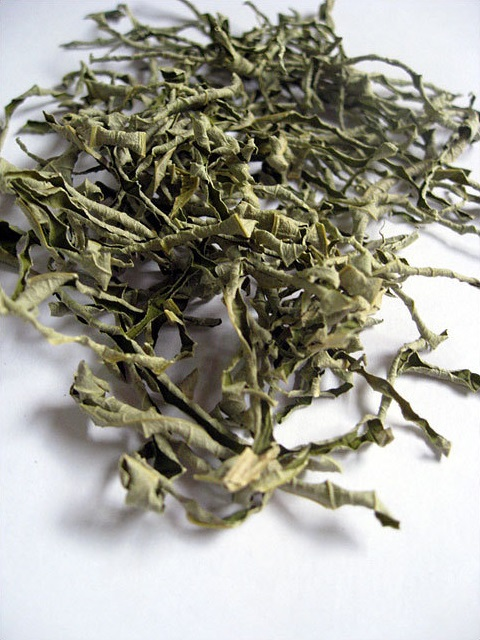
Jeunes feuilles de lotus séchées pour le « yeonipcha » en Corée.
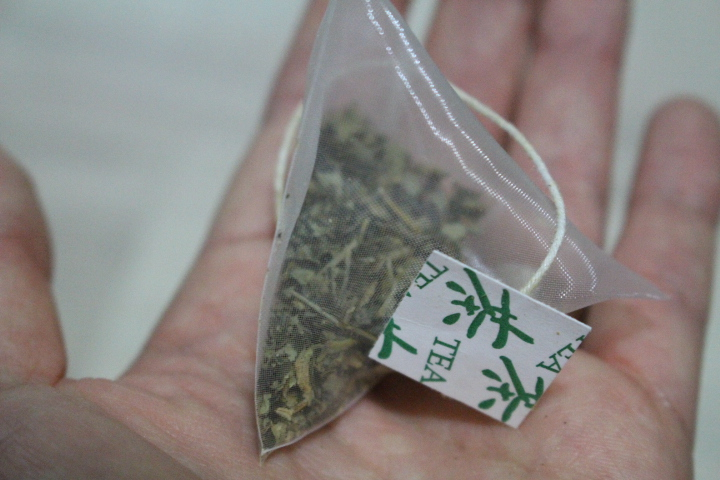
Sachet de feuille de lotus pour la tisane de « yeonipcha » en Corée.

#### Les pétales, les fleurs, les étamines
- Les pétales des fleurs s'utilisent en garniture. Au Cambodge, ils servent de contenants traditionnels, comestibles quoiqu'un peu coriaces, au prâhok khtih (prahok au lait de coco) (ប្រហុកខ្ទិះ ), un hachis de porc contenant diverses épices et du prahok (pâte de poisson salé fermenté)[42]. Dans la ville de Hội An dans la province de Quảng Nam au Viet Nam un thé appelé Mỏt est une boisson de réputation nationale, vendue exclusivement par un artisan très réputé. Sa recette est secrète, mais on sait qu'il y a au moins du thé, de la citronnelle, du citron, de la cannelle, des feuilles fraiches de thé et des fleurs fraîches de lotus[60].
- En Corée, les fleurs entières blanches sont utilisées  pour la préparation d'une boisson théiforme, le yeonkkot-cha (연꽃차) ; il est fait aussi à base de pétales séchés du lotus blanc.
- Les étamines peuvent être séchées pour en faire une tisane parfumée appelée liánhuā cha (蓮花 茶) en chinois ou pour aromatiser les feuilles de thé au Viêt Nam.

Boissons à la fleur de lotus
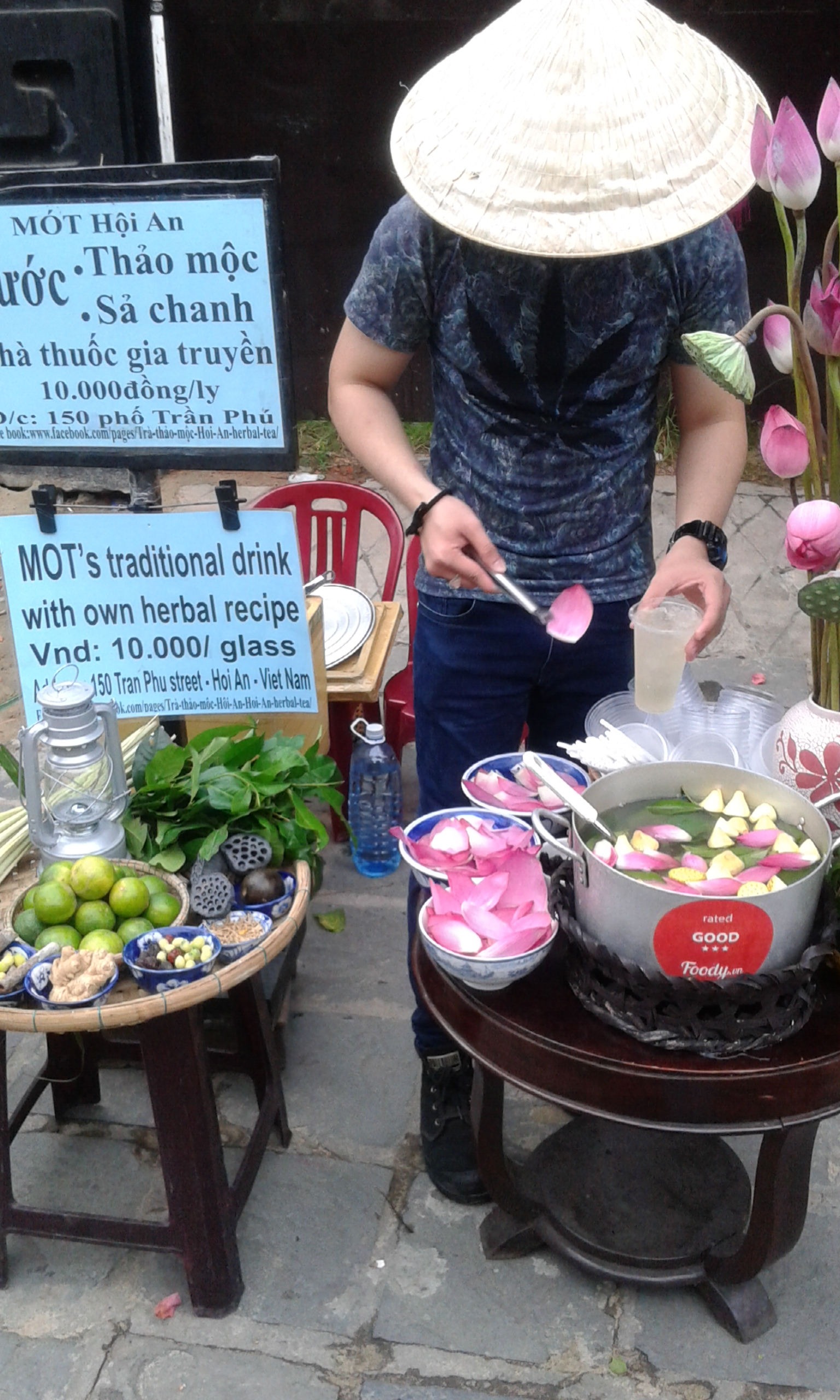
Thé Mỏt aux pétales frais Viet Nam.
Yeonkkot-cha Infusion de lotus Corée.
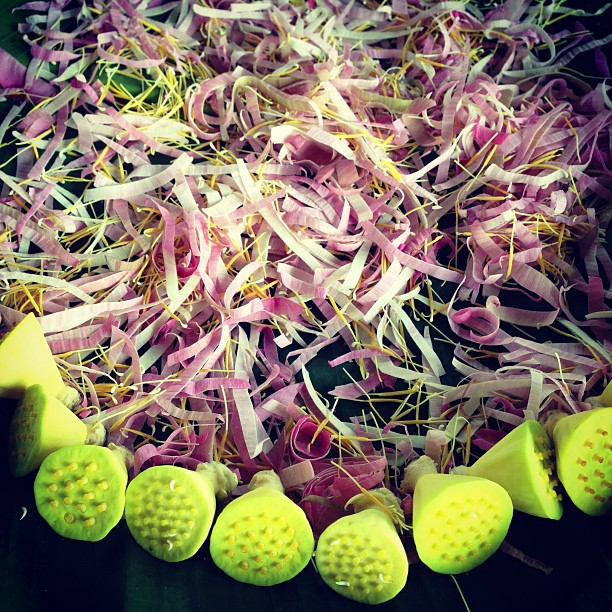
Pétales et étamines fraîches pour une tisane Thaïlande.

#### Les graines
- Les graines (akènes) de lotus, en Chine appelées liánzzĭ (蓮子, ou 莲子 en caractères simplifiés), sont polyvalentes. Elles peuvent se manger crues (il faut alors en ôter la peau verte et coriace, ainsi que le germe vert qui est amer[42]), torréfiées ou grillées comme des châtaignes, confites comme des marrons glacés, séchées et éclatées comme du maïs soufflé. Elles peuvent être bouillies et réduites en pâte, combinées avec des longanes séchées pour faire une soupe sucrée appelée tong sui. Les graines de lotus entrent aussi dans la composition du très célèbre riz aux huit trésors (八宝饭 bābǎo fàn)[61], ainsi que dans de nombreux autres plats, dont des potages[62]. En y ajoutant du sucre, la pâte de graine de lotus devient un des ingrédients les plus courants de pâtisseries telles que les gâteaux de lune, les daifuku et le pudding de farine de riz.
Des graines de lotus appelées Phool Mukhana sont aussi utilisées en cuisine indienne[63].
Au Cambodge, des vendeurs ambulants proposent aussi des graines de lotus (គ្រាប់ឈូង) cuites à l'eau[62].

Graines de lotus
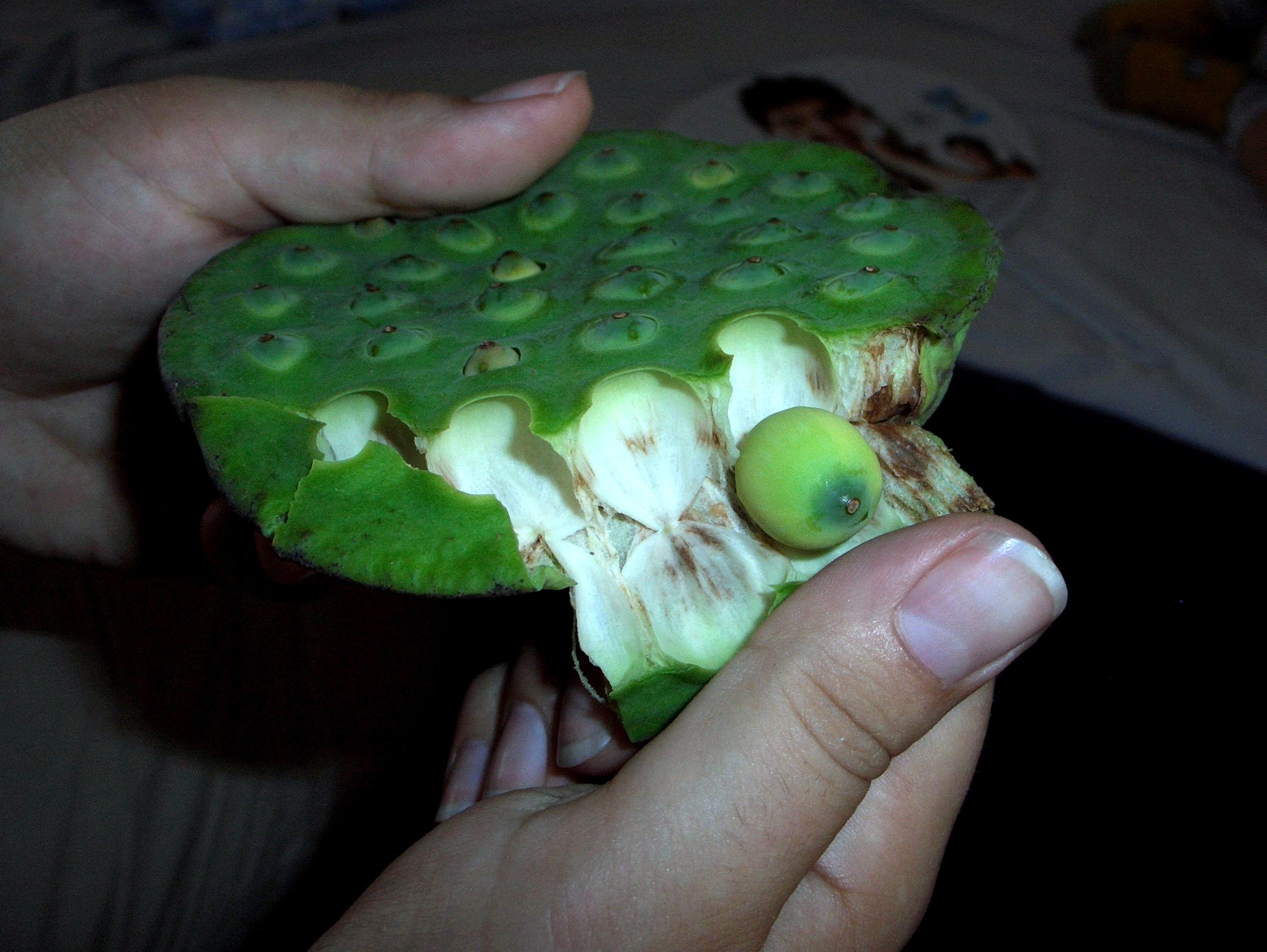
Décorticage de graines fraiches de son faux-fruit.
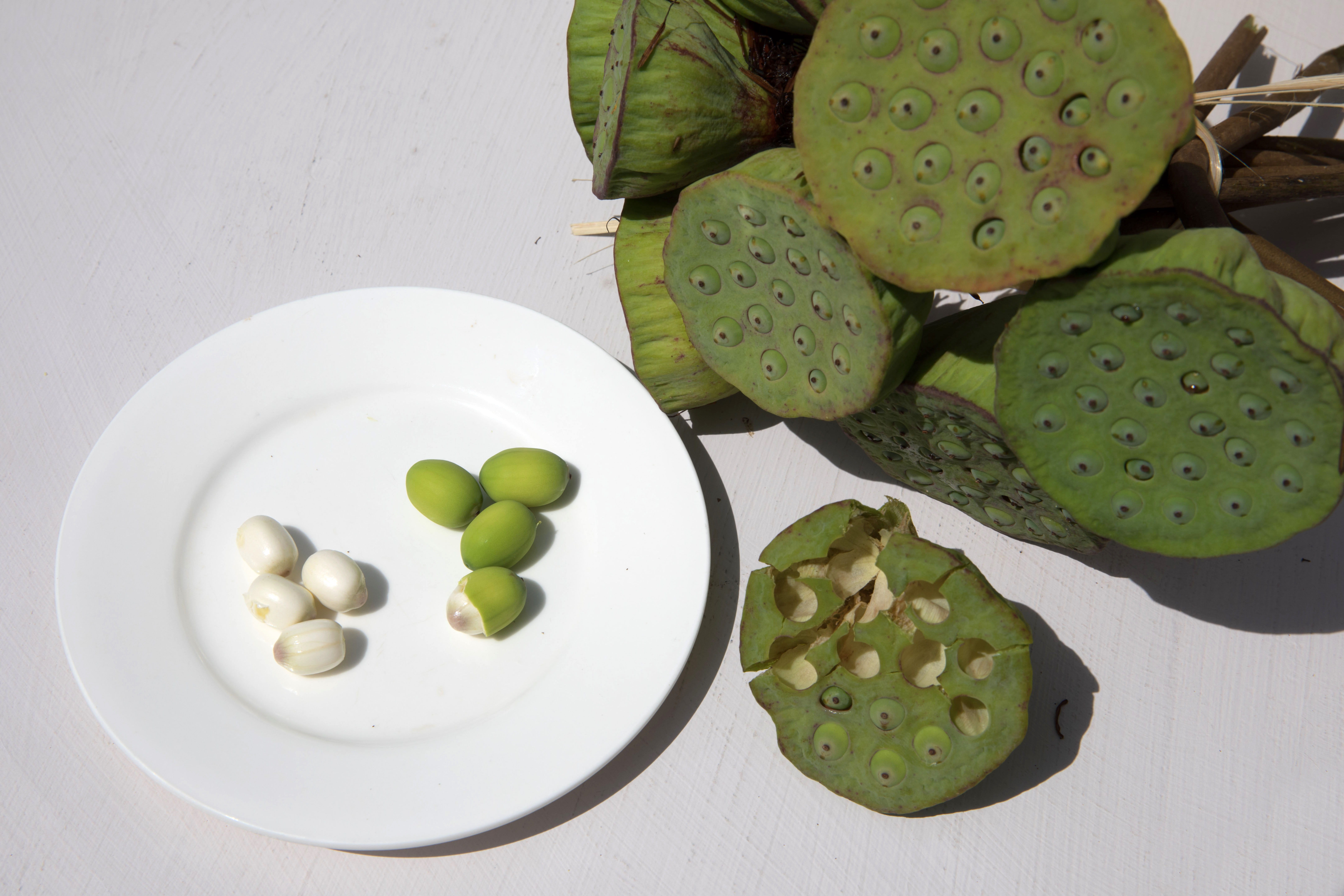
Graines fraîches du fruit à peler avant consommation.
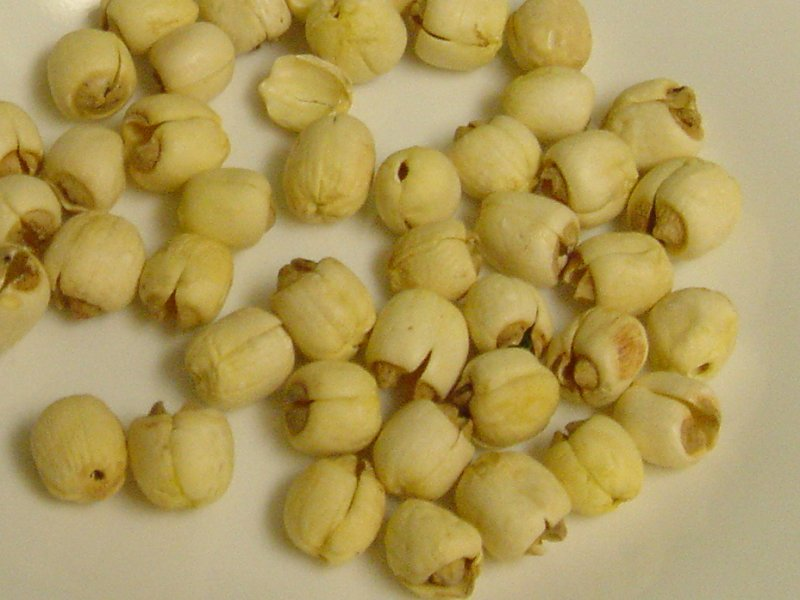
Graines de lotus sèches.
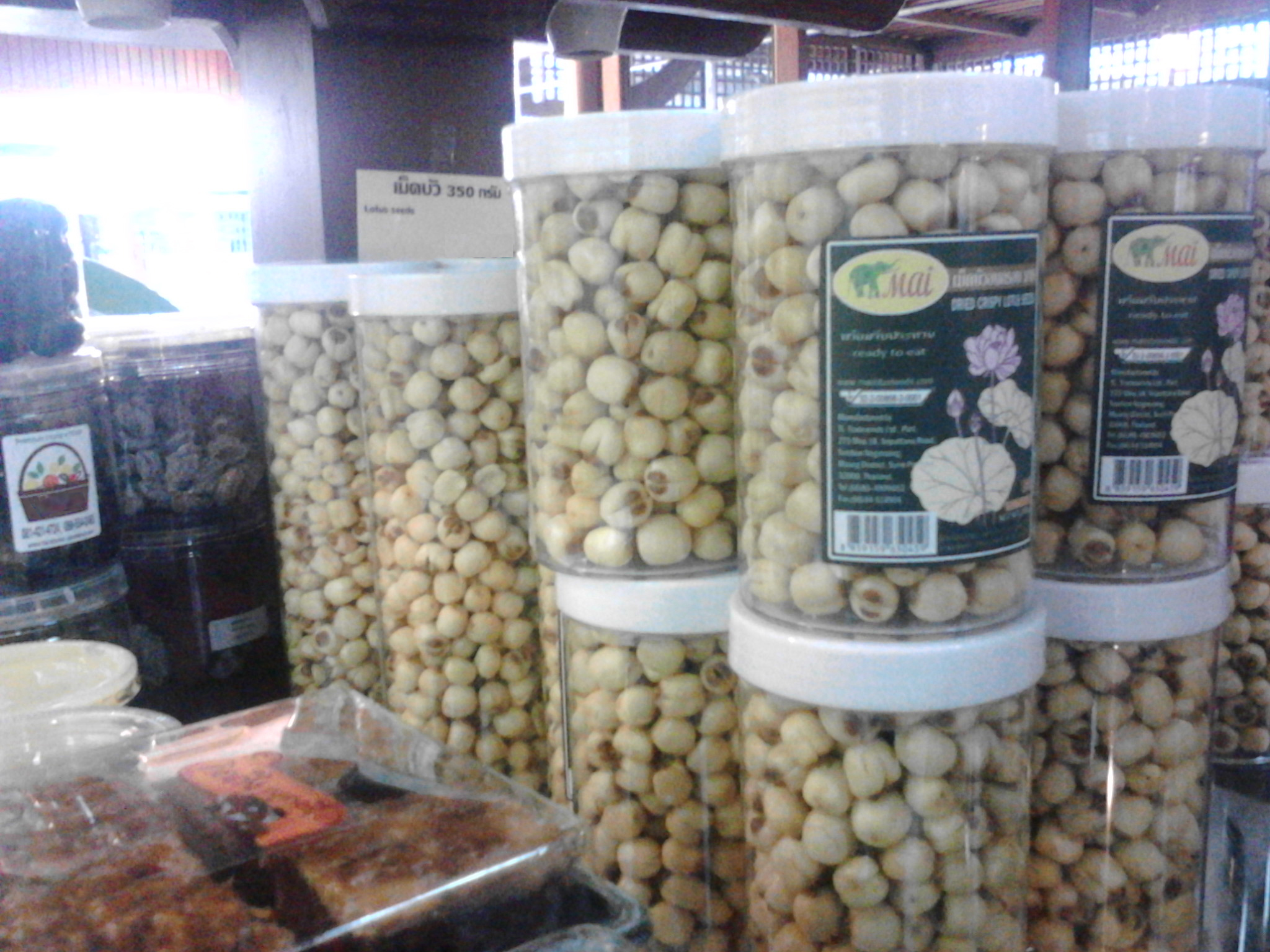
Boite de graines de lotus sèches dans une épicerie thaïlandaise.
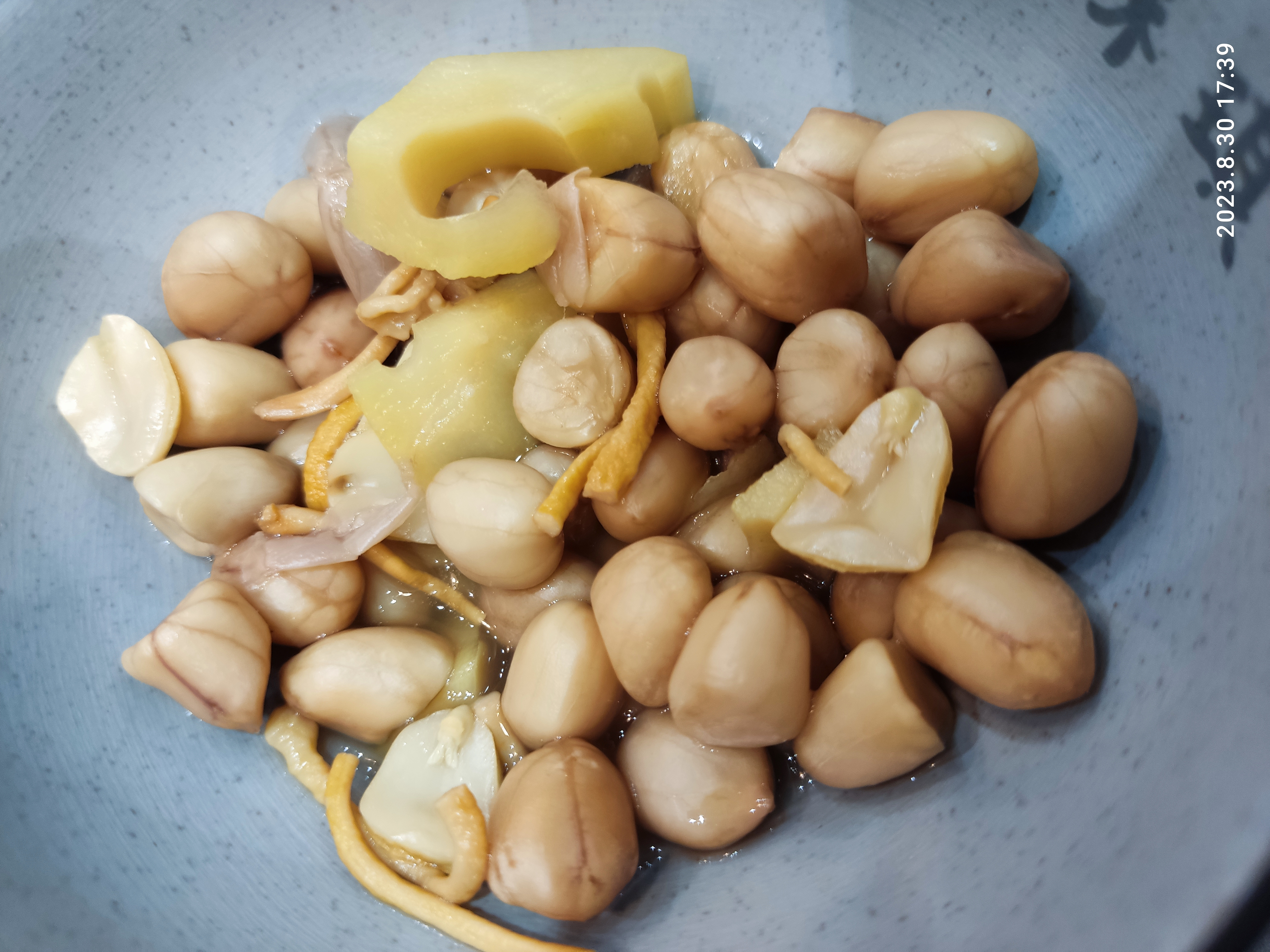
Soupe de graines de lotus.
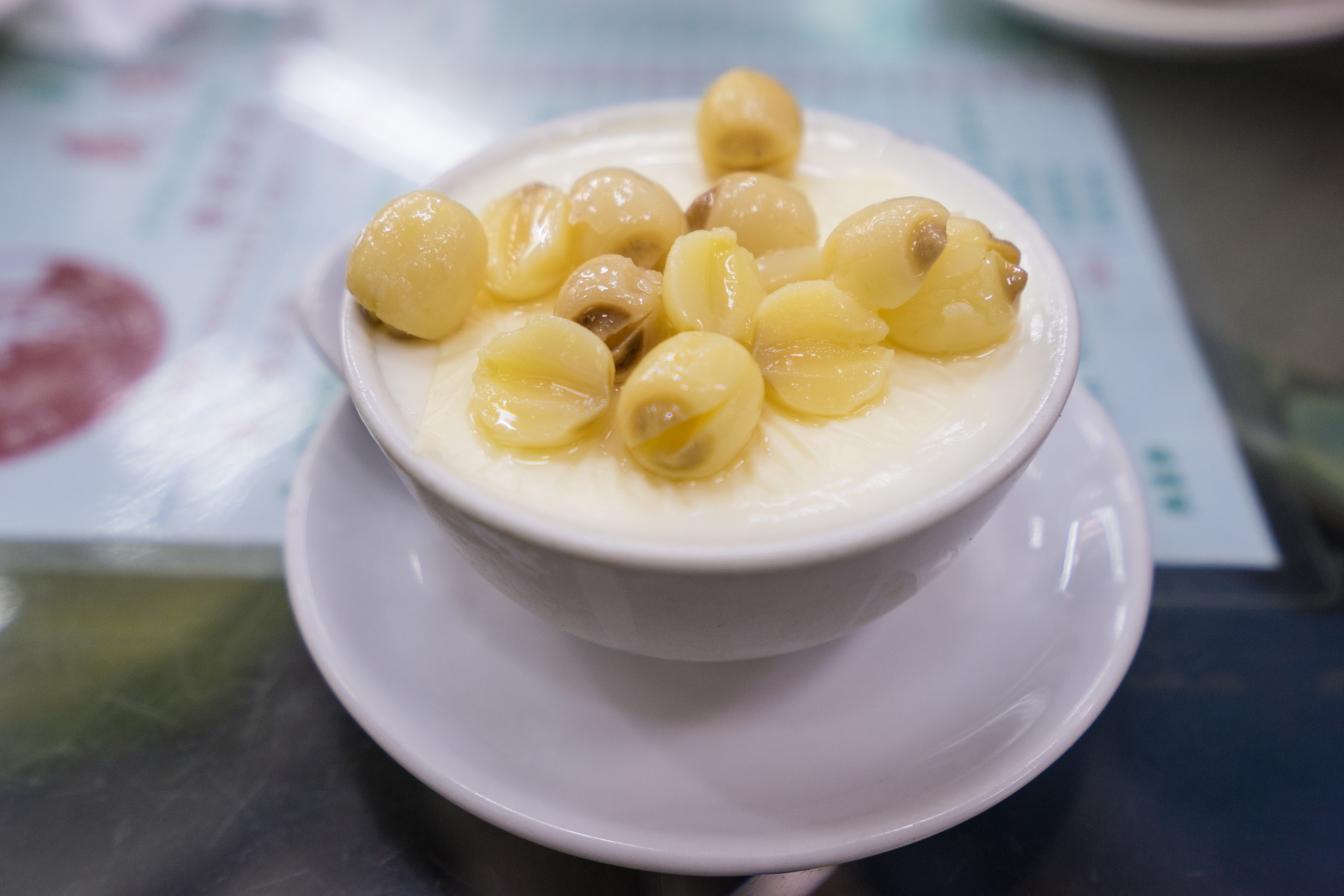
Longanes farcies de graines de lotus et garnissant un dessert.

Les pétales, les feuilles et les rhizomes peuvent aussi être mangés crus, mais il y a un risque de transmission de parasites qui vivent dans les eaux stagnantes où poussent les lotus (par exemple Fasciolopsis buski). C'est pourquoi il est recommandé soit de les consommer cuits, soit de les désinfecter dans une solution aqueuse de permanganate de potassium à 0,1 %.

### Plante textile
Au Vietnam près de Hanoï, en Birmanie près du Lac Inle et au Cambodge près de Siem Reap les pédoncules sont utilisés pour en extraire des fibres de diamètre régulier, très légères et très solides, ce qui est un travail difficile, minutieux, long, fastidieux, non mécanisable actuellement et nécessitant une main d’œuvre nombreuse et bien formée, en en tirant ainsi une soie dite "soie de lotus" très onéreuse du fait de son processus de fabrication et très prisée par les maisons de haute-couture du fait de ses qualités textiles,.

La soie de lotus
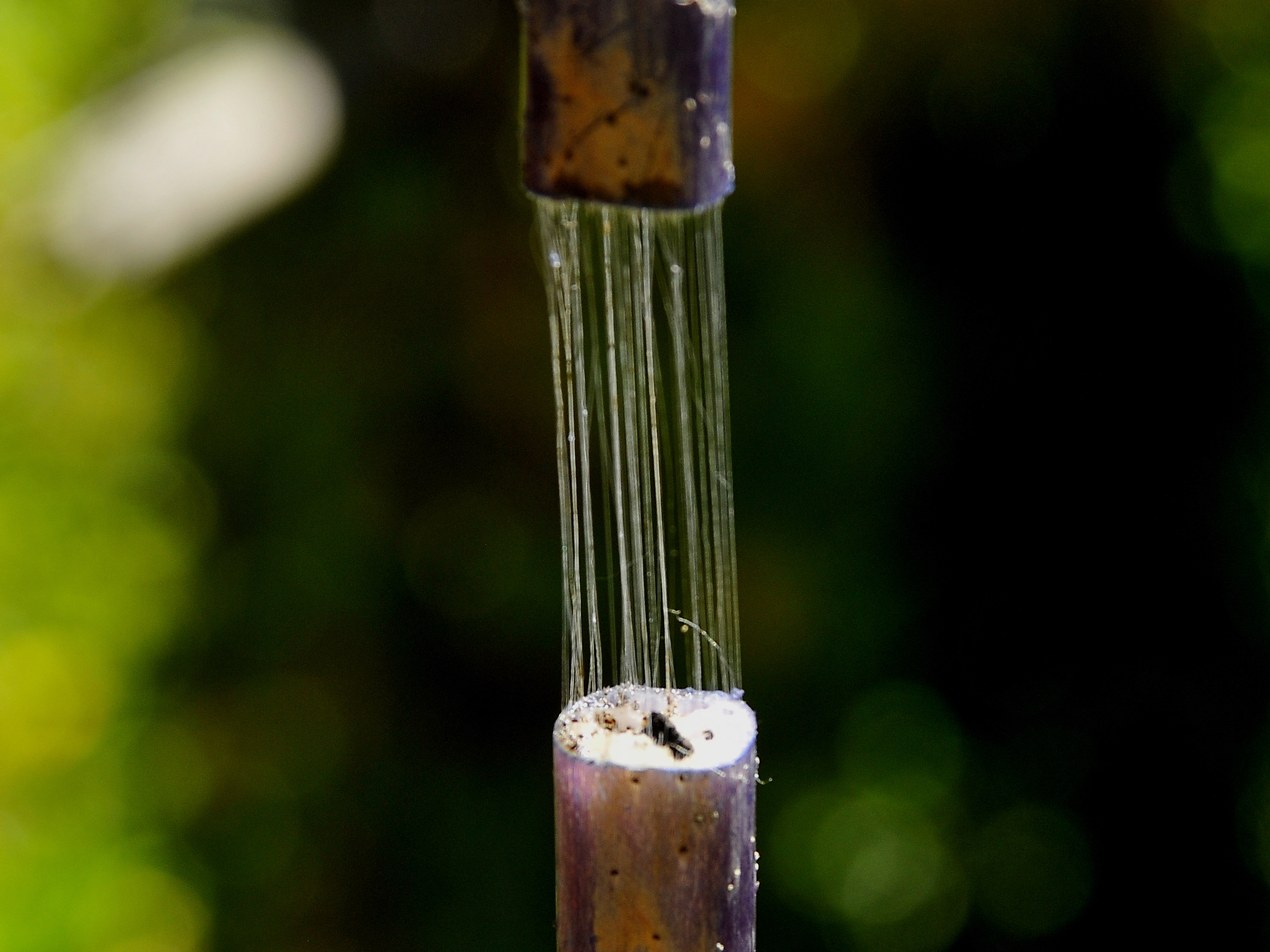
Fibres d'un pédoncule de lotus.
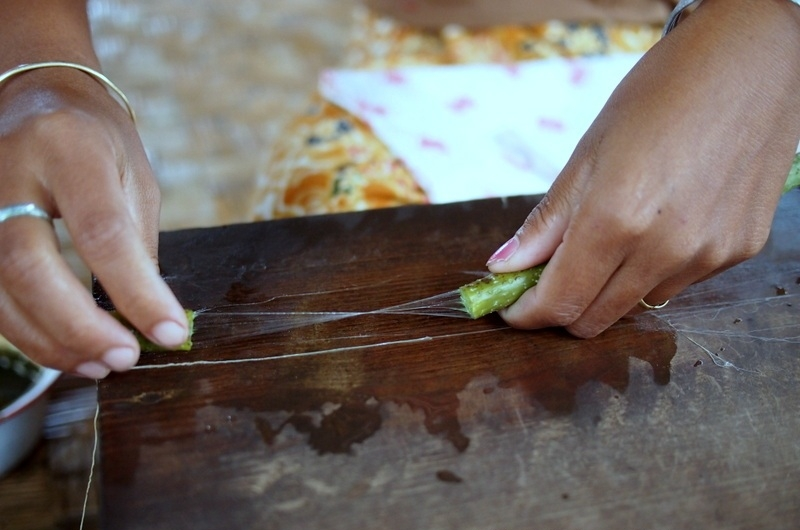
Étirement des fibres d'un pédoncule de lotus.
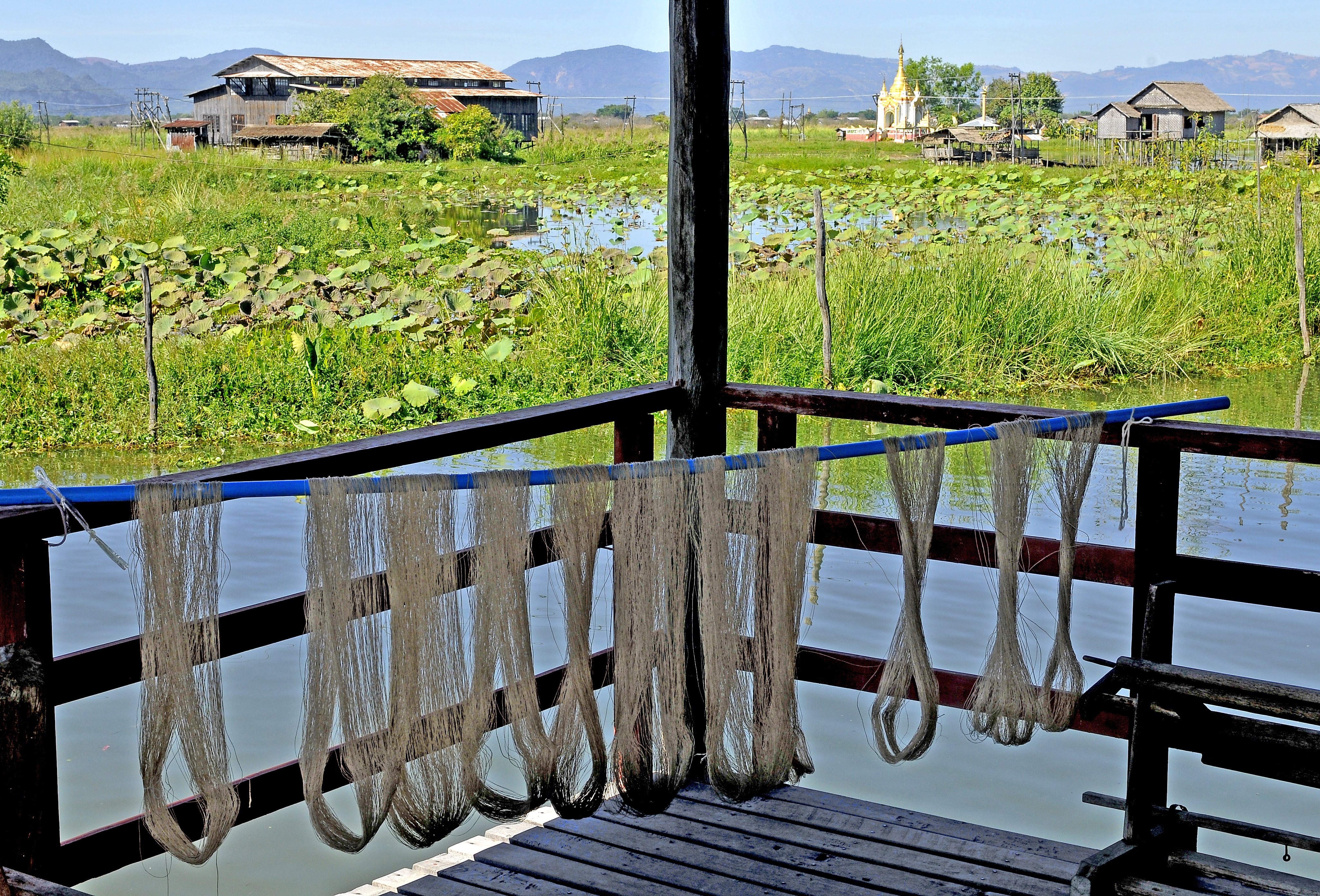
Séchage des fibres en Birmanie.
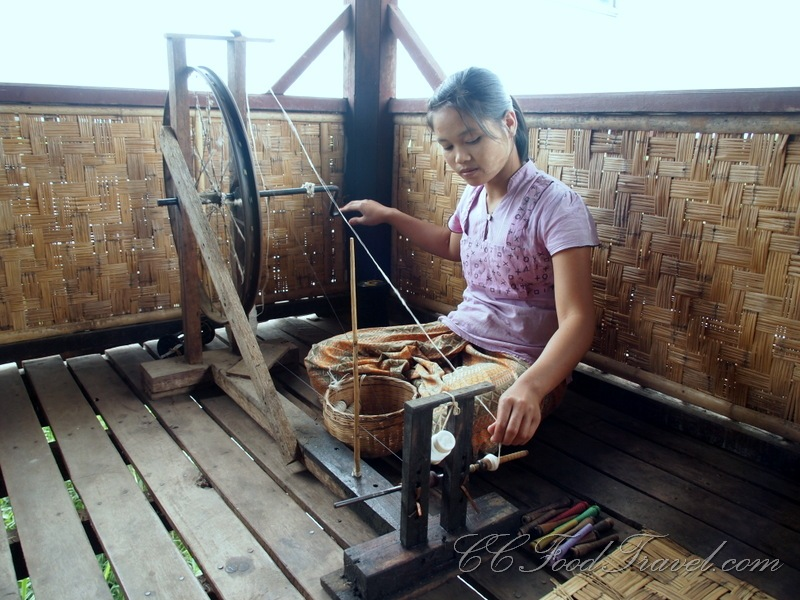
Filage de la soie de lotus en Birmanie.
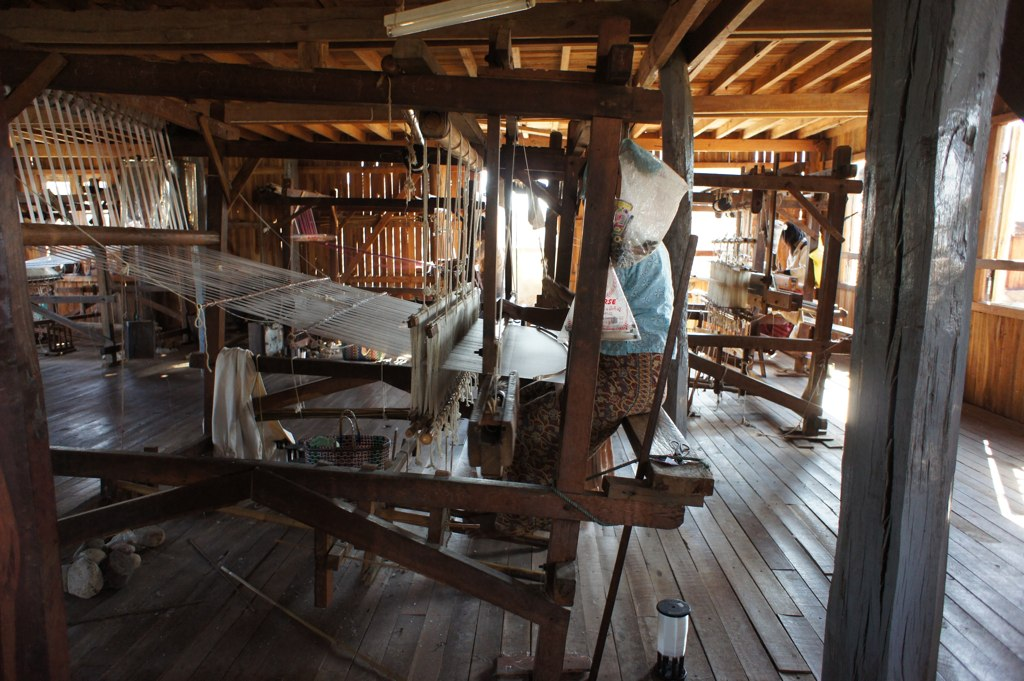
Tissage de la soie de lotus en Birmanie.
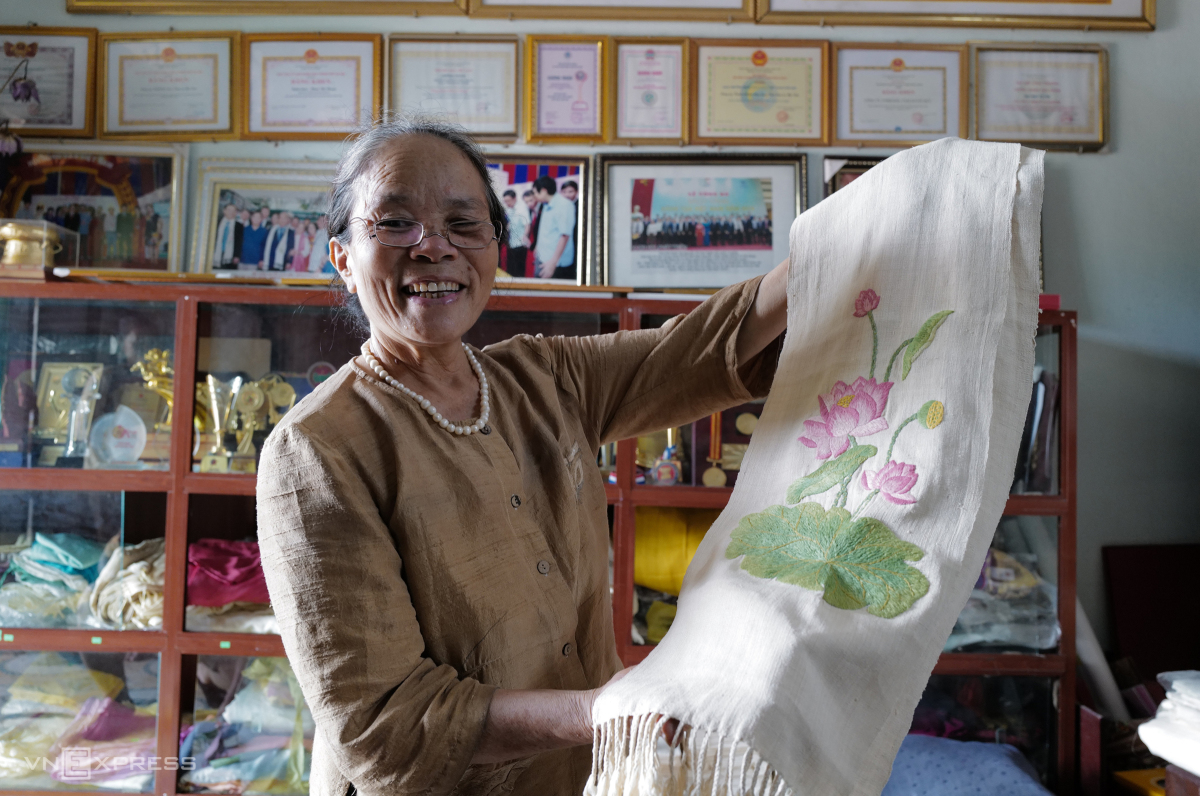
Une écharpe en soie de lotus au Vietnam.

## Aspects religieux, culturels et historiques

### Symbole religieux
Toujours présent dans les autels domestiques et dans les temples, le lotus est à la fois ornement et offrande religieuse.

#### Dans l'hindouisme

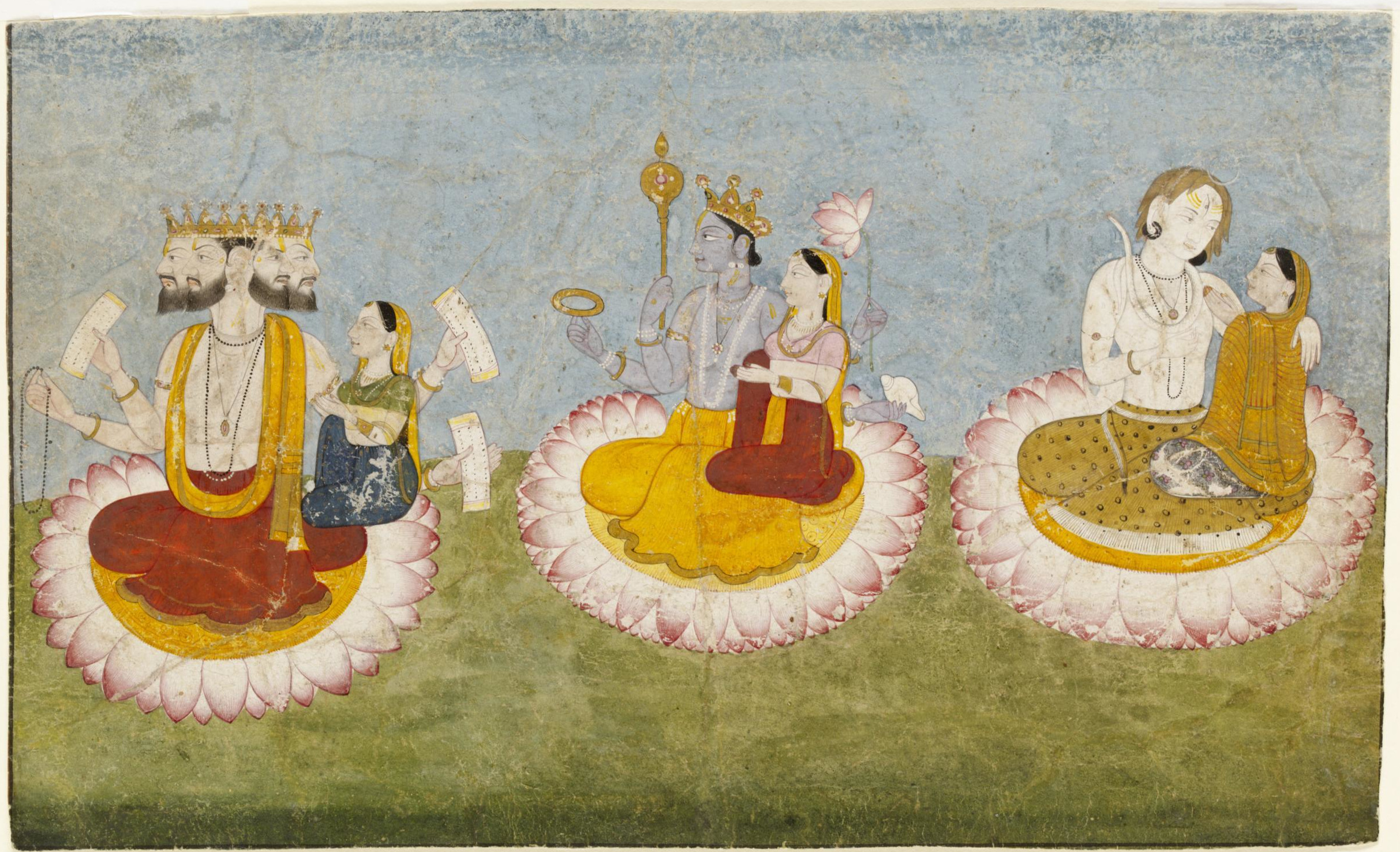
Brahma, Vishnu et Shiva assis sur des fleurs de lotus.

Les hindous associent la fleur de lotus (Padma) au mythe de la création, et avec les dieux Vishnu et Brahma, ainsi que les déesses Lakshmi et Sarasvati.
Le lotus a toujours été un symbole divin dans la tradition hindouiste. Il est souvent utilisé comme symbole de la beauté divine.
 Vishnu est souvent décrit comme « celui à l'œil de lotus ».
Le déploiement des pétales du lotus suggère l'épanouissement de l'âme. L'émergence de sa pure beauté, la perfection de sa fleur, la propreté immaculée de ses feuilles à partir de ses origines boueuses et malgré cet environnement défavorable, représente une promesse spirituelle bienveillante.
Dans l'iconographie hindoue, les divinités sont souvent représentées assises sur une fleur ou un trône de lotus ou avec une fleur de lotus à la main. Selon le Harivamsa, le lotus est la première des manifestations de Vishnu.
En hindi, le lotus est appelé kamal (कमल) et constitue un prénom populaire pour les garçons, ainsi que sa version féminine « Kamala ».
La littérature pouranique et védique fait souvent référence au lotus sacré, par exemple :
« Quiconque dans l'action dédie ses œuvres à l'Esprit Suprême, en écartant tout intérêt égoïste dans leur résultat, n'est pas plus atteint par le péché que la feuille de lotus n'est affectée par l'eau. »,

#### Dans le bouddhisme
Dans le symbolisme bouddhique, le lotus représente la pureté du corps, de la parole et de l'esprit, comme flottant au-dessus des eaux boueuses de l'attachement et du désir. Le Bouddha est souvent représenté assis sur une feuille ou un bouton de lotus géant. Selon la légende, il serait né avec la capacité de marcher et partout où il mettait le pied, des fleurs de lotus s'épanouissaient, c'est donc une fleur emblématique de Bouddha. Dans tout le monde indianisé on compte de très nombreuses peintures, sculptures et représentations de la fleur de lotus. Ceci est dû à la particularité unique du lotus d'être la seule plante aquatique dont la fleur est au-dessus de l'eau contrairement aux nénuphars et autres cousins dont la fleur flotte sur l'eau.
Cette image, connotant la légèreté, de la fleur s'élevant au-dessus de la surface de l'eau rejoint celle de Bouddha si léger qu'il repose comme en lévitation au-dessus du sol.
La symbolique du lotus en bouddhisme relève encore du fait que la graine et la fleur apparaissent ensemble, il s'agit de la simultanéité de la cause (la graine) et de l'effet (la fleur) dans la loi de causalité de l'univers qui est l'un des concepts majeur de la philosophie bouddhique. À cela il faut ajouter que le lotus puise sa substance vitale dans la boue pour s'épanouir au-dessus de l'eau. Ainsi la boue représente les souffrances, les troubles, les désirs qui sont le terreau même de notre épanouissement. Il est donc possible de transformer son karma par l'illumination, l'atteinte de la bouddhéité, grâce à notre éveil à la loi de causalité.

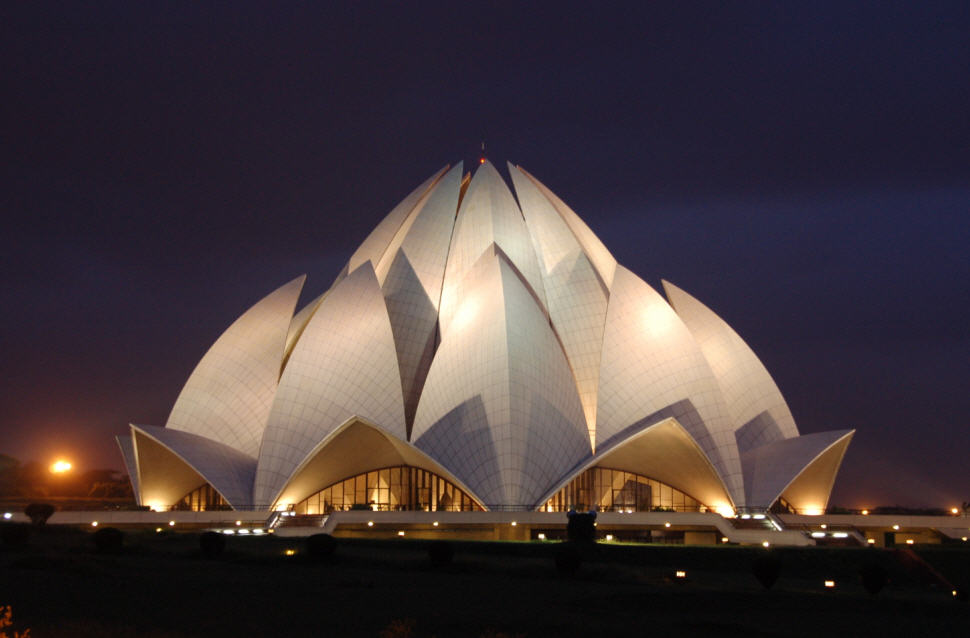
Temple bahaïste du Lotus à New Delhi.

#### Dans le bahaïsme
S'inspirant à son tour de ces croyances hindoues et bouddhistes, la communauté bahá'íe a adopté ce symbolisme dans la conception du Temple du lotus à New Delhi, en Inde.

#### Dans le jaïnisme
Le lotus est largement représenté dans les temples jaïne du Rajasthan.

### Motif décoratif et architectural en Asie

#### En Inde
Il est la fleur nationale de l'Inde ainsi que le symbole du BJP, un parti politique nationaliste indien.
L'architecture inspirée du lotus a largement débordé le monde indianisé.

#### En Chine
Les Chinois vénèrent le lotus sacré en tant que symbole de pureté et d'élégance, et celui-ci est un thème récurrent dans la poésie chinoise. Dans son classique essai intitulé À propos de la prédilection pour la fleur de lotus, Zhou Dunyi, philosophe néoconfucéen chinois, déclare : « La fleur de lotus reste totalement pure quel que soit le limon dont elle est issue et elle n'est pas coquette malgré la baignade dans l'eau claire ».

#### À Macao
La fleur de lotus est l'élément central du drapeau et des armoiries de Macao.

#### Au Vietnam
Il est la fleur nationale du Viêt Nam.

Lotus : motif symbolique, décoratif et architectural
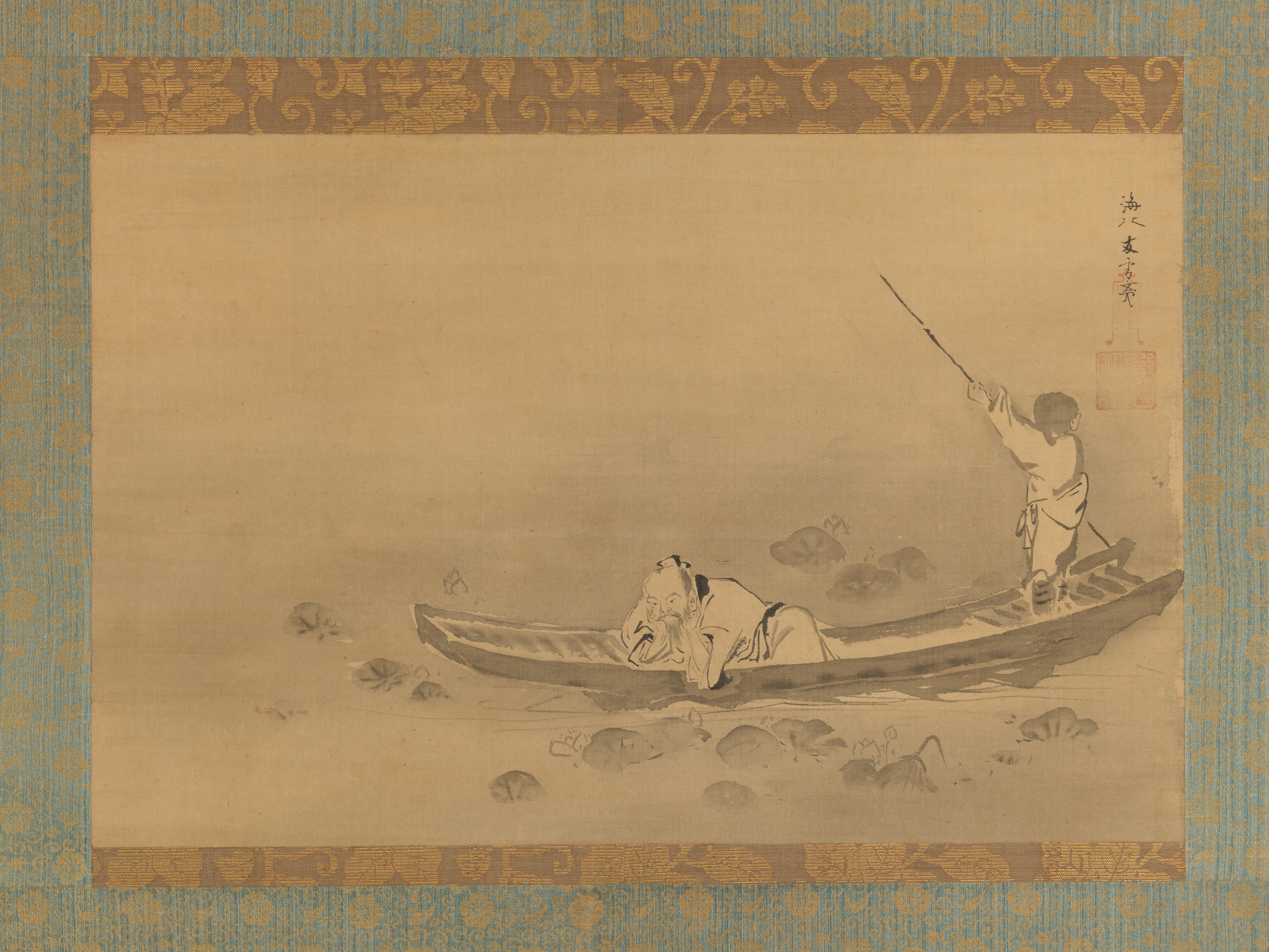
Zhou Dunyi admirant des lotus. Peinture japonaise de Kaihō Yūsetsu, XVIIe siècle.
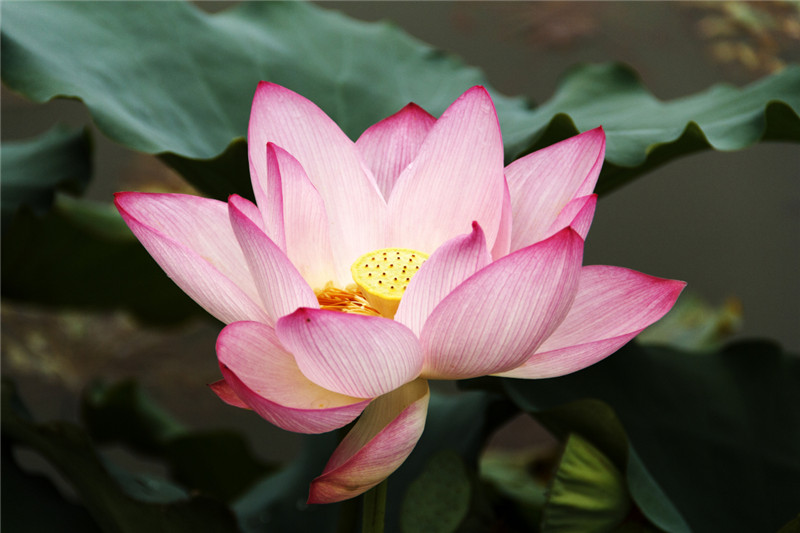
Lotus fleur nationale de l'Inde et du Vietnam.
Drapeau du BJP avec le logo en lotus.
Drapeau de Macao.
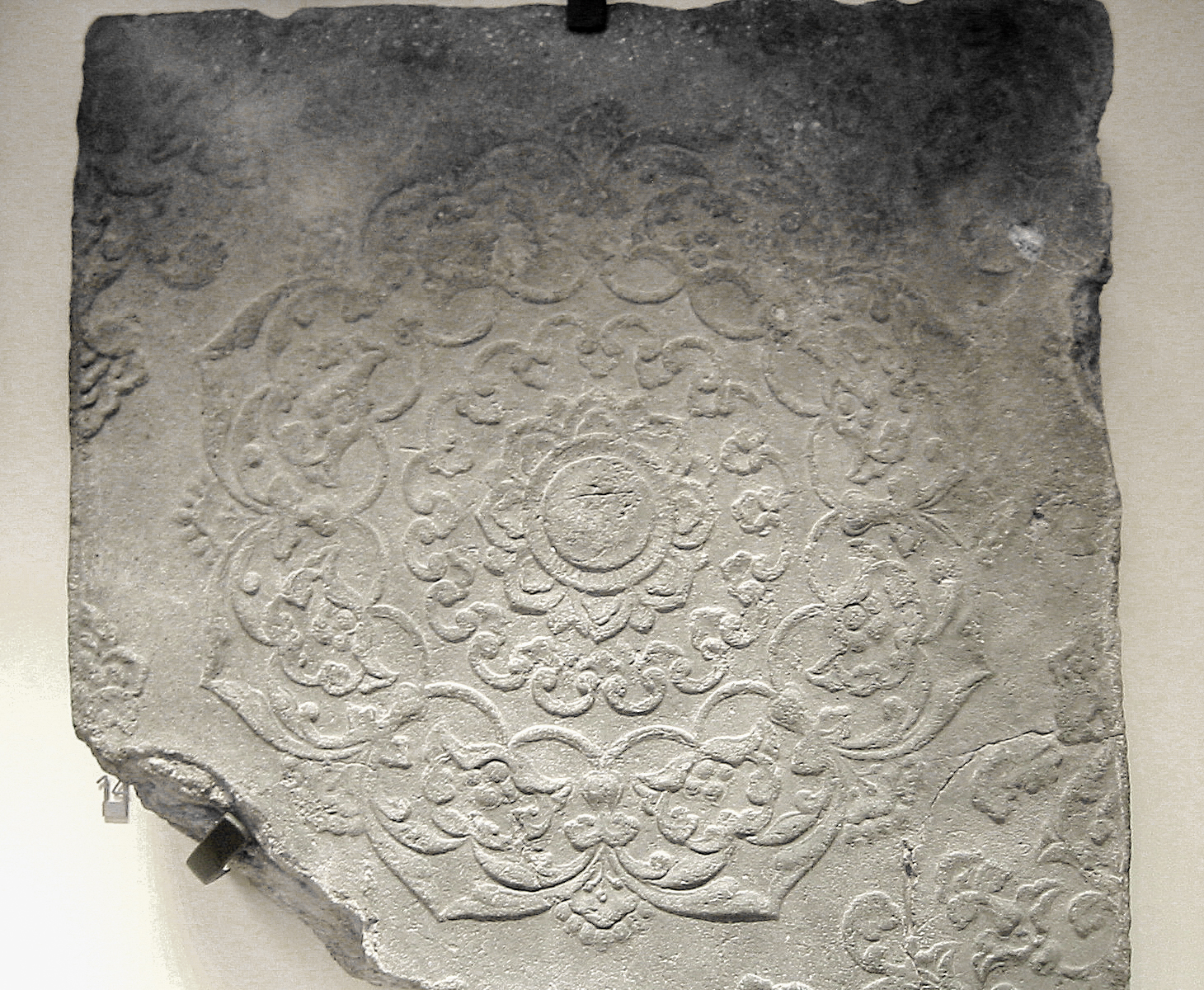
Le lotus est un thème récurrent dans les arts asiatiques, ici en Corée.

### Dans la culture populaire

#### Dans le jeu de cartes à jouer Magic: L'Assemblée
Une carte du jeu  Magic : L'Assemblée (Magic: The Gathering en anglais)  s’intitulant « Black lotus » représentant un lotus noir dessiné par Christopher Rush (en) donne son nom au magazine français de jeux de cartes à collectionner Lotus Noir. C'est la carte la plus célèbre de Magic : The Gathering. Pour la première fois éditée en 1993, cette carte fait partie du célèbre power nine qui comporte 8 autres cartes, ce qui signifie qu'elle n’a été éditée que dans les trois premières éditions de bases de Magic, à savoir : Alpha, Beta et Unlimited. Cette carte a la plus grande valeur dans le jeu, puisqu'elle permet au joueur qui la possède de la sacrifier pour « générer trois mana de n’importe quelle couleur pour un coût de lancement de zéro mana », offrant ainsi un considérable avantage au joueur. Mais elle est aussi une carte qui atteint des records successifs de prix de vente à 166 000 dollars en 2019, à 615 000 dollars chez Heritage Auctions en 2023, et une carte classée Pristine 10 par CGC cards (en) atteint 3 millions de dollars en mai 2024 dans une vente privée entre Adam Cai de la société Pristine Collectible et un acheteur qui reste anonyme.

#### Dans le jeu de cartes à jouerYu-Gi-Oh!
Le lotus a inspiré une carte nommée Lotus du Samsara.